# Lijst van gedeputeerden naar de Staten-Generaal (1568-1796)
Dit is een lijst van mensen waarvan bekend is dat ze gedeputeerde waren naar de Staten-Generaal van de Nederlanden in de periode 1568-1796.
Zie ook Lijst van gedeputeerden naar de Staten-Generaal (1464). 
| Gedeputeerde                                                                        | Van              | Tot              | Namens | Opmerking | Bronvermelding |
| ----------------------------------------------------------------------------------- | ---------------- | ---------------- | --- | --- | --- |
| Paulus Buys (1531 - 1594)                                                           | 19 juli 1572     | 5 oktober 1584   | Holland | | [ 1 ] [ 2 ] |
| Johan van Oldenbarnevelt (1547 - 1619)                                              | 11 februari 1586 | 13 mei 1619      | Holland | | [ 3 ] [ 4 ] |
| Christoffel Aerntsma (1535 - 1597)                                                  | 22 december 1587 | 1 september 1588 | Friesland                                                                                                   | | [ 5 ] [ 6 ] |
| Wijtze van Cammingha (? - 1606)                                                     | 22 december 1587 | 30 april 1606    | Friesland - Friesland, Oostergo                                                                             | | [ 7 ] [ 8 ] |
| Jacob van Malderé ( - 1617)                                                         | 31 maart 1588    | 1601             | Zeeland - Zeeland, eerste edele                                                                             | Aanvangsdatum: sessiename (credentiebrief Staten van Zeeland 6 april). - Aanvangsdatum: eerste vergadering. Nieuwe commissie Staten van Zeeland 23 juni 1598. - Aanvangsdatum: eerste vergadering. Einddatum: het uiteengaan van de vergadering. | Repertorium Ambtsdragers en Ambtenaren 1428-1861, oorspronkelijke bron persoonsgegevens: Lyst der edele mogende heeren gecommitteerde raaden van Zeeland, sedert de opregting van het collegie in het jaar 1578, en der ministers van die provintie (z.d., z.p.) 4.                                                                         |
| Willem Roels (1550 - )                                                              | 01-01-1588       | 26-05-1593       | Zeeland, Middelburg                                                                                         | Aanvangsdatum: sessiename (commissie door Staten van Zeeland 25 juli). - Aanvangsdatum: eerst bijgewoonde vergadering in 1588. Einddatum is uiteengaan vergadering. | Repertorium Ambtsdragers en Ambtenaren 1428-1861, oorspronkelijke bron persoonsgegevens: Nieuw Nederlandsch Biografisch Woordenboek. P.C. Molhuysen en P.J. Blok ed. (10 dln., Leiden 1911-1937) III, 1083. |
| Jacob van Egmond van Kenenburg (1548 - 1618)                                        | 15-04-1588       | 30-04-1601       | Holland, Ridderschap van Holland                                                                            | Aanvangsdatum: benoeming door de Staten van Holland. Als einddatum is gekozen de dag voorafgaande aan de benoeming van nieuwe gedeputeerden, hoewel Van Egmond ook hierna nog compareerde (maar dan waarschijnlijk als extraordinaris-gedeputeerde). | Repertorium Ambtsdragers en Ambtenaren 1428-1861, oorspronkelijke bron persoonsgegevens: Ablaing van Giessenburg, W.J. d', De ridderschap van Holland (manuscript Centraal Bureau voor Genealogie Den Haag 1850) 69. |
| Duco van Martena (1530 - 1605)                                                      | 10-12-1588       | 19-05-1591       | Friesland                                                                                                   | Aanvangsdatum: eerste presentie. Hoewel hij eind mei opgevolgd lijkt te worden door Cammingha, komt hij in de Resolutiën der Staten-Generaal 1590-1592, 297 (zie institutionele toelichting) na die datum nog voor als voorzitter. Mogelijk was hij op dat moment extraordinaris gedeputeerde. | Repertorium Ambtsdragers en Ambtenaren 1428-1861, oorspronkelijke bron persoonsgegevens: Baerdt van Sminia, H., Nieuwe naamlijst van grietmannen van de vroegste tijden af tot het jaar 1795, met eenige geschiedkundige aanteekeningen (Leeuwarden 1837) 209.                                                                              |
| Karel Roorda ( - )                                                                  | 03-02-1588       | 1592             | Friesland                                                                                                   | Aanvangsdatum: eerste presentie. | Repertorium Ambtsdragers en Ambtenaren 1428-1861, oorspronkelijke bron persoonsgegevens: |
| Jan van der Beke ( - )                                                              | 01-01-1588       | 1592             | Zeeland, Vlissingen                                                                                         | Aanvangsdatum: eerste vergadering in 1588. - Aanvangsdatum: sessiename (op gelijke commissie als Cromstrien en Huyssens, blijkens een brief van de Staten van Zeeland 25 juli). Volgt Cromstrien op. | Repertorium Ambtsdragers en Ambtenaren 1428-1861, oorspronkelijke bron persoonsgegevens: |
| Franchois Vranck (1555 - 1617)                                                      | 15-04-1588       | 05-11-1589       | Holland, Gouda                                                                                              | Aanvangsdatum: benoeming door de Staten van Holland. | Repertorium Ambtsdragers en Ambtenaren 1428-1861, oorspronkelijke bron persoonsgegevens: Leeuwen, Simon van, Batavia illustrata, ofte verhandelinge van den oorspronk, voortgank, zeden, eere, staat en godtsdienst van Oud Batavien, mitsgaders van den adel en regeringe van Hollandt ('s-Gravenhage 1685) 1483.                          |
| Caspar van Vosbergen ( - 1598)                                                      | 10-12-1588       | 1598             | Zeeland, Veere                                                                                              | Aanvangsdatum: eerste vergadering. Nieuwe commissie van de Staten van Zeeland 17 juli 1589. - Aanvangsdatum: sessiename (commissie Staten van Zeeland 27 mei 1593). Opgevolgd door Cromstrien. - Aanvangsdatum: eerste vergadering. | Repertorium Ambtsdragers en Ambtenaren 1428-1861, oorspronkelijke bron persoonsgegevens: Lyst der edele mogende heeren gecommitteerde raaden van Zeeland, sedert de opregting van het collegie in het jaar 1578, en der ministers van die provintie (z.d., z.p.) 25.                                                                        |
| Paulus Vos ( - )                                                                    | 15-04-1588       | 05-11-1589       | Holland, Leiden                                                                                             | Aanvangsdatum: benoeming door de Staten van Holland. De einddatum is afgeleid van de aanvangsdatum van de opvolger, hoewel Vos in 1589 niet compareerde. | Repertorium Ambtsdragers en Ambtenaren 1428-1861, oorspronkelijke bron persoonsgegevens: |
| Jan Arentsz. ( - )                                                                  | 31-03-1588       | 01-09-1588       | Zeeland, Middelburg                                                                                         | Aanvangsdatum: eerste vergadering. Einddatum: het uiteengaan van de vergadering. | Repertorium Ambtsdragers en Ambtenaren 1428-1861, oorspronkelijke bron persoonsgegevens: |
| Jan Klaesz. Vaillant ( - )                                                          | 01-01-1588       | 01-09-1588       | Zeeland, Middelburg                                                                                         | Aanvangsdatum: eerst bijgewoonde vergadering in 1588. Einddatum is uiteengaan vergadering, de einddatum ligt mogelijk eerder door overlijden. | Repertorium Ambtsdragers en Ambtenaren 1428-1861, oorspronkelijke bron persoonsgegevens: Magistraet der stadt Middelburgh, die geregeert hebben sedert anno 1560, De (Middelburg 1694) |
| Walraven van Brederode (1547 - 1614)                                                | 02-02-1588       | 1589             | Holland, Ridderschap van Holland                                                                            | De resoluties van de Staten van Holland van 2 februari 1588 melden dat Van Brederode wordt gecontinueerd voor een jaar, hoewel geen resolutie in 1587 is aangetroffen waarbij hij wordt benoemd. Ondanks de benoeming compareerde hij niet in 1588 ter Staten-Generaal, blijkens de lijsten der gedeputeerden in de Resolutiën der Staten-Generaal 1588-1589 (zie institutionele toelichting). | Repertorium Ambtsdragers en Ambtenaren 1428-1861, oorspronkelijke bron persoonsgegevens: Genealogische en heraldische bladen (1906-1915) 9 (1914) 49. |
| Johan Witte (1558 - 1615)                                                           | 25-04-1588       | 05-12-1598       | Overijssel, Kampen                                                                                          | Aanvangsdatum: sessiename (commissie Staten van Overijssel 31 december 1589 Oude Stijl). Nieuwe commissie Staten van Overijssel 29 januari 1591 en 12 december 1591 (instructie), beide Oude Stijl. Einddatum: het uiteengaan van de vergadering. - Aanvangsdatum: sessiename. Einddatum: het uiteengaan van de vergadering. - Aanvangsdatum: sessiename (commissie Staten van Overijssel 14 februari vermoedelijk Oude Stijl). Nieuwe commissie 3 juni (vermoedelijk Oude Stijl). De einddatum volgt uit een brief van de Staten van Overijssel waarbij de gedeputeerden worden teruggeroepen. De Resolutiën der Staten-Generaal 1598-1599, 379 (zie institutionele toelichting) vermeldt Witte ook bij de gedeputeerden van dat jaar, maar dat is blijkens blz. 831 onjuist. | Repertorium Ambtsdragers en Ambtenaren 1428-1861, oorspronkelijke bron persoonsgegevens: Mensema, A.J., De ridderschap van Overijssel 1460-1795 (3 dln., Zwolle 1993) II, 367. |
| Lambert ter Kuilen ( - 1592)                                                        | 25-04-1588       | 1591             | Overijssel, Zwolle                                                                                          | Aanvangsdatum: sessiename. Einddatum: het uiteengaan van de vergadering. - Aanvangsdatum: eerste vergadering. | Repertorium Ambtsdragers en Ambtenaren 1428-1861, oorspronkelijke bron persoonsgegevens: Streng, J.C., 'Stemme in staat'. De bestuurlijke elite in de stadsrepubliek Zwolle (Hilversum 1997) 552. |
| Symon Meynertsz. ( - 1613)                                                          | 02-02-1588       | 1589             | Holland, Hoorn                                                                                              | De resoluties van de Staten van Holland van 2 februari 1588 melden dat Meynertsz. voor een jaar wordt gecontinueerd, hoewel geen resolutie in 1587 is aangetroffen waarin hij wordt benoemd. Ondanks de benoeming compareerde hij in deze jaren niet ter Staten-Generaal, blijkens de lijsten der gedeputeerden in de Resolutiën der Staten-Generaal 1588-1589 (zie institutionele toelichting). | Repertorium Ambtsdragers en Ambtenaren 1428-1861, oorspronkelijke bron persoonsgegevens: Velius, Theodorus en Sebastiaan Centen, Chronyk van Hoorn (Hoorn 1740) 66. |
| Sebastiaan van Loosen ( - 1597)                                                     | 02-02-1588       | 1589             | Holland, Gorinchem                                                                                          | De resoluties van de Staten van Holland van 2 februari 1588 melden dat Van Loosen wordt gecontinueerd voor een jaar, hoewel geen resolutie in 1587 is aangetroffen waarbij hij wordt benoemd. Ondanks de benoeming compareerde hij in 1588 en 1589 niet ter Staten-Generaal, blijkens de lijsten der gedeputeerden in de Resolutiën der Staten-Generaal 1588-1589 (zie institutionele toelichting). | Repertorium Ambtsdragers en Ambtenaren 1428-1861, oorspronkelijke bron persoonsgegevens: Blécourt, A.S. de en E.M. Meijers, Memorialen van het Hof (den Raad) van Holland, Zeeland en West-Friesland, van de secretaris Jan Rosa. Deelen I, II en III (Haarlem 1929) XLIX.                                                                  |
| Johan van de Warck ( - 1615)                                                        | 10-12-1588       | 1601             | Zeeland, Middelburg                                                                                         | Aanvangsdatum: sessiename (commissie Staten van Zeeland 11 augustus). Nieuwe commissie Staten van Zeeland 23 juni 1598, nieuwe credentiebrief 6 april 1601. - Aanvangsdatum: eerste vergadering. Nieuwe commissie van de Staten van Zeeland 17 juli 1589, 15 september 1590, 20 maart 1592, 27 mei 1593. Wordt opgevolgd door Huyssens. - Aanvangsdatum: sessiename (commissie Staten van Zeeland 27 mei). Beëindiging wegens legatie naar Denemarken. Opgevolgd door Huyssens. | Repertorium Ambtsdragers en Ambtenaren 1428-1861, oorspronkelijke bron persoonsgegevens: Lyst der edele mogende heeren gecommitteerde raaden van Zeeland, sedert de opregting van het collegie in het jaar 1578, en der ministers van die provintie (z.d., z.p.) 27.                                                                        |
| Adriaan Cooper ( - )                                                                | 01-01-1588       | 1592             | Zeeland, Zierikzee                                                                                          | Aanvangsdatum: sessiename (commissie Staten van Zeeland 15 juni). Nieuwe commissie 15 september 1590. - Aanvangsdatum: eerst bijgewoonde vergadering in 1588. Einddatum: het uiteengaan van de vergadering. | Repertorium Ambtsdragers en Ambtenaren 1428-1861, oorspronkelijke bron persoonsgegevens: |
| Gerhard van Warmelo ( - 1610)                                                       | 25-04-1588       | 1590             | Overijssel, Salland                                                                                         | Aanvangsdatum: sessiename. Nieuwe commissies van de Staten van Overijssel 23 oktober 1588 en 31 december 1589, beide Oude Stijl. | Repertorium Ambtsdragers en Ambtenaren 1428-1861, oorspronkelijke bron persoonsgegevens: Mensema, A.J., De ridderschap van Overijssel 1460-1795 (3 dln., Zwolle 1993) |
| Jacob Paulusz. Hallinc (1532 - 1596)                                                | 06-11-1589       | 15-03-1590       | Holland, Dordrecht                                                                                          | Aanvangsdatum: benoeming door de Staten van Holland. | Repertorium Ambtsdragers en Ambtenaren 1428-1861, oorspronkelijke bron persoonsgegevens: Balen, Matthys, Beschryvinge der stad Dordrecht (Dordrecht 1678) 1077. |
| Rutger van den Boetzelaer (1534 - 1604)                                             | 06-11-1589       | 15-03-1590       | Holland, Ridderschap van Holland                                                                            | Aanvangsdatum: benoeming door de Staten van Holland. | Repertorium Ambtsdragers en Ambtenaren 1428-1861, oorspronkelijke bron persoonsgegevens: Nederland's Adelsboek ('s-Gravenhage 1903-) 80 (1989) 44. |
| Nicasius de Silla (1543 - 1600)                                                     | 26-07-1590       | 30-04-1600       | Holland, Amsterdam                                                                                          | Aanvangsdatum: benoeming door de Staten van Holland, in de vergadering van 26 oktober tot en met 1 november. Omdat deze resolutie als een van de laatsten is ingeschreven, is aangenomen dat hij op 1 november genomen is. - Aanvangsdatum: benoeming door de Staten van Holland. | Repertorium Ambtsdragers en Ambtenaren 1428-1861, oorspronkelijke bron persoonsgegevens: Aa, A.J. van der, Biographisch woordenboek der Nederlanden (12 dln., Haarlem 1852-1878) X, 211. |
| Johan (de jonge) Sloet (1550 - 1611)                                                | 30-01-1590       | 15-11-1611       | Overijssel, Vollenhove                                                                                      | Aanvangsdatum: sessiename (commissie Staten van Overijssel 31 december 1589 Oude Stijl). Nieuwe commissies 12 december 1591 (instructie), 15 juni 1593, 19 mei 1595, 14 februari 1596, 3 juni 1598, 16 juli 1599 (brief), 29 juni 1600, 20 maart 1607. Compareerde niet meer in 1611. | Repertorium Ambtsdragers en Ambtenaren 1428-1861, oorspronkelijke bron persoonsgegevens: Mensema, A.J., De ridderschap van Overijssel 1460-1795 (3 dln., Zwolle 1993) II, 349. |
| Goddaert van Blommendael ( - )                                                      | 30-01-1590       | 1590             | Overijssel, Zwolle                                                                                          | Aanvangsdatum: sessiename (commissie Staten van Overijssel 31 december 1589 Oude Stijl). | Repertorium Ambtsdragers en Ambtenaren 1428-1861, oorspronkelijke bron persoonsgegevens: |
| Johan van der Does (1545 - 1604)                                                    | 26-07-1590       | 01-1592          | Holland, Ridderschap van Holland                                                                            | Aanvangsdatum: benoeming door de Staten van Holland. | Repertorium Ambtsdragers en Ambtenaren 1428-1861, oorspronkelijke bron persoonsgegevens: Jaarboek van den Nederlandschen Adel ('s-Gravenhage 1888-1894) V, 93. |
| Gerrit ridder van Poelgeest van Homade (1545 - 1614)                                | 26-07-1590       | 09-05-1614       | Holland, Ridderschap van Holland                                                                            | Aanvangsdatum: benoeming door de Staten van Holland. Nationaal Archief, Archief Fagel, inv. nr. 889 geeft ten onrechte aanvangsjaar 1611. Beëindiging waarschijnlijk door overlijden. Einddatum: laatst bijgewoonde vergadering. - Aanvangsdatum: benoeming door de Staten van Holland. | Repertorium Ambtsdragers en Ambtenaren 1428-1861, oorspronkelijke bron persoonsgegevens: Ablaing van Giessenburg, W.J. d', De ridderschap van Holland (manuscript Centraal Bureau voor Genealogie Den Haag 1850) 59. |
| Pieter van der Meer (1534 - 1616)                                                   | 26-07-1590       | 30-04-1596       | Holland, Delft                                                                                              | Aanvangsdatum: benoeming door de Staten van Holland. - Omdat de benoeming door de Staten van Holland tussen 27 februari en 10 maart 1595 lag, is aangenomen dat de termijn inging op 1 mei, hoewel deze ingangsdatum pas bij de benoemingen in 1596 expliciet in de genoemde resoluties vermeld wordt. | Repertorium Ambtsdragers en Ambtenaren 1428-1861, oorspronkelijke bron persoonsgegevens: Blécourt, A.S. de en E.M. Meijers, Memorialen van het Hof (den Raad) van Holland, Zeeland en West-Friesland, van de secretaris Jan Rosa. Deelen I, II en III (Haarlem 1929) XLVIII.                                                                |
| Joos de Menijn ( - )                                                                | 26-07-1590       | 01-1593          | Holland, Dordrecht                                                                                          | Aanvangsdatum: benoeming door de Staten van Holland. | Repertorium Ambtsdragers en Ambtenaren 1428-1861, oorspronkelijke bron persoonsgegevens: Blécourt, A.S. de en E.M. Meijers, Memorialen van het Hof (den Raad) van Holland, Zeeland en West-Friesland, van de secretaris Jan Rosa. Deelen I, II en III (Haarlem 1929) XLIX en LVII.                                                          |
| Francois Pietersz. Maelson (1538 - 1601)                                            | 16-03-1590       | 30-04-1598       | Holland | Aanvangsdatum: benoeming door de Staten van Holland. Maelson was ook in eerdere jaren gedeputeerde ter Staten-Generaal, maar wordt op deze datum (althans na 1588) voor het eerst formeel door de Staten van Holland gedeputeerd. | Repertorium Ambtsdragers en Ambtenaren 1428-1861, oorspronkelijke bron persoonsgegevens: Persman, J.R., 'De bestuursorganisatie in West-Friesland en het Noorderkwartier vanaf de eerste vergadering van de Staten van Noord-Holland in 1573 tot en met 1795', West-Frieslands oud en nieuw 40 (1973) 136-160. 157 noot 17.                 |
| Nicolaas Willemsz. Cromstrien (1540 - 1612)                                         | 23-03-1592       | 1598             | Zeeland, Zierikzee                                                                                          | Aanvangsdatum: sessiename (commissie Staten van Zeeland 23 maart). Volgt Vosbergen op. Opgevolgd door Hermans. - Aanvangsdatum: sessiename (commissie Staten van Zeeland 22 juni). Nieuwe commissie 31 mei 1597 en 31 januari 1598. - Aanvangsdatum: eerste vergadering (commissie Staten van Zeeland 20 maart). Wordt opgevolgd door Van der Beke. | Repertorium Ambtsdragers en Ambtenaren 1428-1861, oorspronkelijke bron persoonsgegevens: Vos, P.D. de, De vroedschap van Zierikzee van de tweede helft der 16e eeuw tot 1795 (2e druk, Alphen aan den Rijn 1982) 112. |
| Johan Huyssen (1566 - 1634)                                                         | 16-05-1592       | 1598             | Zeeland, Goes                                                                                               | Aanvangsdatum: sessiename (op gelijke commissie als Van der Warck en Cromstrien, blijkens een brief van de Staten van Zeeland van 9 mei). Volgt Van der Warck op. - Aanvangsdatum: sessiename (commissie Staten van Zeeland 4 juni). Volgde Van der Warck op. - Aanvangsdatum: eerste vergadering. | Repertorium Ambtsdragers en Ambtenaren 1428-1861, oorspronkelijke bron persoonsgegevens: Johan Huyssen van Kattendijke-kroniek. bew. door Antheun Janse (Den Haag 2005) XXI-XXVI. |
| Willem van Zuylen van Nyevelt (1538 - 1608)                                         | 23-03-1592       | 30-04-1596       | Holland, Ridderschap van Holland                                                                            | Aanvangsdatum: sessiename. Benoeming door de Staten van Holland tussen 30 december 1591 en 24 januari 1592. | Repertorium Ambtsdragers en Ambtenaren 1428-1861, oorspronkelijke bron persoonsgegevens: Ablaing van Giessenburg, W.J. d', De ridderschap van Holland (manuscript Centraal Bureau voor Genealogie Den Haag 1850) 45. |
| Gerard ter Borch ( - )                                                              | 20-07-1593       | 1593             | Overijssel, Zwolle                                                                                          | Aanvangsdatum: sessiename (commissie Staten van Overijssel 15 juni Oude Stijl). | Repertorium Ambtsdragers en Ambtenaren 1428-1861, oorspronkelijke bron persoonsgegevens: Streng, J.C., 'Stemme in staat'. De bestuurlijke elite in de stadsrepubliek Zwolle (Hilversum 1997) 552. |
| Jan van Hottinga ( - 1610)                                                          | 10-09-1593       | 12-04-1599       | Friesland, Westergo                                                                                         | Aanvangsdatum: eerste presentie. Opgevolgd door Eysinga. | Repertorium Ambtsdragers en Ambtenaren 1428-1861, oorspronkelijke bron persoonsgegevens: Baerdt van Sminia, H., Nieuwe naamlijst van grietmannen van de vroegste tijden af tot het jaar 1795, met eenige geschiedkundige aanteekeningen (Leeuwarden 1837) 214.                                                                              |
| Rombout Hoogerbeets (1561 - 1625)                                                   | 06-05-1593       | 30-04-1595       | Holland, Leiden                                                                                             | Aanvangsdatum: commissie door de Staten van Holland. | Repertorium Ambtsdragers en Ambtenaren 1428-1861, oorspronkelijke bron persoonsgegevens: Nieuw Nederlandsch Biografisch Woordenboek. P.C. Molhuysen en P.J. Blok ed. (10 dln., Leiden 1911-1937) IX, 384. |
| Leonart Voogt ( - 1613)                                                             | 06-05-1593       | 30-04-1595       | Holland, Delft                                                                                              | Aanvangsdatum: commissie door de Staten van Holland. | Repertorium Ambtsdragers en Ambtenaren 1428-1861, oorspronkelijke bron persoonsgegevens: Leeuwen, Simon van, Batavia illustrata, ofte verhandelinge van den oorspronk, voortgank, zeden, eere, staat en godtsdienst van Oud Batavien, mitsgaders van den adel en regeringe van Hollandt ('s-Gravenhage 1685) 1483.                          |
| Herman Scherff ( - 1606)                                                            | 20-07-1593       | 16-12-1606       | Overijssel, Deventer                                                                                        | Aanvangsdatum: sessiename (commissie door de Staten van Overijssel 15 juni Oude Stijl). Nieuwe commissies 19 mei 1595, 14 februari 1596, 3 juni 1598 en 29 juni 1600 (allen Oude Stijl). Compareerde niet in 1605. | Repertorium Ambtsdragers en Ambtenaren 1428-1861, oorspronkelijke bron persoonsgegevens: Dumbar, G., Kerkelyk en wereltlyk Deventer (2 dln., Deventer 1732 en 1788) I, 92-96. |
| Abel Franckena ( - )                                                                | 17-10-1594       | 30-04-1601       | Friesland                                                                                                   | Aanvangsdatum: eerste presentie. De einddatum is niet geheel zeker, was op 13 april 1601 in ieder geval nog in leven, blijkens een resolutie van de Staten-Generaal van die dag. | Repertorium Ambtsdragers en Ambtenaren 1428-1861, oorspronkelijke bron persoonsgegevens: |
| Thomas Thomasz. ( - 1603)                                                           | 01-11-1594       | 30-04-1595       | Holland, Haarlem                                                                                            | Aanvangsdatum: benoeming door de Staten van Holland, in de vergadering van 26 oktober tot en met 1 november. Omdat deze resolutie als een van de laatste is ingeschreven, is aangenomen dat hij op 1 november genomen is. | Repertorium Ambtsdragers en Ambtenaren 1428-1861, oorspronkelijke bron persoonsgegevens: Naam-register van de heeren van de regeering der stad Haarlem [...] (Haarlem 1733) Koninklijke Bibliotheek, signatuur 393 E 17, met aanvullingen tot en met 1771, andere exemplaren met aanvullingen tot 1795)                                     |
| Frederik Hermansz. ( - 1615)                                                        | 26-08-1594       | 30-05-1597       | Zeeland, Vlissingen                                                                                         | Aanvangsdatum: sessiename. Commissie door de Staten van Zeeland 26 juli. Volgt Cromstrien op. Nieuwe commissie 9 oktober 1596. Opgevolgd door Cromstrien (resolutie Staten van Zeeland 20 maart 1597). De einddatum is afgeleid van diens commissie. | Repertorium Ambtsdragers en Ambtenaren 1428-1861, oorspronkelijke bron persoonsgegevens: Leeuwen, Simon van, Batavia illustrata, ofte verhandelinge van den oorspronk, voortgank, zeden, eere, staat en godtsdienst van Oud Batavien, mitsgaders van den adel en regeringe van Hollandt ('s-Gravenhage 1685) 1483.                          |
| Joos Marinusz. van Zuydtlandt ( - 1614)                                             | 08-12-1595       | 1596             | Zeeland, Tholen                                                                                             | Aanvangsdatum: sessiename (commissie Staten van Zeeland 25 november). | Repertorium Ambtsdragers en Ambtenaren 1428-1861, oorspronkelijke bron persoonsgegevens: Lyst der edele mogende heeren gecommitteerde raaden van Zeeland, sedert de opregting van het collegie in het jaar 1578, en der ministers van die provintie (z.d., z.p.) 17.                                                                        |
| Johan van Santen (1567 - 1609)                                                      | 26-05-1595       | 1601             | Zeeland, Middelburg                                                                                         | Aanvangsdatum: sessiename (commissie door de Staten van Zeeland 28 april). Nieuwe commissie 11 september 1598 en 1 mei 1599. | Repertorium Ambtsdragers en Ambtenaren 1428-1861, oorspronkelijke bron persoonsgegevens: Algemeen Nederlandsch Familieblad (1883-1905) 1 (1883) nr. 74, 2. |
| Adriaan Hendricxz. ten Haeff ( - )                                                  | 18-07-1595       | 1599             | Zeeland, Middelburg                                                                                         | Aanvangsdatum: sessiename (commissie Staten van Zeeland 13 december). - Aanvangsdatum: eerste vergadering. | Repertorium Ambtsdragers en Ambtenaren 1428-1861, oorspronkelijke bron persoonsgegevens: |
| Herman van Haersolte ( - 1623)                                                      | 14-05-1596       | 1599             | Overijssel, Zwolle                                                                                          | Aanvangsdatum: sessiename (commissie Staten van Overijssel 14 februari, vermoedelijk Oude Stijl). Compareerde niet, blijkens de uitgegeven resoluties van de Staten-Generaal 1596-1597, blz. 5 (zie institutionele toelichting). - Aanvangsdatum: sessiename. | Repertorium Ambtsdragers en Ambtenaren 1428-1861, oorspronkelijke bron persoonsgegevens: Doorninck, J. van, Geslachtkundige aanteekeningen ten aanzien van de gecommitteerden ten landdage van Overijssel zedert 1610-1794 met eenige berigten omtrent de voormalige havezathen in dat gewest (Deventer 1869) 414.                          |
| Adriaen Junius ( - 1620)                                                            | 01-05-1596       | 1597             | Holland, Dordrecht                                                                                          | | Repertorium Ambtsdragers en Ambtenaren 1428-1861, oorspronkelijke bron persoonsgegevens: Blécourt, A.S. de en E.M. Meijers, Memorialen van het Hof (den Raad) van Holland, Zeeland en West-Friesland, van de secretaris Jan Rosa. Deelen I, II en III (Haarlem 1929) XLIX.                                                                  |
| Pieter van Reygersberge (1547 - 1602)                                               | 16-12-1597       | 1600             | Zeeland, Veere                                                                                              | Aanvangsdatum: sessiename (commissie Staten van Zeeland 13 december). Nieuwe commissie 23 juni 1598, nieuwe credentiebrief 24 juli 1599. | Repertorium Ambtsdragers en Ambtenaren 1428-1861, oorspronkelijke bron persoonsgegevens: Bijl, M. van der, Idee en interest. Voorgeschiedenis, verloop en achtergronden van de politieke twisten in Zeeland en vooral in Middelburg tussen 1702 en 1715 (Groningen 1981) Bijlage IV.                                                        |
| Nicolaas Jansz. de Huybert (1543 - 1611)                                            | 24-01-1597       | 1600             | Zeeland, Zierikzee                                                                                          | Aanvangsdatum: eerste vergadering. - Aanvangsdatum: sessiename (commissie Staten van Zeeland 11 juni). | Repertorium Ambtsdragers en Ambtenaren 1428-1861, oorspronkelijke bron persoonsgegevens: Vos, P.D. de, De vroedschap van Zierikzee van de tweede helft der 16e eeuw tot 1795 (2e druk, Alphen aan den Rijn 1982) 135. |
| Arnout Duyck de Jode ( - )                                                          | 01-05-1597       | 30-04-1600       | Holland, Leiden                                                                                             | In de Resolutiën der Staten-Generaal 1596-1597, 359 (zie institutionele toelichting) vermeld als nieuwe gedeputeerde, sessiename 7 juni, echter in idem 1598-1599 blz. 2 wordt niet Arnout, maar Franck Duyck opgevoerd als gedeputeerde van Leiden. Zijn naam is cursief gezet, wat wil zeggen dat hij al vanaf januari 1598 zou zitten. Het lijkt er echter op dat hier twee personen verwisseld zijn. In hetzelfde deel wordt op blz. 378 namelijk wederom Arnout als gedeputeerde genoemd, cursief gedrukt. Bovendien was Franck van 1596-1599 gecommitteerde in de Raad van State. | Repertorium Ambtsdragers en Ambtenaren 1428-1861, oorspronkelijke bron persoonsgegevens: |
| Jacob Valke (1540 - 1603)                                                           | 22-11-1597       | 1601             | Zeeland | Aanvangsdatum: sessiename (credentiebrief Staten van Zeeland 6 april). - Aanvangsdatum: eerste vergadering. Nieuwe commissie Staten van Zeeland 23 juni 1598, nieuwe credentiebrief 24 juli 1599. | Repertorium Ambtsdragers en Ambtenaren 1428-1861, oorspronkelijke bron persoonsgegevens: Lyst der edele mogende heeren gecommitteerde raaden van Zeeland, sedert de opregting van het collegie in het jaar 1578, en der ministers van die provintie (z.d., z.p.) 35.                                                                        |
| Albert Joachimi (1560 - 1654)                                                       | 22-11-1597       | 09-1625          | Zeeland, Goes                                                                                               | Aanvangsdatum: eerste vergadering. Nieuwe commissie Staten van Zeeland 31 januari 1598, nieuwe credentie 9 juli 1601 (eveneens nieuwe commissie, maar geen datum bekend). Het aanvangsjaar is 1592 volgens F. Nagtglas, Levensberichten van Zeeuwen 1 (Middelburg 1890) 485, echter in dat jaar niet aangetroffen in de Resolutiën der Staten-Generaal (zie institutionele toelichting). Het eindjaar is afgeleid van het tijdstip dat Joachimi als ordinaris ambassadeur in Engeland bleef, na een extraordinaris ambassadeurschap. | Repertorium Ambtsdragers en Ambtenaren 1428-1861, oorspronkelijke bron persoonsgegevens: Nagtglas, F., Levensberichten van Zeeuwen (2 dln., Middelburg 1890-1893) I, 485. |
| Caspar van Vosbergen (1575 - 1649)                                                  | 03-11-1598       | 02-05-1649       | Zeeland, Veere - Zeeland - Veere                                                                            | Commissie door de Staten van Holland 21 oktober. Beëindiging wegens benoeming tot gedeputeerde ter Staten-Generaal. - Aanvangsdatum: benoeming door de Staten van Zeeland. Het Jaarboek van het Centraal Bureau voor Genealogie 39 (1985) 130 geeft onjuist aanvangsjaar 1627. Beëindigd door overlijden. - Beëindiging ofwel wegens benoeming tot gedeputeerde ter Staten-Generaal (lijst in het archief van de rekenkamer inv. nr. 1112 (zie institutionele toelichting), ofwel tot pensionaris van Veere (idem, inv. nr. 1113). | Repertorium Ambtsdragers en Ambtenaren 1428-1861, oorspronkelijke bron persoonsgegevens: Jaarboek Centraal Bureau voor Genealogie en het Iconographisch Bureau ('s-Gravenhage 1947-) 39 (1985) 130. |
| Adriaen Oillaerts (1543 - 1608)                                                     | 16-09-1598       | 1599             | Zeeland, Vlissingen                                                                                         | Aanvangsdatum: sessiename (commissie Staten van Zeeland 11 september). | Repertorium Ambtsdragers en Ambtenaren 1428-1861, oorspronkelijke bron persoonsgegevens: Lyst der edele mogende heeren gecommitteerde raaden van Zeeland, sedert de opregting van het collegie in het jaar 1578, en der ministers van die provintie (z.d., z.p.) 21.                                                                        |
| Jacques Gele ( - )                                                                  | 05-04-1599       | 1599             | Zeeland, Vlissingen                                                                                         | Aanvangsdatum: eerste vergadering. | Repertorium Ambtsdragers en Ambtenaren 1428-1861, oorspronkelijke bron persoonsgegevens: |
| Jacob Pietersz. Boreel (1552 - 1636)                                                | 14-12-1599       | 1599             | Zeeland, Middelburg                                                                                         | Aanvangsdatum: eerste vergadering. | Repertorium Ambtsdragers en Ambtenaren 1428-1861, oorspronkelijke bron persoonsgegevens: Nagtglas, F., Levensberichten van Zeeuwen (2 dln., Middelburg 1890-1893) I, 56. |
| Gerrit Jacobsz. Cooren ( - 1625)                                                    | 01-05-1599       | 30-04-1606       | Holland, Alkmaar                                                                                            | | Repertorium Ambtsdragers en Ambtenaren 1428-1861, oorspronkelijke bron persoonsgegevens: Bruinvis, C.W., De Alkmaarsche vroedschap tot 1795 (Z.pl., z.d.) 10 en 12. |
| Willem van Dijcke ( - 1612)                                                         | 02-04-1599       | 1599             | Zeeland, Zierikzee                                                                                          | Aanvangsdatum: eerste vergadering (credentiebrief Staten van Zeeland 31 maart). | Repertorium Ambtsdragers en Ambtenaren 1428-1861, oorspronkelijke bron persoonsgegevens: Vos, P.D. de, De vroedschap van Zierikzee van de tweede helft der 16e eeuw tot 1795 (2e druk, Alphen aan den Rijn 1982) 226. |
| Jacob Huygensz. van der Dussen (1553 - 1619)                                        | 01-05-1599       | 1602             | Holland, Delft                                                                                              | In de Resolutiën der Staten-Generaal 1598-1599, 378, idem 1600-1601, 2 en 362, idem 1602-1603, 2 (zie institutionele toelichting) onjuist 'Jacob Eewoutsz. van der Dussen', die echter blijkens Boitet, Balen en De Nederlandsche Leeuw al op 8 april 1599 was overleden. Van Leeuwen (zie institutionele toelichting) geeft Jacob Huygensz. van der Dussen. Kronieken. Tijdschrift van de Genealogische Vereniging Prometheus 7 (1998) 21 geeft aanvangsjaar 1601. | Repertorium Ambtsdragers en Ambtenaren 1428-1861, oorspronkelijke bron persoonsgegevens: Algemeen Nederlandsch Familieblad (1883-1905) 1 (1883) nr. 71, 1. |
| Tjallingh van Eysinga (1562 - 1603)                                                 | 13-04-1599       | 30-04-1601       | Friesland                                                                                                   | Aanvangsdatum: eerste presentie. Compareerde niet in 1600 en 1601. | Repertorium Ambtsdragers en Ambtenaren 1428-1861, oorspronkelijke bron persoonsgegevens: Baerdt van Sminia, H., Nieuwe naamlijst van grietmannen van de vroegste tijden af tot het jaar 1795, met eenige geschiedkundige aanteekeningen (Leeuwarden 1837) 179.                                                                              |
| Arent van Lawick ( - 1606)                                                          | 08-08-1600       | 12-06-1606       | Overijssel, Zwolle                                                                                          | Aanvangsdatum: sessiename. Compareerde niet in 1601, 1605 en 1606. Beëindiging mogelijk eerder door overlijden. | Repertorium Ambtsdragers en Ambtenaren 1428-1861, oorspronkelijke bron persoonsgegevens: Streng, J.C., 'Stemme in staat'. De bestuurlijke elite in de stadsrepubliek Zwolle (Hilversum 1997) 552-553. |
| Alard Clant (1555 - 1620)                                                           | 29-08-1600       | 29-07-1611       | Overijssel, Kampen                                                                                          | Aanvangsdatum: sessiename. Compareerde niet meer in 1606. - Aanvangsdatum: eerste vergadering. Het eindjaar is onzeker. | Repertorium Ambtsdragers en Ambtenaren 1428-1861, oorspronkelijke bron persoonsgegevens: Doorninck, J. van, Geslachtkundige aanteekeningen ten aanzien van de gecommitteerden ten landdage van Overijssel zedert 1610-1794 met eenige berigten omtrent de voormalige havezathen in dat gewest (Deventer 1869) 427.                          |
| Willem Willemsz. de Jonge ( - 1604)                                                 | 01-05-1601       | 30-04-1604       | Holland, Dordrecht                                                                                          | Onzeker bij deze persoon (zie 'opmerkingen'). | Repertorium Ambtsdragers en Ambtenaren 1428-1861, oorspronkelijke bron persoonsgegevens: Balen, Matthys, Beschryvinge der stad Dordrecht (Dordrecht 1678) 1103. |
| Marcus Lycklama à Nijeholt (1570 - 1625)                                            | 01-05-1601       | 30-04-1622       | Friesland - Friesland, Zevenwolden                                                                          | | Repertorium Ambtsdragers en Ambtenaren 1428-1861, oorspronkelijke bron persoonsgegevens: Baerdt van Sminia, H., Nieuwe naamlijst van grietmannen van de vroegste tijden af tot het jaar 1795, met eenige geschiedkundige aanteekeningen (Leeuwarden 1837) 393 en 403.                                                                       |
| Johan van Beyeren van Schagen (1544 - 1618)                                         | 01-05-1601       | 27-11-1608       | Holland, Ridderschap van Holland                                                                            | | Repertorium Ambtsdragers en Ambtenaren 1428-1861, oorspronkelijke bron persoonsgegevens: Nieuw Nederlandsch Biografisch Woordenboek. P.C. Molhuysen en P.J. Blok ed. (10 dln., Leiden 1911-1937) III, 114. |
| Johan Hoeck ( - )                                                                   | 20-08-1601       | 1601             | Zeeland | Aanvangsdatum: eerste vergadering. | Repertorium Ambtsdragers en Ambtenaren 1428-1861, oorspronkelijke bron persoonsgegevens: Magistraet der stadt Middelburgh, die geregeert hebben sedert anno 1560, De (Middelburg 1694) |
| Steven Cornelisz. Tenys ( - 1630)                                                   | 13-04-1601       | 1601             | Zeeland, Middelburg                                                                                         | Aanvangsdatum: sessiename (credentiebrief Staten van Zeeland 6 april). | Repertorium Ambtsdragers en Ambtenaren 1428-1861, oorspronkelijke bron persoonsgegevens: Lyst der edele mogende heeren gecommitteerde raaden van Zeeland, sedert de opregting van het collegie in het jaar 1578, en der ministers van die provintie (z.d., z.p.) 7.                                                                         |
| Hero van Hottinga ( - )                                                             | 01-05-1601       | 30-04-1604       | Friesland                                                                                                   | | Repertorium Ambtsdragers en Ambtenaren 1428-1861, oorspronkelijke bron persoonsgegevens: |
| Ernst van Ittersum tot Nijenhuis (1563 - 1611)                                      | 01-04-1601       | 11-09-1611       | Twente, Ridderschap van Holland - Overijssel, Twente, Ridderschap van Overijssel                            | Aanvangsdatum: sessiename (commissie Staten van Overijssel 28 maart, Oude Stijl). Beëindigd door overlijden. - De einddatum is afgeleid van de aanvangsdatum als gedeputeerde ter Staten-Generaal, er is echter geen benoeming in Gedeputeerde Staten namens Twente bekend tussen 1606 en 1610. | Repertorium Ambtsdragers en Ambtenaren 1428-1861, oorspronkelijke bron persoonsgegevens: Mensema, A.J., De ridderschap van Overijssel 1460-1795 (3 dln., Zwolle 1993) II, 353. |
| Amel Jansz. van Rosendael (1557 - 1620)                                             | 01-05-1601       | 30-04-1602       | Holland, Gouda                                                                                              | | Repertorium Ambtsdragers en Ambtenaren 1428-1861, oorspronkelijke bron persoonsgegevens: Blécourt, A.S. de en E.M. Meijers, Memorialen van het Hof (den Raad) van Holland, Zeeland en West-Friesland, van de secretaris Jan Rosa. Deelen I, II en III (Haarlem 1929) XLIX.                                                                  |
| Jacob Andriesz. Boelens (1554 - 1621)                                               | 01-05-1603       | 30-04-1606       | Holland, Amsterdam                                                                                          | | Repertorium Ambtsdragers en Ambtenaren 1428-1861, oorspronkelijke bron persoonsgegevens: Elias, J.E., De vroedschap van Amsterdam, 1578-1795 (2 dln., Haarlem 1903-1905) I, 114. |
| Jacob Simonsz. Magnus (1563 - 1625)                                                 | 17-01-1603       | 16-04-1625       | Zeeland, Middelburg                                                                                         | Aanvangsdatum: sessiename (commissie Staten van Zeeland 28 november 1602). Beëindigd door overlijden. | Repertorium Ambtsdragers en Ambtenaren 1428-1861, oorspronkelijke bron persoonsgegevens: Genealogische en heraldische bladen (1906-1915) 1 (1906) 224. |
| Anthony van Doornick ( - 1626)                                                      | 31-05-1603       | 27-07-1611       | Overijssel, Salland, Ridderschap van Overijssel                                                             | Aanvangsdatum: eerste vergadering. Compareerde niet in 1604 en 1606, 1609 en 1610. | Repertorium Ambtsdragers en Ambtenaren 1428-1861, oorspronkelijke bron persoonsgegevens: Mensema, A.J., De ridderschap van Overijssel 1460-1795 (3 dln., Zwolle 1993) II, 355 |
| Gerard Cornelisz. van der Laen (1552 - 1635)                                        | 01-05-1604       | 30-04-1608       | Holland, Haarlem                                                                                            | Benoeming door de Staten van Holland op 15 juni. | Repertorium Ambtsdragers en Ambtenaren 1428-1861, oorspronkelijke bron persoonsgegevens: Genealogische en heraldische bladen (1906-1915) 10 (1915) 263. |
| Eco Evertsz. Boner ( - )                                                            | 01-05-1604       | 30-04-1605       | Friesland, Steden                                                                                           | | Repertorium Ambtsdragers en Ambtenaren 1428-1861, oorspronkelijke bron persoonsgegevens: Leeuwarder Historische Reeks 6 (1997) 275 en 276. |
| Epo Jacobsz. van Juckema ( - 1619)                                                  | 01-05-1605       | 30-04-1607       | Friesland, Steden                                                                                           | | Repertorium Ambtsdragers en Ambtenaren 1428-1861, oorspronkelijke bron persoonsgegevens: Haan Hettema, M. de en A. van Halmael, Stamboek van den Frieschen, vroegeren en lateren, adel (2 dln., Leeuwarden 1846) I, 237 en II, 160. |
| Reinier Gansneb genaamd Tengnagel ( - 1632)                                         | 05-08-1606       | 30-04-1625       | Overijssel, Kampen                                                                                          | Aanvangsdatum: sessiename (commissie Staten van Overijssel 1 juli 1611 Oude Stijl). - Aanvangsdatum: sessiename (commissie Staten van Overijssel 4 april, Oude Stijl). - Aanvangsdatum: eerste vergadering. | Repertorium Ambtsdragers en Ambtenaren 1428-1861, oorspronkelijke bron persoonsgegevens: Doorninck, J. van, Geslachtkundige aanteekeningen ten aanzien van de gecommitteerden ten landdage van Overijssel zedert 1610-1794 met eenige berigten omtrent de voormalige havezathen in dat gewest (Deventer 1869) 408.                          |
| Ritscke van Rinia ( - 1618)                                                         | 01-05-1606       | 30-04-1611       | Friesland, Oostergo                                                                                         | | Repertorium Ambtsdragers en Ambtenaren 1428-1861, oorspronkelijke bron persoonsgegevens: Baerdt van Sminia, H., Nieuwe naamlijst van grietmannen van de vroegste tijden af tot het jaar 1795, met eenige geschiedkundige aanteekeningen (Leeuwarden 1837) 68.                                                                               |
| Claes Jacobsz. Sijms (1556 - 1613)                                                  | 1606             | 23-11-1612       | Holland, Hoorn                                                                                              | Einde is datum laatste presentie. | Repertorium Ambtsdragers en Ambtenaren 1428-1861, oorspronkelijke bron persoonsgegevens: Genealogie van de Familie Boelisz en aanverwante geslachten. Handschrift in het Familiedossier Boelisz (CBG, collectie Verloren) 171. |
| Jan Jellissen ( - 1617)                                                             | 13-06-1606       | 18-09-1610       | Overijssel, Zwolle                                                                                          | Aanvangsdatum: sessiename (credentiebrief Staten van Overijssel 30 mei Oude Stijl). Nieuwe commissie 20 maart 1607 Oude Stijl. Einddatum: laatste aanwezigheid. | Repertorium Ambtsdragers en Ambtenaren 1428-1861, oorspronkelijke bron persoonsgegevens: Doorninck, J. van, Geslachtkundige aanteekeningen ten aanzien van de gecommitteerden ten landdage van Overijssel zedert 1610-1794 met eenige berigten omtrent de voormalige havezathen in dat gewest (Deventer 1869) 421.                          |
| Barthold Adriaensz. Cromhout (1550 - 1624)                                          | 01-05-1606       | 30-04-1610       | Holland, Amsterdam                                                                                          | | Repertorium Ambtsdragers en Ambtenaren 1428-1861, oorspronkelijke bron persoonsgegevens: Elias, J.E., De vroedschap van Amsterdam, 1578-1795 (2 dln., Haarlem 1903-1905) I, 268. |
| Syds van Botnia (1548 - 1615)                                                       | 01-05-1607       | 30-04-1608       | Friesland, Westergo                                                                                         | | Repertorium Ambtsdragers en Ambtenaren 1428-1861, oorspronkelijke bron persoonsgegevens: Baerdt van Sminia, H., Nieuwe naamlijst van grietmannen van de vroegste tijden af tot het jaar 1795, met eenige geschiedkundige aanteekeningen (Leeuwarden 1837) 297.                                                                              |
| Tinco van Oenema ( - 1631)                                                          | 01-05-1607       | 30-04-1628       | Friesland, Zevenwolden                                                                                      | | Repertorium Ambtsdragers en Ambtenaren 1428-1861, oorspronkelijke bron persoonsgegevens: Baerdt van Sminia, H., Nieuwe naamlijst van grietmannen van de vroegste tijden af tot het jaar 1795, met eenige geschiedkundige aanteekeningen (Leeuwarden 1837) 365.                                                                              |
| Otto Roeck ( - 1609)                                                                | 01-05-1607       | 10-1609          | Overijssel, Deventer                                                                                        | Aanvangsdatum: sessiename (commissie door de Staten van Overijssel 20 maart Oude Stijl). Schilder (zie institutionele toelichting) geeft onjuist aanvangsjaar 1606. Beëindigd door overlijden. | Repertorium Ambtsdragers en Ambtenaren 1428-1861, oorspronkelijke bron persoonsgegevens: Dumbar, G., Kerkelyk en wereltlyk Deventer (2 dln., Deventer 1732 en 1788) I, 95-97. |
| Pieter Adriaensz. van Walenburch (1557 - 1620)                                      | 01-05-1608       | 30-04-1611       | Holland, Rotterdam                                                                                          | Laatste presentie al op 26 april 1610. | Repertorium Ambtsdragers en Ambtenaren 1428-1861, oorspronkelijke bron persoonsgegevens: Engelbrecht, E.A., De vroedschap van Rotterdam, 1572-1795 (Rotterdam 1973) 69. |
| Laas van Jongema (1550 - )                                                          | 01-05-1608       | 30-04-1610       | Friesland, Westergo                                                                                         | | Repertorium Ambtsdragers en Ambtenaren 1428-1861, oorspronkelijke bron persoonsgegevens: Haan Hettema, M. de en A. van Halmael, Stamboek van den Frieschen, vroegeren en lateren, adel (2 dln., Leeuwarden 1846) I, 234 en II, 159. |
| Johan ridder van Duvenvoorde (1547 - 1610)                                          | 28-11-1608       | 15-04-1610       | Holland, Ridderschap van Holland                                                                            | Aanvangsdatum: eerste presentie. Beëindigd door overlijden. | Repertorium Ambtsdragers en Ambtenaren 1428-1861, oorspronkelijke bron persoonsgegevens: Nationaal Archief archief van de Ridderschap van Holland, inv. nr. 80. |
| Gellius van Jongestal (1577 - 1641)                                                 | 01-05-1610       | 30-04-1611       | Friesland, Steden                                                                                           | Beëindiging wegens benoeming tot commies-generaal van de convooien en licenten. | Repertorium Ambtsdragers en Ambtenaren 1428-1861, oorspronkelijke bron persoonsgegevens: Vries, O. e.a., De heeren van den raede. Biografieën en groepsportret van de raadsheren van het hof van Friesland, 1499-1811 (Hilversum 1999) 276.                                                                                                 |
| Hendrik Hagen ( - 1626)                                                             | 16-11-1611       | 09-01-1617       | Overijssel, Vollenhove, Ridderschap van Overijssel                                                          | Aanvangsdatum: sessiename (commissie Staten van Overijssel 1 juli Oude Stijl). Laatste vergadering al op 3 mei 1616, want de opvolger werd al op 12 maart 1616 door de Staten van Overijssel benoemd, hoewel hij pas in 1617 compareerde. | Repertorium Ambtsdragers en Ambtenaren 1428-1861, oorspronkelijke bron persoonsgegevens: Mensema, A.J., De ridderschap van Overijssel 1460-1795 (3 dln., Zwolle 1993) II, 327. |
| Derck Stikke ( - 1619)                                                              | 28-07-1611       | 19-12-1616       | Overijssel, Deventer                                                                                        | Aanvangsdatum: sessiename. Einddatum: laatste vergadering. - Aanvangsdatum: sessiename (commissie Staten van Overijssel 1 juli Oude Stijl). | Repertorium Ambtsdragers en Ambtenaren 1428-1861, oorspronkelijke bron persoonsgegevens: Doorninck, J. van, Geslachtkundige aanteekeningen ten aanzien van de gecommitteerden ten landdage van Overijssel zedert 1610-1794 met eenige berigten omtrent de voormalige havezathen in dat gewest (Deventer 1869) 405.                          |
| Herman Ripperda ( - 1623)                                                           | 28-07-1611       | 25-06-1619       | Overijssel, Salland, Ridderschap van Overijssel                                                             | Aanvangsdatum: sessiename (commissie Staten van Overijssel 1 juli Oude Stijl). | Repertorium Ambtsdragers en Ambtenaren 1428-1861, oorspronkelijke bron persoonsgegevens: Mensema, A.J., De ridderschap van Overijssel 1460-1795 (3 dln., Zwolle 1993) II, 300. |
| Kempo (Harinxma) van Donia (1554 - 1622)                                            | 01-05-1611       | 30-04-1613       | Friesland, Oostergo                                                                                         | | Repertorium Ambtsdragers en Ambtenaren 1428-1861, oorspronkelijke bron persoonsgegevens: Baerdt van Sminia, H., Nieuwe naamlijst van grietmannen van de vroegste tijden af tot het jaar 1795, met eenige geschiedkundige aanteekeningen (Leeuwarden 1837) 28.                                                                               |
| Wilhelmus Velsius ( - )                                                             | 01-05-1611       | 30-04-1613       | Friesland, Steden                                                                                           | | Repertorium Ambtsdragers en Ambtenaren 1428-1861, oorspronkelijke bron persoonsgegevens: Leeuwarder Historische Reeks 6 (1997) 276. |
| Sweder Scheele tot Weleveld (1569 - 1639)                                           | 08-12-1612       | 16-09-1619       | Overijssel, Twente, Ridderschap van Overijssel                                                              | Aanvangsdatum: eerste vergadering. | Repertorium Ambtsdragers en Ambtenaren 1428-1861, oorspronkelijke bron persoonsgegevens: Mensema, A.J., De ridderschap van Overijssel 1460-1795 (3 dln., Zwolle 1993) II, 358 (zie ook noot 1 op blz. 359) |
| Arent Gerritsz. ( - 1620)                                                           | 23-02-1612       | 02-08-1620       | Overijssel, Zwolle                                                                                          | Aanvangsdatum: sessiename (commissie Staten van Overijssel 1 juli 1611 Oude Stijl). Compareerde niet meer in 1620, mogelijk al vóór vermelde einddatum overleden. | Repertorium Ambtsdragers en Ambtenaren 1428-1861, oorspronkelijke bron persoonsgegevens: Doorninck, J. van, Geslachtkundige aanteekeningen ten aanzien van de gecommitteerden ten landdage van Overijssel zedert 1610-1794 met eenige berigten omtrent de voormalige havezathen in dat gewest (Deventer 1869) 412.                          |
| Ernst van Aylva (1548 - 1627)                                                       | 01-05-1613       | 30-04-1616       | Friesland, Westergo                                                                                         | | Repertorium Ambtsdragers en Ambtenaren 1428-1861, oorspronkelijke bron persoonsgegevens: Baerdt van Sminia, H., Nieuwe naamlijst van grietmannen van de vroegste tijden af tot het jaar 1795, met eenige geschiedkundige aanteekeningen (Leeuwarden 1837) 67.                                                                               |
| Marten Steegeman ( - 1616)                                                          | 07-05-1614       | 26-05-1616       | Overijssel, Deventer                                                                                        | Aanvangsdatum: eerste vergadering. Compareerde niet meer in 1616. | Repertorium Ambtsdragers en Ambtenaren 1428-1861, oorspronkelijke bron persoonsgegevens: Doorninck, J. van, Geslachtkundige aanteekeningen ten aanzien van de gecommitteerden ten landdage van Overijssel zedert 1610-1794 met eenige berigten omtrent de voormalige havezathen in dat gewest (Deventer 1869) 406.                          |
| Floris van Teylingen (1577 - 1624)                                                  | 01-05-1614       | 30-04-1619       | Holland, Alkmaar                                                                                            | | Repertorium Ambtsdragers en Ambtenaren 1428-1861, oorspronkelijke bron persoonsgegevens: Bruinvis, C.W., De Alkmaarsche vroedschap tot 1795 (Z.pl., z.d.) 12. |
| Adriaen van Matenesse (1563 - 1621)                                                 | 01-05-1615       | 30-04-1619       | Holland, Ridderschap van Holland                                                                            | Geen commissie van de Staten van Holland aangetroffen. | Repertorium Ambtsdragers en Ambtenaren 1428-1861, oorspronkelijke bron persoonsgegevens: Kort, J.C., Het archief van de familie Van Matenesse en van de heerlijkheid Matenesse, 1251-1917 ('s-Gravenhage 1988) 9. |
| Taecke van Burmania (1560 - )                                                       | 01-05-1616       | 30-04-1619       | Friesland, Oostergo                                                                                         | Beëindiging mogelijk eerder door overlijden. | Repertorium Ambtsdragers en Ambtenaren 1428-1861, oorspronkelijke bron persoonsgegevens: Raad van State 450 jaar. Repertorium ('s-Gravenhage 1983) 128. |
| Frans Fransz. ( - )                                                                 | 01-05-1616       | 23-07-1616       | Friesland, Steden                                                                                           | Beëindiging waarschijnlijk door overlijden, hij was althans op 23 juli 1616 voor het laatst aanwezig, zijn opvolger Jan Nanninga was op 6 maart 1617 voor het eerst aanwezig. | Repertorium Ambtsdragers en Ambtenaren 1428-1861, oorspronkelijke bron persoonsgegevens: |
| Ewout Jacobsz. van der Dussen (1574 - 1653)                                         | 01-05-1617       | 30-04-1631       | Holland, Delft                                                                                              | Volgens Van Leeuwen (zie institutionele toelichting) tot 1619, echter bij resolutie van de Staten van Holland 2 februari 1619 voor een jaar gecontinueerd. | Repertorium Ambtsdragers en Ambtenaren 1428-1861, oorspronkelijke bron persoonsgegevens: Balen, Matthys, Beschryvinge der stad Dordrecht (Dordrecht 1678) 1058. |
| Jan Nanninga ( - )                                                                  | 06-03-1617       | 30-04-1619       | Friesland, Steden                                                                                           | Aanvangsdatum: eerste presentie. | Repertorium Ambtsdragers en Ambtenaren 1428-1861, oorspronkelijke bron persoonsgegevens: |
| Casper ter Berchorst (1576 - )                                                      | 14-11-1617       | 19-08-1621       | Overijssel, Kampen                                                                                          | Aanvangsdatum: eerste vergadering. Schilder (zie institutionele toelichting) geeft onjuist aanvangsjaar 1618. Mogelijk eerder overleden dan vermelde einddatum, compareerde nog wel in januari 1621. | Repertorium Ambtsdragers en Ambtenaren 1428-1861, oorspronkelijke bron persoonsgegevens: Doorninck, J. van, Geslachtkundige aanteekeningen ten aanzien van de gecommitteerden ten landdage van Overijssel zedert 1610-1794 met eenige berigten omtrent de voormalige havezathen in dat gewest (Deventer 1869) 429.                          |
| Volkier Sloet tot Oldhuis (1563 - 1627)                                             | 10-01-1617       | 16-08-1620       | Overijssel, Vollenhove, Ridderschap van Overijssel                                                          | Aanvangsdatum: eerste vergadering. Benoeming door Staten van Overijssel al op 12 maart 1616. | Repertorium Ambtsdragers en Ambtenaren 1428-1861, oorspronkelijke bron persoonsgegevens: Mensema, A.J., De ridderschap van Overijssel 1460-1795 (3 dln., Zwolle 1993) II, 365. |
| Johan van Hemert ( - 1634)                                                          | 19-06-1618       | 06-08-1621       | Overijssel, Deventer                                                                                        | Aanvangsdatum: eerste vergadering. Compareerde niet meer in 1621. | Repertorium Ambtsdragers en Ambtenaren 1428-1861, oorspronkelijke bron persoonsgegevens: Doorninck, J. van, Geslachtkundige aanteekeningen ten aanzien van de gecommitteerden ten landdage van Overijssel zedert 1610-1794 met eenige berigten omtrent de voormalige havezathen in dat gewest (Deventer 1869) 424.                          |
| Aelbert Fransz. Bruynings ( - 1648)                                                 | 01-05-1619       | 11-1648          | Holland, Enkhuizen                                                                                          | Blijkens een resolutie van de Staten van Holland van 18 april 1628 waren Amsterdam en Leiden tegen de benoeming, omdat hij noch burger, noch magistraat van Enkhuizen was. - Beëindigd door overlijden. | Repertorium Ambtsdragers en Ambtenaren 1428-1861, oorspronkelijke bron persoonsgegevens: Raad van State 450 jaar. Repertorium ('s-Gravenhage 1983) 130. |
| Frederick van Vervou (1550 - 1621)                                                  | 01-05-1619       | 12-06-1621       | Friesland, Westergo                                                                                         | Beëindiging waarschijnlijk door overlijden. Einddatum: laatste presentie. | Repertorium Ambtsdragers en Ambtenaren 1428-1861, oorspronkelijke bron persoonsgegevens: Haan Hettema, M. de en A. van Halmael, Stamboek van den Frieschen, vroegeren en lateren, adel (2 dln., Leeuwarden 1846) I, 270 en II, 184. |
| Edzard van der Marck ( - 1658)                                                      | 17-09-1619       | 30-04-1625       | Overijssel, Twente, Ridderschap van Overijssel                                                              | Aanvangsdatum: sessiename. | Repertorium Ambtsdragers en Ambtenaren 1428-1861, oorspronkelijke bron persoonsgegevens: Mensema, A.J., De ridderschap van Overijssel 1460-1795 (3 dln., Zwolle 1993) II, 379. |
| Hugo Muys van Holy ( - 1626)                                                        | 01-05-1619       | 30-04-1622       | Holland, Dordrecht                                                                                          | | Repertorium Ambtsdragers en Ambtenaren 1428-1861, oorspronkelijke bron persoonsgegevens: Balen, Matthys, Beschryvinge der stad Dordrecht (Dordrecht 1678) 1137. |
| Sweder van Haersolte tot Haerst (1582 - 1643)                                       | 26-06-1619       | 10-1643          | Overijssel, Salland, Ridderschap van Overijssel                                                             | Aanvangsdatum: sessiename. De resoluties van de Staten van Overijssel geven op 20 maart 1625 de benoeming van 'Rutger van Haersolte, rentmeester van Sallandt', maar dat is een vergissing, aangezien deze pas in 1639 in die functie wordt benoemd. In volgende jaren wordt weer de juiste persoon genoemd. Beëindigd door overlijden. | Repertorium Ambtsdragers en Ambtenaren 1428-1861, oorspronkelijke bron persoonsgegevens: Doorninck, J. van, Geslachtkundige aanteekeningen ten aanzien van de gecommitteerden ten landdage van Overijssel zedert 1610-1794 met eenige berigten omtrent de voormalige havezathen in dat gewest (Deventer 1869) 414.                          |
| Nicolaes van den Bouchorst (1581 - 1640)                                            | 01-05-1619       | 10-1640          | Holland, Ridderschap van Holland                                                                            | Beëindigd door overlijden. De lijst in het archief Fagel (zie institutionele toelichting) geeft ten onrechte de naam van Steven van der Does als gedeputeerde van de Ridderschap in deze jaren. | Repertorium Ambtsdragers en Ambtenaren 1428-1861, oorspronkelijke bron persoonsgegevens: Nationaal Archief archief van de Ridderschap van Holland, inv. nr. 80. |
| Andries Cornelisz. de Witt (1573 - 1637)                                            | 1619             | 21-01-1621       | | Waarnemend. | Repertorium Ambtsdragers en Ambtenaren 1428-1861, oorspronkelijke bron persoonsgegevens: Balen, Matthys, Beschryvinge der stad Dordrecht (Dordrecht 1678) 1320. |
| Reynier Adriaansz. Pauw (1564 - 1636)                                               | 01-05-1619       | 30-04-1622       | Holland, Amsterdam                                                                                          | Pauw was al sedert 21 november 1618 ter vergadering. Waarschijnlijk betrof het hier nog een extraordinaris deputatie, want de Staten van Holland benoemden hem pas op 2 februari 1619 tot gedeputeerde. Als aanvangsdatum is hier daarom eveneens de ingangsdatum 1 mei gekozen. | Repertorium Ambtsdragers en Ambtenaren 1428-1861, oorspronkelijke bron persoonsgegevens: Elias, J.E., De vroedschap van Amsterdam, 1578-1795 (2 dln., Haarlem 1903-1905) I, 191. |
| Hendrik ter Kuilen ( - 1650)                                                        | 03-08-1620       | 30-04-1635       | Overijssel, Zwolle                                                                                          | Benoeming door de Staten van Overijssel op 22 mei. - Aanvangsdatum: sessiename (commissie Staten van Overijssel 3 juni, waarschijnlijk Oude Stijl). | Repertorium Ambtsdragers en Ambtenaren 1428-1861, oorspronkelijke bron persoonsgegevens: Doorninck, J. van, Geslachtkundige aanteekeningen ten aanzien van de gecommitteerden ten landdage van Overijssel zedert 1610-1794 met eenige berigten omtrent de voormalige havezathen in dat gewest (Deventer 1869) 432.                          |
| Boldewijn Sloet tot Slotenhagen (1588 - 1650)                                       | 17-08-1620       | 30-04-1625       | Overijssel, Vollenhove, Ridderschap van Overijssel                                                          | Aanvangsdatum: eerste vergadering. Compareerde nog tot 11 mei. | Repertorium Ambtsdragers en Ambtenaren 1428-1861, oorspronkelijke bron persoonsgegevens: Mensema, A.J., De ridderschap van Overijssel 1460-1795 (3 dln., Zwolle 1993) II, 408. |
| Anthony Duyck (1560 - 1629)                                                         | 22-01-1621       | 13-09-1629       | Holland | Ambt uit hoofde van zijn functie als raadpensionaris van Holland. | Repertorium Ambtsdragers en Ambtenaren 1428-1861, oorspronkelijke bron persoonsgegevens: Jaarboek Centraal Bureau voor Genealogie en het Iconographisch Bureau ('s-Gravenhage 1947-) 28 (1974) 242. |
| Nicolaes sr. van Boeckholt (1588 - 1624)                                            | 07-08-1621       | 30-04-1623       | Overijssel, Deventer                                                                                        | Aanvangsdatum: sessiename (commissie Staten van Overijssel 15 juli, waarschijnlijk Oude Stijl). | Repertorium Ambtsdragers en Ambtenaren 1428-1861, oorspronkelijke bron persoonsgegevens: Doorninck, J. van, Geslachtkundige aanteekeningen ten aanzien van de gecommitteerden ten landdage van Overijssel zedert 1610-1794 met eenige berigten omtrent de voormalige havezathen in dat gewest (Deventer 1869) 435.                          |
| Jacob van Brouchoven (1577 - 1642)                                                  | 01-05-1622       | 16-06-1642       | Holland, Leiden                                                                                             | Beëindigd door overlijden. | Repertorium Ambtsdragers en Ambtenaren 1428-1861, oorspronkelijke bron persoonsgegevens: Aa, A.J. van der, Biographisch woordenboek der Nederlanden (12 dln., Haarlem 1852-1878) II, 419. |
| Albert Fransz. Sonck (1571 - 1658)                                                  | 01-05-1622       | 30-04-1652       | Holland, Hoorn                                                                                              | Aanvang gebaseerd op Van Leeuwen (zie institutionele toelichting). | Repertorium Ambtsdragers en Ambtenaren 1428-1861, oorspronkelijke bron persoonsgegevens: Bonke, Hans en Katja Bossaers, Heren investeren. De bewindhebbers van de West-Friese kamers van de VOC (Haarlem/Hoorn/Enkhuizen 2002) 138. |
| Sjoerd Potter ( - )                                                                 | 01-05-1622       | 30-04-1623       | Friesland, Steden                                                                                           | | Repertorium Ambtsdragers en Ambtenaren 1428-1861, oorspronkelijke bron persoonsgegevens: |
| Nicolaes Woutersz. van der Meer (1574 - 1637)                                       | 01-05-1622       | 30-04-1625       | Holland, Haarlem                                                                                            | | Repertorium Ambtsdragers en Ambtenaren 1428-1861, oorspronkelijke bron persoonsgegevens: Jaarboek Centraal Bureau voor Genealogie en het Iconographisch Bureau ('s-Gravenhage 1947-) 29 (1975) 59. |
| Rienck van Burmania (1560 - 1645)                                                   | 01-05-1622       | 30-04-1625       | Friesland, Oostergo                                                                                         | | Repertorium Ambtsdragers en Ambtenaren 1428-1861, oorspronkelijke bron persoonsgegevens: Baerdt van Sminia, H., Nieuwe naamlijst van grietmannen van de vroegste tijden af tot het jaar 1795, met eenige geschiedkundige aanteekeningen (Leeuwarden 1837) 50.                                                                               |
| Frederick van Inthiema ( - )                                                        | 01-05-1623       | 30-04-1625       | Friesland, Steden                                                                                           | | Repertorium Ambtsdragers en Ambtenaren 1428-1861, oorspronkelijke bron persoonsgegevens: |
| Johan Lulofs ( - 1638)                                                              | 01-05-1623       | 30-04-1625       | Overijssel, Deventer                                                                                        | Compareerde niet meer in 1625. | Repertorium Ambtsdragers en Ambtenaren 1428-1861, oorspronkelijke bron persoonsgegevens: Doorninck, J. van, Geslachtkundige aanteekeningen ten aanzien van de gecommitteerden ten landdage van Overijssel zedert 1610-1794 met eenige berigten omtrent de voormalige havezathen in dat gewest (Deventer 1869) 437.                          |
| François van Aerssen (1572 - 1641)                                                  | 23-10-1625       | 27-12-1641       | Holland, Ridderschap van Holland                                                                            | Aanvangsdatum: benoeming door de Staten van Holland. Beëindigd door overlijden. - Beëindiging wegens benoeming tot ordinaris gedeputeerde ter Staten-Generaal. | Repertorium Ambtsdragers en Ambtenaren 1428-1861, oorspronkelijke bron persoonsgegevens: Nationaal Archief archief van de Ridderschap van Holland, inv. nr. 80. |
| Marten Albertsz. ( - 1635)                                                          | 01-05-1625       | 30-04-1629       | Overijssel, Kampen                                                                                          | | Repertorium Ambtsdragers en Ambtenaren 1428-1861, oorspronkelijke bron persoonsgegevens: Doorninck, J. van, Geslachtkundige aanteekeningen ten aanzien van de gecommitteerden ten landdage van Overijssel zedert 1610-1794 met eenige berigten omtrent de voormalige havezathen in dat gewest (Deventer 1869) 440.                          |
| Cornelis Cornelisz. Matelieff (de jonge) (1569 - 1632)                              | 04-12-1625       | 30-04-1627       | Holland, Rotterdam                                                                                          | Aanvangsdatum: benoeming door de Staten van Holland. Beëindiging wegens verblijf in het buitenland. | Repertorium Ambtsdragers en Ambtenaren 1428-1861, oorspronkelijke bron persoonsgegevens: Elias, J.E., De vroedschap van Amsterdam, 1578-1795 (2 dln., Haarlem 1903-1905) II, 605. |
| Govert Willemsz. van Goedereede ( - 1625)                                           | 01-05-1625       | 02-09-1625       | Holland, Rotterdam                                                                                          | Beëindigd door overlijden. | Repertorium Ambtsdragers en Ambtenaren 1428-1861, oorspronkelijke bron persoonsgegevens: Engelbrecht, E.A., De vroedschap van Rotterdam, 1572-1795 (Rotterdam 1973) 144. |
| Christiaen Johannes van Oosterzee ( - )                                             | 01-05-1625       | 30-04-1626       | Friesland, Zevenwolden                                                                                      | | Repertorium Ambtsdragers en Ambtenaren 1428-1861, oorspronkelijke bron persoonsgegevens: Baerdt van Sminia, H., Nieuwe naamlijst van grietmannen van de vroegste tijden af tot het jaar 1795, met eenige geschiedkundige aanteekeningen (Leeuwarden 1837) 371.                                                                              |
| Siso van Uterwyck tot Cannevelt ( - 1644)                                           | 01-05-1625       | 30-04-1630       | Overijssel, Vollenhove, Ridderschap van Overijssel                                                          | Compareert nog niet in 1625. | Repertorium Ambtsdragers en Ambtenaren 1428-1861, oorspronkelijke bron persoonsgegevens: Mensema, A.J., De ridderschap van Overijssel 1460-1795 (3 dln., Zwolle 1993) II, 394. |
| Gijsbert Hendriksz. Antwerpen ( - 1635)                                             | 01-05-1625       | 30-04-1628       | Holland, Gouda                                                                                              | | Repertorium Ambtsdragers en Ambtenaren 1428-1861, oorspronkelijke bron persoonsgegevens: Geselschap, J., Alfabetische naamlijst van de vroedschap van Gouda, 1559-1795 (Gouda 1975) 1. |
| Pieter Jansz. van Schagen (1578 - 1636)                                             | 01-05-1625       | 30-04-1628       | Holland, Alkmaar                                                                                            | | Repertorium Ambtsdragers en Ambtenaren 1428-1861, oorspronkelijke bron persoonsgegevens: Bruinvis, C.W., De Alkmaarsche vroedschap tot 1795 (Z.pl., z.d.) 11-12. |
| Johan van Rechteren (1595 - 1641)                                                   | 01-05-1625       | 07-06-1633       | Overijssel, Twente, Ridderschap van Overijssel                                                              | | Repertorium Ambtsdragers en Ambtenaren 1428-1861, oorspronkelijke bron persoonsgegevens: Mensema, A.J., De ridderschap van Overijssel 1460-1795 (3 dln., Zwolle 1993) II, 416. |
| Thomas Verwer ( - )                                                                 | 01-05-1625       | 30-04-1627       | Overijssel, Deventer                                                                                        | | Repertorium Ambtsdragers en Ambtenaren 1428-1861, oorspronkelijke bron persoonsgegevens: Dumbar, G., Kerkelyk en wereltlyk Deventer (2 dln., Deventer 1732 en 1788) I, 98-99. |
| Simon van Beaumont (1574 - 1654)                                                    | 29-10-1625       | 02-1635          | Zeeland, Middelburg                                                                                         | Aanvangsdatum: benoeming door de Staten van Zeeland. Beëindiging wegens einde van de functie van pensionaris van Middelburg, blijkens Nationaal Archief, provinciale resoluties, inv. nr. 314 (klapper op de resoluties van de Staten van Zeeland), f. 543. | Repertorium Ambtsdragers en Ambtenaren 1428-1861, oorspronkelijke bron persoonsgegevens: Nagtglas, F., Levensberichten van Zeeuwen (2 dln., Middelburg 1890-1893) II, 1035. |
| Peter van Walta ( - )                                                               | 01-05-1625       | 1641             | Friesland, Westergo                                                                                         | Voornaam onzeker. Mogelijk extraordinaris gedeputeerde. Kwartier onzeker. - De einddatum is onzeker, de lijst van Engels (zie institutionele toelichting) vermeldt hem in 1634 niet. | Repertorium Ambtsdragers en Ambtenaren 1428-1861, oorspronkelijke bron persoonsgegevens: |
| Esaias Lycklama ( - 1639)                                                           | 01-05-1626       | 30-04-1634       | Friesland, Zevenwolden                                                                                      | | Repertorium Ambtsdragers en Ambtenaren 1428-1861, oorspronkelijke bron persoonsgegevens: Haan Hettema, M. de en A. van Halmael, Stamboek van den Frieschen, vroegeren en lateren, adel (2 dln., Leeuwarden 1846) I, 250 en II, 170. |
| Hendrick Willemsz. Nobel (1568 - 1649)                                              | 01-05-1627       | 30-04-1637       | Holland, Rotterdam                                                                                          | | Repertorium Ambtsdragers en Ambtenaren 1428-1861, oorspronkelijke bron persoonsgegevens: Engelbrecht, E.A., De vroedschap van Rotterdam, 1572-1795 (Rotterdam 1973) 94. |
| Wilhelm Marienburgh (1590 - 1648)                                                   | 01-05-1627       | 30-04-1635       | Overijssel, Deventer                                                                                        | | Repertorium Ambtsdragers en Ambtenaren 1428-1861, oorspronkelijke bron persoonsgegevens: Doorninck, J. van, Geslachtkundige aanteekeningen ten aanzien van de gecommitteerden ten landdage van Overijssel zedert 1610-1794 met eenige berigten omtrent de voormalige havezathen in dat gewest (Deventer 1869) 436.                          |
| Johan Veltdriel ( - )                                                               | 01-05-1628       | 30-04-1646       | Friesland, Steden                                                                                           | | Repertorium Ambtsdragers en Ambtenaren 1428-1861, oorspronkelijke bron persoonsgegevens: |
| Willem Cornelisz. van Beveren (1556 - 1631)                                         | 01-05-1628       | 30-04-1631       | Holland, Dordrecht                                                                                          | | Repertorium Ambtsdragers en Ambtenaren 1428-1861, oorspronkelijke bron persoonsgegevens: Balen, Matthys, Beschryvinge der stad Dordrecht (Dordrecht 1678) 961. |
| Rutger van Haersolte tot Kranenburg ( - 1673)                                       | 01-05-1628       | 30-04-1629       | Overijssel, Zwolle                                                                                          | | Repertorium Ambtsdragers en Ambtenaren 1428-1861, oorspronkelijke bron persoonsgegevens: Doorninck, J. van, Geslachtkundige aanteekeningen ten aanzien van de gecommitteerden ten landdage van Overijssel zedert 1610-1794 met eenige berigten omtrent de voormalige havezathen in dat gewest (Deventer 1869) 116 en 454.                   |
| Dirck Jacobsz. Bas (1569 - 1637)                                                    | 01-05-1628       | 30-04-1631       | Holland, Amsterdam                                                                                          | | Repertorium Ambtsdragers en Ambtenaren 1428-1861, oorspronkelijke bron persoonsgegevens: Elias, J.E., De vroedschap van Amsterdam, 1578-1795 (2 dln., Haarlem 1903-1905) I, 245. |
| Gellius van Eysinga (1590 - )                                                       | 01-05-1628       | 30-04-1631       | Friesland, Oostergo                                                                                         | | Repertorium Ambtsdragers en Ambtenaren 1428-1861, oorspronkelijke bron persoonsgegevens: Nieuw Nederlandsch Biografisch Woordenboek. P.C. Molhuysen en P.J. Blok ed. (10 dln., Leiden 1911-1937) IV, 587 (onder lemma vader Aede). |
| Jacob Cats (1577 - 1660)                                                            | 19-09-1629       | 03-10-1651       | Holland | Ambt uit hoofde van zijn functie als raadpensionaris van Holland. | Repertorium Ambtsdragers en Ambtenaren 1428-1861, oorspronkelijke bron persoonsgegevens: Jaarboek Centraal Bureau voor Genealogie en het Iconographisch Bureau ('s-Gravenhage 1947-) 28 (1974) 258. |
| Gerard van Crommon (1585 - 1670)                                                    | 17-07-1629       | 16-06-1660       | Zeeland, Goes - Zeeland                                                                                     | Aanvangsdatum: benoeming door de Staten van Zeeland. Einddatum afgeleid van aanvang opvolger, mogelijk eerder door overlijden. - Beëindiging wegens benoeming tot ordinaris gedeputeerde ter Staten-Generaal. | Repertorium Ambtsdragers en Ambtenaren 1428-1861, oorspronkelijke bron persoonsgegevens: Nationaal Archief archief Staten-Generaal, inv. nr. 12275, f. 289. |
| Arend van Ruitenberg (1588 - 1645)                                                  | 01-05-1629       | 30-04-1639       | Overijssel, Kampen                                                                                          | Benoeming door de Staten van Overijssel op 22 mei. | Repertorium Ambtsdragers en Ambtenaren 1428-1861, oorspronkelijke bron persoonsgegevens: Doorninck, J. van, Geslachtkundige aanteekeningen ten aanzien van de gecommitteerden ten landdage van Overijssel zedert 1610-1794 met eenige berigten omtrent de voormalige havezathen in dat gewest (Deventer 1869) 453.                          |
| Barthold Sloet tot Oldhuis (1605 - 1639)                                            | 01-05-1630       | 30-04-1637       | Overijssel, Vollenhove, Ridderschap van Overijssel                                                          | A.J. Mensema, De ridderschap van Overijssel 1460-1795 3 (Zwolle 1993) 440 plaatst deze functie onjuist bij Arend Sloet tot Nijerwal (1583-1656, elders in deze database). | Repertorium Ambtsdragers en Ambtenaren 1428-1861, oorspronkelijke bron persoonsgegevens: Mensema, A.J., De ridderschap van Overijssel 1460-1795 (3 dln., Zwolle 1993) III, 440. |
| Olphert Barentsz. (1577 - 1633)                                                     | 01-05-1631       | 1633             | Holland, Hoorn                                                                                              | Eindjaar gebaseerd op overlijden (zie echter opmerkingen). | Repertorium Ambtsdragers en Ambtenaren 1428-1861, oorspronkelijke bron persoonsgegevens: Jaarboek Centraal Bureau voor Genealogie en het Iconographisch Bureau ('s-Gravenhage 1947-) 51 (1997) 70. |
| Matthias Franckena ( - )                                                            | 01-05-1631       | 1632             | Friesland, Zevenwolden                                                                                      | Beëindiging mogelijk door overlijden. | Repertorium Ambtsdragers en Ambtenaren 1428-1861, oorspronkelijke bron persoonsgegevens: |
| Pieter Olycan (1572 - 1658)                                                         | 01-05-1631       | 30-04-1643       | Holland, Haarlem                                                                                            | | Repertorium Ambtsdragers en Ambtenaren 1428-1861, oorspronkelijke bron persoonsgegevens: Heraldieke bibliotheek (1872-1883) nieuwe reeks 1, 374. |
| Adriaan Pauw (1585 - 1653)                                                          | 12-04-1631       | 21-02-1653       | Holland | Ambt uit hoofde van zijn functie als raadpensionaris van Holland. | Repertorium Ambtsdragers en Ambtenaren 1428-1861, oorspronkelijke bron persoonsgegevens: Elias, J.E., De vroedschap van Amsterdam, 1578-1795 (2 dln., Haarlem 1903-1905) I, 192. |
| Willem Ripperda tot Boxbergen (1600 - 1669)                                         | 01-05-1633       | 30-04-1663       | Overijssel, Twente, Ridderschap van Overijssel                                                              | Benoeming door de Staten van Overijssel op 8 juni. | Repertorium Ambtsdragers en Ambtenaren 1428-1861, oorspronkelijke bron persoonsgegevens: Mensema, A.J., De ridderschap van Overijssel 1460-1795 (3 dln., Zwolle 1993) III, 444. |
| Willem Staackmans ( - 1640)                                                         | 01-05-1634       | 1636             | Friesland, Steden                                                                                           | Het Jaarboek van het Centraal Bureau voor Genealogie 20 (1966) 129 geeft onjuist aanvangsjaar 1632. | Repertorium Ambtsdragers en Ambtenaren 1428-1861, oorspronkelijke bron persoonsgegevens: Jaarboek Centraal Bureau voor Genealogie en het Iconographisch Bureau ('s-Gravenhage 1947-) 20 (1966) 129. |
| Frederik baron thoe Schwartzenbergh (1582 - 1640)                                   | 01-05-1634       | 30-04-1637       | Friesland, Oostergo                                                                                         | Eindjaar en kwartier onzeker. | Repertorium Ambtsdragers en Ambtenaren 1428-1861, oorspronkelijke bron persoonsgegevens: Haan Hettema, M. de en A. van Halmael, Stamboek van den Frieschen, vroegeren en lateren, adel (2 dln., Leeuwarden 1846) I, 340 en II, 227. |
| Jan Gijsbertsz. Pauw ( - 1638)                                                      | 01-05-1634       | 30-04-1637       | Holland, Alkmaar                                                                                            | | Repertorium Ambtsdragers en Ambtenaren 1428-1861, oorspronkelijke bron persoonsgegevens: Bruinvis, C.W., De Alkmaarsche vroedschap tot 1795 (Z.pl., z.d.) 11. |
| Frans Hendricksz. Herberts ( - 1661)                                                | 01-05-1634       | 30-04-1645       | Holland, Gouda                                                                                              | | Repertorium Ambtsdragers en Ambtenaren 1428-1861, oorspronkelijke bron persoonsgegevens: Geselschap, J., Alfabetische naamlijst van de vroedschap van Gouda, 1559-1795 (Gouda 1975) 6. |
| Gerhardt Donckel (1589 - 1651)                                                      | 01-05-1635       | 30-04-1645       | Overijssel, Deventer                                                                                        | Van Heel en Schilder (zie institutionele toelichting) geven onjuist aanvangsjaar 1636. | Repertorium Ambtsdragers en Ambtenaren 1428-1861, oorspronkelijke bron persoonsgegevens: Doorninck, J. van, Geslachtkundige aanteekeningen ten aanzien van de gecommitteerden ten landdage van Overijssel zedert 1610-1794 met eenige berigten omtrent de voormalige havezathen in dat gewest (Deventer 1869) 455.                          |
| Reinier van Raesvelt ( - 1654)                                                      | 01-05-1635       | 30-04-1638       | Overijssel, Zwolle                                                                                          | | Repertorium Ambtsdragers en Ambtenaren 1428-1861, oorspronkelijke bron persoonsgegevens: Doorninck, J. van, Geslachtkundige aanteekeningen ten aanzien van de gecommitteerden ten landdage van Overijssel zedert 1610-1794 met eenige berigten omtrent de voormalige havezathen in dat gewest (Deventer 1869) 444.                          |
| Douwe van Hottinga ( - 1662)                                                        | 1636             | 1640             | Friesland, Westergo                                                                                         | | Repertorium Ambtsdragers en Ambtenaren 1428-1861, oorspronkelijke bron persoonsgegevens: Baerdt van Sminia, H., Nieuwe naamlijst van grietmannen van de vroegste tijden af tot het jaar 1795, met eenige geschiedkundige aanteekeningen (Leeuwarden 1837) 215.                                                                              |
| Johannes Onuphrius baron thoe Schwartzenberg en Hohenlansberg (1600 - 1653)         | 01-05-1637       | 30-04-1639       | Friesland, Oostergo                                                                                         | Engels (zie institutionele toelichting) is niet zeker of Johannes Onuphrius dan wel een andere Schwartzenberg gedeputeerde was. | Repertorium Ambtsdragers en Ambtenaren 1428-1861, oorspronkelijke bron persoonsgegevens: Baerdt van Sminia, H., Nieuwe naamlijst van grietmannen van de vroegste tijden af tot het jaar 1795, met eenige geschiedkundige aanteekeningen (Leeuwarden 1837) 82.                                                                               |
| Jacob Backer (1572 - 1643)                                                          | 01-05-1637       | 30-04-1640       | Holland, Amsterdam                                                                                          | Benoeming door de Staten van Holland op 15 of 16 juni. Van Leeuwen (zie institutionele toelichting) geeft ten onrechte voornaam Johan. | Repertorium Ambtsdragers en Ambtenaren 1428-1861, oorspronkelijke bron persoonsgegevens: Elias, J.E., De vroedschap van Amsterdam, 1578-1795 (2 dln., Haarlem 1903-1905) I, 238. |
| Cornelis van Teresteijn (1579 - 1643)                                               | 01-05-1637       | 30-04-1640       | Holland, Dordrecht                                                                                          | | Repertorium Ambtsdragers en Ambtenaren 1428-1861, oorspronkelijke bron persoonsgegevens: Nieuw Nederlandsch Biografisch Woordenboek. P.C. Molhuysen en P.J. Blok ed. (10 dln., Leiden 1911-1937) V, 897. |
| Johan van Isselmuden tot Rollecate (1610 - 1671)                                    | 01-05-1637       | 10-11-1671       | Overijssel, Vollenhove, Ridderschap van Overijssel                                                          | De resoluties van de Staten van Overijssel vermelden op 26 maart 1644 'De plaetse uyt Vollenho werd opengehouden tot de aenstaende claringe'. Dit gebeurt niet, en op 19 april 1645 wordt Isselmuden weer genoemd als gedeputeerde. Beëindigd door overlijden. | Repertorium Ambtsdragers en Ambtenaren 1428-1861, oorspronkelijke bron persoonsgegevens: Mensema, A.J., De ridderschap van Overijssel 1460-1795 (3 dln., Zwolle 1993) III, 449. |
| Johan Hendriksz. Duyst van Voorhout (1581 - 1666)                                   | 01-05-1637       | 30-04-1640       | Holland, Delft                                                                                              | | Repertorium Ambtsdragers en Ambtenaren 1428-1861, oorspronkelijke bron persoonsgegevens: Boitet, Reinier, Beschryving der stadt Delft (Delft 1729) 84 en 86. |
| Sebastiaen van Pruissen (1580 - 1640)                                               | 1638             | 1639             | Friesland                                                                                                   | Alleen bekend uit O. Vries e.a., De heeren van den raede. Biografieën en groepsportret van de raadsheren van het hof van Friesland, 1499-1811 (Hilversum 1999) 288. Mogelijk extraordinaris gedeputeerde. Eindjaar gebaseerd op aanvangsjaar als raadsheer in het Hof van Friesland. | Repertorium Ambtsdragers en Ambtenaren 1428-1861, oorspronkelijke bron persoonsgegevens: Vries, O. e.a., De heeren van den raede. Biografieën en groepsportret van de raadsheren van het hof van Friesland, 1499-1811 (Hilversum 1999) 288.                                                                                                 |
| Pieter Crook ( - )                                                                  | 13-12-1638       | 13-12-1643       | Zeeland, Middelburg                                                                                         | Aanvangsdatum: benoeming door de Staten van Zeeland. Beëindiging wegens aflopen termijn volgens reglement 17 mei 1638 (zie gedrukte notulen Staten van Zeeland 1644, f. 10-11). | Repertorium Ambtsdragers en Ambtenaren 1428-1861, oorspronkelijke bron persoonsgegevens: |
| Derk Nykerke ( - 1665)                                                              | 01-05-1638       | 30-04-1647       | Overijssel, Zwolle                                                                                          | | Repertorium Ambtsdragers en Ambtenaren 1428-1861, oorspronkelijke bron persoonsgegevens: Doorninck, J. van, Geslachtkundige aanteekeningen ten aanzien van de gecommitteerden ten landdage van Overijssel zedert 1610-1794 met eenige berigten omtrent de voormalige havezathen in dat gewest (Deventer 1869) 457.                          |
| Johannes Crack (1600 - 1652)                                                        | 1639             | 1650             | Friesland, Zevenwolden                                                                                      | Mogelijk vijfde ordinaris gedeputeerde. | Repertorium Ambtsdragers en Ambtenaren 1428-1861, oorspronkelijke bron persoonsgegevens: Baerdt van Sminia, H., Nieuwe naamlijst van grietmannen van de vroegste tijden af tot het jaar 1795, met eenige geschiedkundige aanteekeningen (Leeuwarden 1837) 338.                                                                              |
| Albert van Loo ( - )                                                                | 01-05-1639       | 30-04-1641       | Friesland, Oostergo                                                                                         | | Repertorium Ambtsdragers en Ambtenaren 1428-1861, oorspronkelijke bron persoonsgegevens: |
| Albert van der Hell ( - 1649)                                                       | 01-05-1639       | 30-04-1642       | Overijssel, Kampen                                                                                          | | Repertorium Ambtsdragers en Ambtenaren 1428-1861, oorspronkelijke bron persoonsgegevens: Nederlandsche Leeuw, De ('s-Gravenhage 1883-) 72 (1955) 111. |
| Epo van Aylva (1612 - 1645)                                                         | 1640             | 1640             | Friesland, Westergo                                                                                         | Beëindiging waarschijnlijk wegens benoeming in het Hof van Friesland. | Repertorium Ambtsdragers en Ambtenaren 1428-1861, oorspronkelijke bron persoonsgegevens: Haan Hettema, M. de en A. van Halmael, Stamboek van den Frieschen, vroegeren en lateren, adel (2 dln., Leeuwarden 1846) I, 10 en II, 10. |
| Matthias van Vierssen (1591 - 1658)                                                 | 1640             | 1657             | Friesland                                                                                                   | Onzeker bij deze persoon. - Alleen bekend uit O. Vries e.a., De heeren van den raede. Biografieën en groepsportret van de raadsheren van het hof van Friesland, 1499-1811 (Hilversum 1999) 281. Mogelijk extraordinaris gedeputeerde. | Repertorium Ambtsdragers en Ambtenaren 1428-1861, oorspronkelijke bron persoonsgegevens: Haan Hettema, M. de en A. van Halmael, Stamboek van den Frieschen, vroegeren en lateren, adel (2 dln., Leeuwarden 1846) I, 330 en II, 219. |
| Clement van Baersdorp (1573 - 1655)                                                 | 25-07-1642       | 30-04-1643       | Holland, Leiden                                                                                             | Aanvangsdatum: benoeming door de Staten van Holland. | Repertorium Ambtsdragers en Ambtenaren 1428-1861, oorspronkelijke bron persoonsgegevens: Familiedossiers Centraal Bureau voor Genealogie te 's-Gravenhage (dossier op naam van de betrokkene) collectie Muusse. |
| Arend Sloet (1590 - 1644)                                                           | 01-05-1642       | 1644             | Overijssel, Kampen                                                                                          | Beëindiging waarschijnlijk door overlijden, vóór 26 maart (zie de 'bijzonderheden' bij zijn opvolger Gerrit van Santen). | Repertorium Ambtsdragers en Ambtenaren 1428-1861, oorspronkelijke bron persoonsgegevens: Doorninck, J. van, Geslachtkundige aanteekeningen ten aanzien van de gecommitteerden ten landdage van Overijssel zedert 1610-1794 met eenige berigten omtrent de voormalige havezathen in dat gewest (Deventer 1869) 462.                          |
| Frans van Donia (1580 - 1651)                                                       | 1642             | 1650             | Friesland                                                                                                   | Mogelijk aaneensluitend 1648-1650/1. Mogelijk extraordinaris gedeputeerde. - De lijst van Engels (zie institutionele toelichting) geeft zijn naam al in 1641. Omdat hij echter in dat jaar nog gecommitteerde in de Generaliteits-Rekenkamer was, is aangenomen dat hij toen nog als extraordinaris gedeputeerde optrad. | Repertorium Ambtsdragers en Ambtenaren 1428-1861, oorspronkelijke bron persoonsgegevens: Haan Hettema, M. de en A. van Halmael, Stamboek van den Frieschen, vroegeren en lateren, adel (2 dln., Leeuwarden 1846) I, 159 en II, 100. |
| Johan van Matenesse (1596 - 1653)                                                   | 16-01-1642       | 03-05-1645       | Holland, Ridderschap van Holland                                                                            | Aanvangsdatum: benoeming door de Staten van Holland. | Repertorium Ambtsdragers en Ambtenaren 1428-1861, oorspronkelijke bron persoonsgegevens: Kort, J.C., Het archief van de familie Van Matenesse en van de heerlijkheid Matenesse, 1251-1917 ('s-Gravenhage 1988) 13. |
| Pieter Willemsz. Kessel ( - 1644)                                                   | 01-05-1643       | 25-11-1644       | Holland, Alkmaar                                                                                            | Beëindigd door overlijden. | Repertorium Ambtsdragers en Ambtenaren 1428-1861, oorspronkelijke bron persoonsgegevens: Bruinvis, C.W., De Alkmaarsche vroedschap tot 1795 (Z.pl., z.d.) 13. |
| Daniel van Hogendorp (1604 - 1673)                                                  | 01-05-1643       | 30-03-1673       | Holland, Rotterdam                                                                                          | Aanvangsdatum: benoeming door de Staten van Holland. Beëindigd door overlijden. | Repertorium Ambtsdragers en Ambtenaren 1428-1861, oorspronkelijke bron persoonsgegevens: Engelbrecht, E.A., De vroedschap van Rotterdam, 1572-1795 (Rotterdam 1973) 167. |
| Gualtherus Gualtheri (1592 - 1652)                                                  | 1643             |                  | Friesland                                                                                                   | Alleen genoemd in O. Vries e.a., De heeren van den raede. Biografieën en groepsportret van de raadsheren van het hof van Friesland, 1499-1811 (Hilversum 1999) 294. Mogelijk extraordinaris gedeputeerde. | Repertorium Ambtsdragers en Ambtenaren 1428-1861, oorspronkelijke bron persoonsgegevens: Vries, O. e.a., De heeren van den raede. Biografieën en groepsportret van de raadsheren van het hof van Friesland, 1499-1811 (Hilversum 1999) 294.                                                                                                 |
| Sako Fockens (1599 - 1652)                                                          | 01-05-1643       | 30-04-1646       | Friesland, Zevenwolden                                                                                      | | Repertorium Ambtsdragers en Ambtenaren 1428-1861, oorspronkelijke bron persoonsgegevens: Baerdt van Sminia, H., Nieuwe naamlijst van grietmannen van de vroegste tijden af tot het jaar 1795, met eenige geschiedkundige aanteekeningen (Leeuwarden 1837) 386.                                                                              |
| Carel van Roorda ( - )                                                              | 01-05-1644       | 30-04-1648       | Friesland, Oostergo                                                                                         | | Repertorium Ambtsdragers en Ambtenaren 1428-1861, oorspronkelijke bron persoonsgegevens: |
| Jacob Veth ( - 1667)                                                                | 02-11-1644       | 26-05-1661       | Zeeland, Middelburg                                                                                         | Aanvangsdatum: benoeming door de Staten van Zeeland. - Aanvangsdatum: benoeming door de Staten van Zeeland. Beëindiging mogelijk eerder door overlijden. | Repertorium Ambtsdragers en Ambtenaren 1428-1861, oorspronkelijke bron persoonsgegevens: Bijl, M. van der, Idee en interest. Voorgeschiedenis, verloop en achtergronden van de politieke twisten in Zeeland en vooral in Middelburg tussen 1702 en 1715 (Groningen 1981) Bijlage II.                                                        |
| Boldewijn Jacob Mulert tot de Leemcule (1613 - 1667)                                | 01-05-1644       | 30-04-1665       | Overijssel, Salland, Ridderschap van Overijssel                                                             | | Repertorium Ambtsdragers en Ambtenaren 1428-1861, oorspronkelijke bron persoonsgegevens: Mensema, A.J., De ridderschap van Overijssel 1460-1795 (3 dln., Zwolle 1993) III, 474. |
| Hessel van Sminia (1588 - 1670)                                                     | 1644             | 30-04-1646       | Friesland                                                                                                   | | Repertorium Ambtsdragers en Ambtenaren 1428-1861, oorspronkelijke bron persoonsgegevens: Haan Hettema, M. de en A. van Halmael, Stamboek van den Frieschen, vroegeren en lateren, adel (2 dln., Leeuwarden 1846) I, 364 en II, 254. |
| Nauta ( - )                                                                         | 1644             | 1644             | Friesland                                                                                                   | Voornaam niet bekend. Mogelijk extraordinaris gedeputeerde. | Repertorium Ambtsdragers en Ambtenaren 1428-1861, oorspronkelijke bron persoonsgegevens: |
| Gerrit van Santen ( - 1647)                                                         | 19-04-1645       | 1647             | Overijssel, Kampen                                                                                          | De resoluties van de Staten van Overijssel vermelden op 26 maart 1644: 'Tot de plaetse van de gecommitteerde uyt Campen daertoe sal iemand bij de magistraet van Campen werden gepresenteert'. Die benoeming in de resoluties van de Staten van Overijssel echter pas op 19 april 1645. Beëindiging waarschijnlijk door overlijden. | Repertorium Ambtsdragers en Ambtenaren 1428-1861, oorspronkelijke bron persoonsgegevens: Schilder, K., Van raad tot municipaliteit (3 dln., Kampen 1985) IIb, 273. |
| Thomas van Egmond van de Nijenburg (1599 - 1675)                                    | 21-02-1645       | 30-04-1664       | Holland, Alkmaar                                                                                            | Aanvangsdatum: benoeming door de Staten van Holland. | Repertorium Ambtsdragers en Ambtenaren 1428-1861, oorspronkelijke bron persoonsgegevens: Aa, A.J. van der, Biographisch woordenboek der Nederlanden (12 dln., Haarlem 1852-1878) IV, 20. |
| Amelis van den Bouchorst ( - 1669)                                                  | 04-05-1645       | 1653             | Holland, Ridderschap van Holland                                                                            | Aanvangsdatum: benoeming door de Staten van Holland. De einddatum is gebaseerd op de aanvangsdatum van de zitting in Gecommitteerde Raden van Holland in het Zuiderkwartier. | Repertorium Ambtsdragers en Ambtenaren 1428-1861, oorspronkelijke bron persoonsgegevens: Nieuw Nederlandsch Biografisch Woordenboek. P.C. Molhuysen en P.J. Blok ed. (10 dln., Leiden 1911-1937) IV, 262. |
| Gerard van der Nisse (1602 - 1669)                                                  | 25-04-1645       | 22-03-1654       | Zeeland, Goes                                                                                               | Aanvangsdatum: benoeming door de Staten van Zeeland. | Repertorium Ambtsdragers en Ambtenaren 1428-1861, oorspronkelijke bron persoonsgegevens: Lyst der edele mogende heeren gecommitteerde raaden van Zeeland, sedert de opregting van het collegie in het jaar 1578, en der ministers van die provintie (z.d., z.p.) 15.                                                                        |
| Johan van der Beecke tot Doornick en Krijtenberg (1611 - 1660)                      | 01-05-1645       | 30-04-1660       | Overijssel, Deventer                                                                                        | | Repertorium Ambtsdragers en Ambtenaren 1428-1861, oorspronkelijke bron persoonsgegevens: Doorninck, J. van, Geslachtkundige aanteekeningen ten aanzien van de gecommitteerden ten landdage van Overijssel zedert 1610-1794 met eenige berigten omtrent de voormalige havezathen in dat gewest (Deventer 1869) 477.                          |
| Gerard Marcellus (1604 - 1649)                                                      | 01-05-1645       | 30-04-1646       | Holland, Gouda                                                                                              | | Repertorium Ambtsdragers en Ambtenaren 1428-1861, oorspronkelijke bron persoonsgegevens: Geselschap, J., Alfabetische naamlijst van de vroedschap van Gouda, 1559-1795 (Gouda 1975) 11. |
| Cornelis Willemsz. van Beveren (1591 - 1663)                                        | 01-05-1646       | 30-04-1648       | Holland, Dordrecht                                                                                          | De reden van beëindiging is onbekend. | Repertorium Ambtsdragers en Ambtenaren 1428-1861, oorspronkelijke bron persoonsgegevens: Balen, Matthys, Beschryvinge der stad Dordrecht (Dordrecht 1678) 965. |
| Joachim van Andreae (1586 - 1655)                                                   | 01-05-1646       | 11-05-1655       | Friesland, Steden                                                                                           | Beëindigd door overlijden. De functie werd sedert 17 maart 1655 wegens ziekte waargenomen door Horatius Knijff. | Repertorium Ambtsdragers en Ambtenaren 1428-1861, oorspronkelijke bron persoonsgegevens: Vries, O. e.a., De heeren van den raede. Biografieën en groepsportret van de raadsheren van het hof van Friesland, 1499-1811 (Hilversum 1999) 279.                                                                                                 |
| Andries Bicker (1586 - 1652)                                                        | 01-05-1646       | 30-04-1649       | Holland, Amsterdam                                                                                          | | Repertorium Ambtsdragers en Ambtenaren 1428-1861, oorspronkelijke bron persoonsgegevens: Elias, J.E., De vroedschap van Amsterdam, 1578-1795 (2 dln., Haarlem 1903-1905) I, 346. |
| Frans Dirksz. Meerman (1590 - 1657)                                                 | 01-05-1646       | 30-04-1649       | Holland, Delft                                                                                              | | Repertorium Ambtsdragers en Ambtenaren 1428-1861, oorspronkelijke bron persoonsgegevens: Boitet, Reinier, Beschryving der stadt Delft (Delft 1729) 87. |
| Cornelius Haubois ( - )                                                             | 01-05-1647       | 30-04-1661       | Friesland, Steden                                                                                           | Vijfde ordinaris gedeputeerde. Werd ook voor het jaar 1649-1650 gekozen tot vijfde ordinaris gedeputeerde. Omdat hij echter in 1649 ook in Gedeputeerde Staten van Friesland werd verkozen en beide ambten onverenigbaar waren, is ervan uitgegaan dat Haubois tot 1649 gedeputeerde ter Staten-Generaal was. | Repertorium Ambtsdragers en Ambtenaren 1428-1861, oorspronkelijke bron persoonsgegevens: |
| Willem Paedts (1595 - 1669)                                                         | 20-05-1647       | 30-04-1652       | Holland, Leiden                                                                                             | Beëindiging wegens benoeming tot ordinaris-gedeputeerde ter Staten-Generaal. | Repertorium Ambtsdragers en Ambtenaren 1428-1861, oorspronkelijke bron persoonsgegevens: Noordam, D.J., Databestand Leidse veertigraad (ongepubliceerd) |
| Roelof van Langen (1620 - 1666)                                                     | 19-05-1647       | 09-1666          | Overijssel, Kampen                                                                                          | Aanvangsdatum: benoeming door de Staten van Overijssel. Beëindigd door overlijden. | Repertorium Ambtsdragers en Ambtenaren 1428-1861, oorspronkelijke bron persoonsgegevens: Doorninck, J. van, Geslachtkundige aanteekeningen ten aanzien van de gecommitteerden ten landdage van Overijssel zedert 1610-1794 met eenige berigten omtrent de voormalige havezathen in dat gewest (Deventer 1869) 480.                          |
| Peter Roelofsz. Crans ( - 1648)                                                     | 01-05-1647       | 11-1648          | Overijssel, Zwolle                                                                                          | Benoeming door de Staten van Overijssel op 19 mei. Beëindigd door overlijden op 8 of 18 november. | Repertorium Ambtsdragers en Ambtenaren 1428-1861, oorspronkelijke bron persoonsgegevens: Doorninck, J. van, Geslachtkundige aanteekeningen ten aanzien van de gecommitteerden ten landdage van Overijssel zedert 1610-1794 met eenige berigten omtrent de voormalige havezathen in dat gewest (Deventer 1869) 449.                          |
| Jacob Cornelisz. de Witt (1589 - 1674)                                              | 01-05-1648       | 30-04-1649       | Holland, Dordrecht                                                                                          | Aanvangsdatum: benoeming door de Staten van Holland. | Repertorium Ambtsdragers en Ambtenaren 1428-1861, oorspronkelijke bron persoonsgegevens: Nieuw Nederlandsch Biografisch Woordenboek. P.C. Molhuysen en P.J. Blok ed. (10 dln., Leiden 1911-1937) III, 1455. |
| Frans van Eysinga (1594 - 1661)                                                     | 01-05-1648       | 30-04-1651       | Friesland, Oostergo                                                                                         | | Repertorium Ambtsdragers en Ambtenaren 1428-1861, oorspronkelijke bron persoonsgegevens: Baerdt van Sminia, H., Nieuwe naamlijst van grietmannen van de vroegste tijden af tot het jaar 1795, met eenige geschiedkundige aanteekeningen (Leeuwarden 1837) 132.                                                                              |
| Willem van Haren (1626 - 1708)                                                      | 1648             | 30-04-1704       | Friesland - Friesland, Westergo - Friesland, Oostergo                                                       | Zitting voor Westergo berust op reconstructie. - Onzeker bij deze persoon. De functie werd mogelijk uitgeoefend door zijn naamgenoot (1655-1728, elders in deze database). | Repertorium Ambtsdragers en Ambtenaren 1428-1861, oorspronkelijke bron persoonsgegevens: Baerdt van Sminia, H., Nieuwe naamlijst van grietmannen van de vroegste tijden af tot het jaar 1795, met eenige geschiedkundige aanteekeningen (Leeuwarden 1837) 318.                                                                              |
| Jan Claasz. Loo ( - 1660)                                                           | 01-05-1649       | 30-04-1652       | Holland, Haarlem                                                                                            | | Repertorium Ambtsdragers en Ambtenaren 1428-1861, oorspronkelijke bron persoonsgegevens: Naam-register van de heeren van de regeering der stad Haarlem [...] (Haarlem 1733) Koninklijke Bibliotheek, signatuur 393 E 17, met aanvullingen tot en met 1771, andere exemplaren met aanvullingen tot 1795)                                     |
| Gerrit Jacobsz. Glas ( - 1670)                                                      | 19-01-1649       | 30-04-1667       | Holland, Enkhuizen                                                                                          | Aanvangsdatum: benoeming door de Staten van Holland. | Repertorium Ambtsdragers en Ambtenaren 1428-1861, oorspronkelijke bron persoonsgegevens: Leeuwen, Simon van, Batavia illustrata, ofte verhandelinge van den oorspronk, voortgank, zeden, eere, staat en godtsdienst van Oud Batavien, mitsgaders van den adel en regeringe van Hollandt ('s-Gravenhage 1685) 1495.                          |
| Berend Holt ( - )                                                                   | 01-05-1649       | 1651             | Overijssel, Zwolle                                                                                          | Beëindiging waarschijnlijk door overlijden vóór 27 juli. | Repertorium Ambtsdragers en Ambtenaren 1428-1861, oorspronkelijke bron persoonsgegevens: Streng, J.C., 'Stemme in staat'. De bestuurlijke elite in de stadsrepubliek Zwolle (Hilversum 1997) 554-555. |
| Johan de Mauregnault (1607 - 1682)                                                  | 09-07-1649       | 12-1682          | Zeeland, Veere - Veere                                                                                      | Aanvangsdatum: benoeming door de Staten van Zeeland. Beëindigd door overlijden. - Aanvangsdatum: benoeming door de Staten van Zeeland. Omgezet van benoeming voor vijf jaar naar benoeming voor het leven 23 maart 1654. Beëindiging wegens benoeming in Gecommitteerde Raden van Zeeland. De einddatum is afgeleid van de aanvangsdatum in die functie. - De aanvangsdatum is overgenomen van de benoeming in Gecommitteerde Raden van Zeeland. Beëindiging wegens benoeming tot ordinaris gedeputeerde ter Staten-Generaal. - Beëindiging wegens benoeming tot ordinaris gedeputeerde ter Staten-Generaal. | Repertorium Ambtsdragers en Ambtenaren 1428-1861, oorspronkelijke bron persoonsgegevens: Nederland's Adelsboek ('s-Gravenhage 1903-) 42 (1949) 59. |
| Oene Sirtema van Grovestins ( - )                                                   | 1650             | 1650             | Friesland, Westergo                                                                                         | Niet zeker bij deze persoon. | Repertorium Ambtsdragers en Ambtenaren 1428-1861, oorspronkelijke bron persoonsgegevens: Baerdt van Sminia, H., Nieuwe naamlijst van grietmannen van de vroegste tijden af tot het jaar 1795, met eenige geschiedkundige aanteekeningen (Leeuwarden 1837) 247.                                                                              |
| Osinga ( - )                                                                        | 1650             | 1650             | Friesland                                                                                                   | Voornaam niet bekend. Mogelijk extraordinaris gedeputeerde. | Repertorium Ambtsdragers en Ambtenaren 1428-1861, oorspronkelijke bron persoonsgegevens: |
| Hobbe Dircksz. van Baerdt (1591 - 1655)                                             | 1650             |                  | Friesland                                                                                                   | Alleen bekend uit O. Vries e.a., De heeren van den raede. Biografieën en groepsportret van de raadsheren van het hof van Friesland, 1499-1811 (Hilversum 1999) 298. Mogelijk extraordinaris gedeputeerde. | Repertorium Ambtsdragers en Ambtenaren 1428-1861, oorspronkelijke bron persoonsgegevens: Haan Hettema, M. de en A. van Halmael, Stamboek van den Frieschen, vroegeren en lateren, adel (2 dln., Leeuwarden 1846) II, 61. |
| Tjaerd van Aylva ( - )                                                              | 01-05-1651       | 30-04-1652       | Friesland, Oostergo                                                                                         | Beëindiging mogelijk eerder door overlijden. | Repertorium Ambtsdragers en Ambtenaren 1428-1861, oorspronkelijke bron persoonsgegevens: |
| Henricus Wolfsen (1616 - 1684)                                                      | 27-07-1651       | 22-11-1656       | Overijssel, Zwolle                                                                                          | Aanvangsdatum: benoeming door de Staten van Overijssel. Schilder (zie institutionele toelichting) geeft onjuist aanvangsjaar 1650. De einddatum is afgeleid van zijn benoeming tot extraordinaris raadsheer in de Raad van Brabant, zijn opvolger pas op 21 september 1657 benoemd. | Repertorium Ambtsdragers en Ambtenaren 1428-1861, oorspronkelijke bron persoonsgegevens: Doorninck, J. van, Geslachtkundige aanteekeningen ten aanzien van de gecommitteerden ten landdage van Overijssel zedert 1610-1794 met eenige berigten omtrent de voormalige havezathen in dat gewest (Deventer 1869) 497.                          |
| Johan van der Meyden (1609 - 1677)                                                  | 01-05-1652       | 30-04-1655       | Holland, Rotterdam                                                                                          | | Repertorium Ambtsdragers en Ambtenaren 1428-1861, oorspronkelijke bron persoonsgegevens: Engelbrecht, E.A., De vroedschap van Rotterdam, 1572-1795 (Rotterdam 1973) 174. |
| Hans van Wijckel (1617 - 1659)                                                      | 01-05-1652       | 23-10-1659       | Friesland, Oostergo                                                                                         | Eindjaar onzeker, echter een benoeming voor Oostergo pas weer aangetroffen in het jaar van overlijden van Van Wijckel. Het overlijden is dan ook waarschijnlijk de reden van beëindiging. | Repertorium Ambtsdragers en Ambtenaren 1428-1861, oorspronkelijke bron persoonsgegevens: Haan Hettema, M. de en A. van Halmael, Stamboek van den Frieschen, vroegeren en lateren, adel (2 dln., Leeuwarden 1846) I, 409 en II, 284. |
| Hiëronymus van Beverningh (1614 - 1690)                                             | 01-05-1652       | 30-04-1655       | Holland, Gouda                                                                                              | | Repertorium Ambtsdragers en Ambtenaren 1428-1861, oorspronkelijke bron persoonsgegevens: Geselschap, J., Alfabetische naamlijst van de vroedschap van Gouda, 1559-1795 (Gouda 1975) 1. |
| Johan de Witt (1625 - 1672)                                                         | 30-07-1653       | 04-08-1672       | Holland | Ambt uit hoofde van zijn functie als raadpensionaris van Holland. | Repertorium Ambtsdragers en Ambtenaren 1428-1861, oorspronkelijke bron persoonsgegevens: Jaarboek Centraal Bureau voor Genealogie en het Iconographisch Bureau ('s-Gravenhage 1947-) 29 (1975) 210. |
| Marinus Stavenisse (1601 - 1663)                                                    | 17-04-1654       | 10-1663          | Zeeland, Zierikzee                                                                                          | Aanvangsdatum: benoeming door de Staten van Zeeland. Beëindigd door overlijden vóór 15 oktober (begraven). | Repertorium Ambtsdragers en Ambtenaren 1428-1861, oorspronkelijke bron persoonsgegevens: Vos, P.D. de, De vroedschap van Zierikzee van de tweede helft der 16e eeuw tot 1795 (2e druk, Alphen aan den Rijn 1982) 354. |
| Johan van Merode ( - 1666)                                                          | 20-06-1654       | 25-08-1666       | Holland, Ridderschap van Holland                                                                            | Aanvangsdatum: benoeming door de Staten van Holland. Beëindigd door overlijden. | Repertorium Ambtsdragers en Ambtenaren 1428-1861, oorspronkelijke bron persoonsgegevens: Ablaing van Giessenburg, W.J. d', De ridderschap van Holland (manuscript Centraal Bureau voor Genealogie Den Haag 1850) 99. |
| Cornelis van Vrijberghe ( - 1683)                                                   | 21-03-1654       | 01-04-1659       | Zeeland, Tholen                                                                                             | Aanvangsdatum: benoeming door de Staten van Zeeland. Beëindiging wegens benoeming in de Raad van State. | Repertorium Ambtsdragers en Ambtenaren 1428-1861, oorspronkelijke bron persoonsgegevens: Nederland's Adelsboek ('s-Gravenhage 1903-) 46 (1953) 211. |
| Marinus van Crommon (1629 - 1687)                                                   | 20-03-1654       | 19-07-1683       | Zeeland, Goes - Goes                                                                                        | Beëindiging wegens benoeming tot ordinaris-gedeputeerde ter Staten-Generaal. - Aanvangsdatum: benoeming door de Staten van Zeeland. Beëindiging wegens benoeming in de Raad van State. De einddatum is afgeleid van de aanvangsdatum in die functie. | Repertorium Ambtsdragers en Ambtenaren 1428-1861, oorspronkelijke bron persoonsgegevens: Nederland's Patriciaat. Genealogieën van vooraanstaande geslachten ('s-Gravenhage 1910-) 21 (1933/1934) 377. |
| Cornelis Lampsins (1600 - 1664)                                                     | 24-03-1654       | 02-09-1664       | Zeeland, Vlissingen                                                                                         | Beëindigd door overlijden. | Repertorium Ambtsdragers en Ambtenaren 1428-1861, oorspronkelijke bron persoonsgegevens: Elias, J.E., De vroedschap van Amsterdam, 1578-1795 (2 dln., Haarlem 1903-1905) II, 976. |
| Evert Jansz. van Lodensteyn (1599 - 1668)                                           | 01-05-1655       | 30-04-1658       | Holland, Delft                                                                                              | | Repertorium Ambtsdragers en Ambtenaren 1428-1861, oorspronkelijke bron persoonsgegevens: Boitet, Reinier, Beschryving der stadt Delft (Delft 1729) 86. |
| Horatius Knijff (1628 - 1679)                                                       | 01-05-1655       | 30-04-1658       | Friesland, Steden                                                                                           | Benoeming door de stadhouder van Friesland op 28 juni. | Repertorium Ambtsdragers en Ambtenaren 1428-1861, oorspronkelijke bron persoonsgegevens: Vries, O. e.a., De heeren van den raede. Biografieën en groepsportret van de raadsheren van het hof van Friesland, 1499-1811 (Hilversum 1999) 302.                                                                                                 |
| Abraham van Beveren (1604 - 1663)                                                   | 01-05-1655       | 30-04-1658       | Holland, Dordrecht                                                                                          | | Repertorium Ambtsdragers en Ambtenaren 1428-1861, oorspronkelijke bron persoonsgegevens: Nederlandsche Leeuw, De ('s-Gravenhage 1883-) 62 (1944) 131. |
| Anthony Oetgens van Waveren (1585 - 1658)                                           | 01-05-1655       | 30-04-1658       | Holland, Amsterdam                                                                                          | | Repertorium Ambtsdragers en Ambtenaren 1428-1861, oorspronkelijke bron persoonsgegevens: Elias, J.E., De vroedschap van Amsterdam, 1578-1795 (2 dln., Haarlem 1903-1905) I, 331. |
| Jacob van Reygersberge (1625 - )                                                    | 20-12-1656       | 13-03-1676       | Zeeland, Middelburg                                                                                         | De einddatum is afgeleid van de aanvangsdatum als ordinaris-gedeputeerde ter Staten-Generaal, omdat hij pas eind 1664 wordt opgevolgd in de Generaliteits-Rekenkamer. - Aanvangsdatum: benoeming door de Staten van Zeeland. De einddatum is afgeleid van de aanvangsdatum van de opvolger (Duvelaer of Van Hecke), mogelijk eerder overleden. | Repertorium Ambtsdragers en Ambtenaren 1428-1861, oorspronkelijke bron persoonsgegevens: Bijl, M. van der, Idee en interest. Voorgeschiedenis, verloop en achtergronden van de politieke twisten in Zeeland en vooral in Middelburg tussen 1702 en 1715 (Groningen 1981) Bijlage IV.                                                        |
| Werner Crans (1622 - 1672)                                                          | 01-05-1657       | 30-04-1661       | Overijssel, Zwolle                                                                                          | Benoeming door de Staten van Overijssel op 21 september. | Repertorium Ambtsdragers en Ambtenaren 1428-1861, oorspronkelijke bron persoonsgegevens: Doorninck, J. van, Geslachtkundige aanteekeningen ten aanzien van de gecommitteerden ten landdage van Overijssel zedert 1610-1794 met eenige berigten omtrent de voormalige havezathen in dat gewest (Deventer 1869) 503.                          |
| Adriaen van Velsen ( - 1661)                                                        | 01-05-1658       | 25-02-1661       | Friesland, Steden                                                                                           | Vijfde ordinaris gedeputeerde. Beëindigd door overlijden. | Repertorium Ambtsdragers en Ambtenaren 1428-1861, oorspronkelijke bron persoonsgegevens: Haan Hettema, M. de en A. van Halmael, Stamboek van den Frieschen, vroegeren en lateren, adel (2 dln., Leeuwarden 1846) I, 399 en II, 277. |
| Paulus van Swanenburgh (1607 - 1674)                                                | 01-05-1658       | 30-04-1661       | Holland, Leiden                                                                                             | | Repertorium Ambtsdragers en Ambtenaren 1428-1861, oorspronkelijke bron persoonsgegevens: Genealogische en heraldische bladen (1906-1915) 2 (1907) 333. |
| Joost Duyst van Voorhout ( - 1659)                                                  | 01-05-1658       | 02-01-1659       | Holland, Haarlem                                                                                            | Beëindigd door overlijden. | Repertorium Ambtsdragers en Ambtenaren 1428-1861, oorspronkelijke bron persoonsgegevens: Naam-register van de heeren van de regeering der stad Haarlem [...] (Haarlem 1733) Koninklijke Bibliotheek, signatuur 393 E 17, met aanvullingen tot en met 1771, andere exemplaren met aanvullingen tot 1795)                                     |
| Cornelis Rippertsz. Westerhem (1606 - 1667)                                         | 01-05-1658       | 30-04-1661       | Holland, Hoorn                                                                                              | | Repertorium Ambtsdragers en Ambtenaren 1428-1861, oorspronkelijke bron persoonsgegevens: Bonke, Hans en Katja Bossaers, Heren investeren. De bewindhebbers van de West-Friese kamers van de VOC (Haarlem/Hoorn/Enkhuizen 2002) 140. |
| Bonifacius van Vrijberghe (1625 - 1690)                                             | 02-04-1659       | 29-04-1688       | Zeeland, Tholen                                                                                             | Aanvangsdatum: benoeming door de Staten van Zeeland. Beëindiging wegens benoeming in de Raad van State. De einddatum afgeleid van de aanvangsdatum in die functie. | Repertorium Ambtsdragers en Ambtenaren 1428-1861, oorspronkelijke bron persoonsgegevens: Romeijn, A. ‘Alles ten meesten oirboir van de stad.’ De stadsregering van Tholen (1577-1702) (Giessen 2001) 311. |
| Hessel Meckema van Aylva (1608 - 1695)                                              | 1659             | 30-04-1660       | Friesland, Oostergo                                                                                         | Beëindiging mogelijk eerder door overlijden. | Repertorium Ambtsdragers en Ambtenaren 1428-1861, oorspronkelijke bron persoonsgegevens: Nederland's Adelsboek ('s-Gravenhage 1903-) 38 (1940) 87. |
| Cornelis Dirksz. Guldewagen (1599 - 1663)                                           | 24-01-1659       | 30-04-1661       | Holland, Haarlem                                                                                            | Aanvangsdatum: benoeming door de Staten van Holland. | Repertorium Ambtsdragers en Ambtenaren 1428-1861, oorspronkelijke bron persoonsgegevens: Algemeen Nederlandsch Familieblad (1883-1905) 4 (1887) 18. |
| Epeus van Glinstra (1606 - 1677)                                                    | 01-05-1660       | 30-04-1669       | Friesland, Oostergo                                                                                         | Aanvangsdatum onzeker, volgde mogelijk tussentijds Hessel Meckema van Aylva op. Vanwege de benoemingsdatum van zijn opvolger Sjoerd van Aylva is uitgegaan van zitting tot 31 oktober. | Repertorium Ambtsdragers en Ambtenaren 1428-1861, oorspronkelijke bron persoonsgegevens: Leeuwarder Historische Reeks 6 (1997) 279. |
| Philippus van Humalda (1616 - 1672)                                                 | 1660             |                  | Friesland                                                                                                   | Alleen bekend uit O. Vries e.a., De heeren van den raede. Biografieën en groepsportret van de raadsheren van het hof van Friesland, 1499-1811 (Hilversum 1999) 311. Mogelijk extraordinaris gedeputeerde. | Repertorium Ambtsdragers en Ambtenaren 1428-1861, oorspronkelijke bron persoonsgegevens: Vries, O. e.a., De heeren van den raede. Biografieën en groepsportret van de raadsheren van het hof van Friesland, 1499-1811 (Hilversum 1999) 311.                                                                                                 |
| Jan van Schriek (1610 - )                                                           | 01-05-1660       | 30-04-1671       | Overijssel, Deventer                                                                                        | Schilder (zie institutionele toelichting) geeft onjuist aanvangsjaar 1661. | Repertorium Ambtsdragers en Ambtenaren 1428-1861, oorspronkelijke bron persoonsgegevens: Doorninck, J. van, Geslachtkundige aanteekeningen ten aanzien van de gecommitteerden ten landdage van Overijssel zedert 1610-1794 met eenige berigten omtrent de voormalige havezathen in dat gewest (Deventer 1869) 487.                          |
| Claes Kan ( - )                                                                     | 01-05-1661       | 30-04-1673       | Friesland, Steden                                                                                           | Vijfde ordinaris gedeputeerde. | Repertorium Ambtsdragers en Ambtenaren 1428-1861, oorspronkelijke bron persoonsgegevens: Leeuwarder Historische Reeks 6 (1997) 280-284. |
| Pieter van Resen ( - )                                                              | 27-05-1661       | 16-09-1663       | Zeeland, Middelburg                                                                                         | Aanvangsdatum: benoeming door de Staten van Zeeland. Beëindiging mogelijk eerder door overlijden. | Repertorium Ambtsdragers en Ambtenaren 1428-1861, oorspronkelijke bron persoonsgegevens: |
| Floris Cant (1610 - 1678)                                                           | 01-05-1661       | 1672             | Holland, Gouda                                                                                              | Beëindiging wegens ontslag uit de vroedschap Gouda. | Repertorium Ambtsdragers en Ambtenaren 1428-1861, oorspronkelijke bron persoonsgegevens: Geselschap, J., Alfabetische naamlijst van de vroedschap van Gouda, 1559-1795 (Gouda 1975) 8. |
| N. Radbodus ( - )                                                                   | 01-05-1661       | 30-04-1664       | Friesland, Steden                                                                                           | | Repertorium Ambtsdragers en Ambtenaren 1428-1861, oorspronkelijke bron persoonsgegevens: |
| Willem Royer (1606 - 1676)                                                          | 01-05-1661       | 29-09-1672       | Overijssel, Zwolle                                                                                          | Beëindiging wegens de Frans-Münsterse bezetting van Overijssel. | Repertorium Ambtsdragers en Ambtenaren 1428-1861, oorspronkelijke bron persoonsgegevens: Doorninck, J. van, Geslachtkundige aanteekeningen ten aanzien van de gecommitteerden ten landdage van Overijssel zedert 1610-1794 met eenige berigten omtrent de voormalige havezathen in dat gewest (Deventer 1869) 504.                          |
| Willem van Goeree (1620 - 1672)                                                     | 01-05-1661       | 03-05-1672       | Holland, Rotterdam                                                                                          | Beëindigd door overlijden. | Repertorium Ambtsdragers en Ambtenaren 1428-1861, oorspronkelijke bron persoonsgegevens: Engelbrecht, E.A., De vroedschap van Rotterdam, 1572-1795 (Rotterdam 1973) 189. |
| Egbert Hobbesz. van Baerdt (1627 - 1669)                                            | 01-05-1662       | 30-04-1665       | Friesland, Steden - Friesland, Zevenwolden                                                                  | Aanvangsdatum: commissie door de Staten van Friesland. Kwartier onzeker. - Vijfde ordinaris gedeputeerde. | Repertorium Ambtsdragers en Ambtenaren 1428-1861, oorspronkelijke bron persoonsgegevens: Haan Hettema, M. de en A. van Halmael, Stamboek van den Frieschen, vroegeren en lateren, adel (2 dln., Leeuwarden 1846) II, 61. |
| Zeger van Rechteren tot Almelo (1623 - 1674)                                        | 01-05-1663       | 30-04-1666       | Overijssel, Twente, Ridderschap van Overijssel                                                              | | Repertorium Ambtsdragers en Ambtenaren 1428-1861, oorspronkelijke bron persoonsgegevens: Mensema, A.J., De ridderschap van Overijssel 1460-1795 (3 dln., Zwolle 1993) III, 484. |
| Epe van Bootsma ( - )                                                               | 01-05-1663       | 30-04-1682       | Friesland, Steden                                                                                           | Vijfde ordinaris gedeputeerde. - Vijfde ordinaris gedeputeerde. Eindjaar onzeker, wel in 1676 gecontinueerd | Repertorium Ambtsdragers en Ambtenaren 1428-1861, oorspronkelijke bron persoonsgegevens: |
| Dirk Bruynsz. van der Dussen (1612 - 1668)                                          | 01-05-1664       | 30-04-1667       | Holland, Delft                                                                                              | | Repertorium Ambtsdragers en Ambtenaren 1428-1861, oorspronkelijke bron persoonsgegevens: Boitet, Reinier, Beschryving der stadt Delft (Delft 1729) 87. |
| Cornelis Witsen (1605 - 1669)                                                       | 01-05-1664       | 30-04-1667       | Holland, Amsterdam                                                                                          | | Repertorium Ambtsdragers en Ambtenaren 1428-1861, oorspronkelijke bron persoonsgegevens: Elias, J.E., De vroedschap van Amsterdam, 1578-1795 (2 dln., Haarlem 1903-1905) I, 437. |
| Tjerk van Boelens (1632 - 1673)                                                     | 01-05-1664       | 30-04-1665       | Friesland, Steden                                                                                           | | Repertorium Ambtsdragers en Ambtenaren 1428-1861, oorspronkelijke bron persoonsgegevens: Haan Hettema, M. de en A. van Halmael, Stamboek van den Frieschen, vroegeren en lateren, adel (2 dln., Leeuwarden 1846) I, 242. |
| Johan Johansz. de Witt (1618 - 1676)                                                | 01-05-1664       | 30-04-1667       | Holland, Dordrecht                                                                                          | | Repertorium Ambtsdragers en Ambtenaren 1428-1861, oorspronkelijke bron persoonsgegevens: Nieuw Nederlandsch Biografisch Woordenboek. P.C. Molhuysen en P.J. Blok ed. (10 dln., Leiden 1911-1937) III, 1458. |
| Nicolaas Stavenisse (1624 - )                                                       | 20-12-1664       | 13-03-1676       | Zeeland, Vlissingen                                                                                         | Aanvangsdatum: benoeming door de Staten van Zeeland. Beëindiging mogelijk eerder door overlijden. | Repertorium Ambtsdragers en Ambtenaren 1428-1861, oorspronkelijke bron persoonsgegevens: Vos, P.D. de, De vroedschap van Zierikzee van de tweede helft der 16e eeuw tot 1795 (2e druk, Alphen aan den Rijn 1982) 311. |
| Sjoerd van Aylva (1616 - 1679)                                                      | 01-11-1664       | 30-04-1666       | Friesland, Oostergo                                                                                         | Commissie door de Staten van Friesland 16 november. | Repertorium Ambtsdragers en Ambtenaren 1428-1861, oorspronkelijke bron persoonsgegevens: Haan Hettema, M. de en A. van Halmael, Stamboek van den Frieschen, vroegeren en lateren, adel (2 dln., Leeuwarden 1846) I, 10 en II, 10. |
| Adriaan Pieterson (1614 - 1676)                                                     | 03-07-1664       | 10-1676          | Zeeland, Zierikzee                                                                                          | Aanvangsdatum: benoeming door de Staten van Zeeland. Beëindigd door overlijden. | Repertorium Ambtsdragers en Ambtenaren 1428-1861, oorspronkelijke bron persoonsgegevens: Vos, P.D. de, De vroedschap van Zierikzee van de tweede helft der 16e eeuw tot 1795 (2e druk, Alphen aan den Rijn 1982) 421. |
| Elbert Anthony van Pallandt tot Oosterveen (1637 - 1701)                            | 01-05-1665       | 30-04-1685       | Overijssel, Salland, Ridderschap van Overijssel                                                             | | Repertorium Ambtsdragers en Ambtenaren 1428-1861, oorspronkelijke bron persoonsgegevens: Mensema, A.J., De ridderschap van Overijssel 1460-1795 (3 dln., Zwolle 1993) III, 529. |
| Oenias Geldorp ( - )                                                                | 01-05-1665       | 30-04-1666       | Friesland, Steden                                                                                           | Vijfde ordinaris gedeputeerde. Commissie door de Staten van Friesland 29 april. | Repertorium Ambtsdragers en Ambtenaren 1428-1861, oorspronkelijke bron persoonsgegevens: |
| Everwijn van Benthem (1620 - 1671)                                                  | 1666             | 30-04-1669       | Overijssel, Kampen                                                                                          | | Repertorium Ambtsdragers en Ambtenaren 1428-1861, oorspronkelijke bron persoonsgegevens: Doorninck, J. van, Geslachtkundige aanteekeningen ten aanzien van de gecommitteerden ten landdage van Overijssel zedert 1610-1794 met eenige berigten omtrent de voormalige havezathen in dat gewest (Deventer 1869) 518.                          |
| Philip Jacob van den Boetzelaer (1634 - 1688)                                       | 07-12-1666       | 10-1669          | Holland, Ridderschap van Holland                                                                            | Aanvangsdatum: benoeming door de Staten van Holland. | Repertorium Ambtsdragers en Ambtenaren 1428-1861, oorspronkelijke bron persoonsgegevens: Nieuw Nederlandsch Biografisch Woordenboek. P.C. Molhuysen en P.J. Blok ed. (10 dln., Leiden 1911-1937) VIII, 153. |
| Jacob van Coeverden tot Stoevelaar (1628 - 1707)                                    | 01-05-1666       | 30-04-1693       | Overijssel, Twente, Ridderschap van Overijssel                                                              | Beëindiging wegens de Frans-Münsterse bezetting van Overijssel. | Repertorium Ambtsdragers en Ambtenaren 1428-1861, oorspronkelijke bron persoonsgegevens: Mensema, A.J., De ridderschap van Overijssel 1460-1795 (3 dln., Zwolle 1993) III, 507. |
| Johan Meerman (1624 - 1675)                                                         | 01-05-1667       | 30-04-1670       | Holland, Leiden                                                                                             | | Repertorium Ambtsdragers en Ambtenaren 1428-1861, oorspronkelijke bron persoonsgegevens: Prak, M., Gezeten burgers. De elite in een Hollandse stad. Leiden 1700-1780 (Amsterdam 1985) 402. |
| Gerard Colterman (1632 - 1670)                                                      | 01-05-1667       | 30-04-1670       | Holland, Haarlem                                                                                            | Door Van Leeuwen (zie institutionele toelichting) ten onrechte aangeduid als 'Johan Colterman'. | Repertorium Ambtsdragers en Ambtenaren 1428-1861, oorspronkelijke bron persoonsgegevens: Jaarboek Centraal Bureau voor Genealogie en het Iconographisch Bureau ('s-Gravenhage 1947-) 9 (1955) 114. |
| Heringa ( - )                                                                       | 01-05-1667       | 30-04-1670       | Friesland, Steden                                                                                           | | Repertorium Ambtsdragers en Ambtenaren 1428-1861, oorspronkelijke bron persoonsgegevens: |
| Johan Gerritsz. van Egmond van de Nijenburg (1618 - 1712)                           | 01-05-1667       | 30-04-1676       | Holland, Alkmaar                                                                                            | | Repertorium Ambtsdragers en Ambtenaren 1428-1861, oorspronkelijke bron persoonsgegevens: Bruinvis, C.W., De Alkmaarsche vroedschap tot 1795 (Z.pl., z.d.) 15. |
| Lambert Berend van Oer tot Buckhorst (1609 - 1672)                                  | 01-05-1668       | 29-09-1672       | Overijssel, Salland, Ridderschap van Overijssel                                                             | Beëindiging wegens de Frans-Münsterse bezetting van Overijssel. | Repertorium Ambtsdragers en Ambtenaren 1428-1861, oorspronkelijke bron persoonsgegevens: Mensema, A.J., De ridderschap van Overijssel 1460-1795 (3 dln., Zwolle 1993) III, 452. |
| Sjuck Aebinga van Humalda ( - 1679)                                                 | 01-05-1669       | 30-04-1671       | Friesland, Oostergo                                                                                         | | Repertorium Ambtsdragers en Ambtenaren 1428-1861, oorspronkelijke bron persoonsgegevens: Haan Hettema, M. de en A. van Halmael, Stamboek van den Frieschen, vroegeren en lateren, adel (2 dln., Leeuwarden 1846) I, 3 en II, 3. |
| Reinier Gansneb genaamd Tengnagel (1624 - 1678)                                     | 01-05-1669       | 29-09-1672       | Overijssel, Kampen                                                                                          | Beëindiging wegens de Frans-Münsterse bezetting van Overijssel. | Repertorium Ambtsdragers en Ambtenaren 1428-1861, oorspronkelijke bron persoonsgegevens: Doorninck, J. van, Geslachtkundige aanteekeningen ten aanzien van de gecommitteerden ten landdage van Overijssel zedert 1610-1794 met eenige berigten omtrent de voormalige havezathen in dat gewest (Deventer 1869) 518.                          |
| Daniel Oem van Wijngaarden (1619 - 1688)                                            | 10-1669          | 09-12-1688       | Holland, Ridderschap van Holland                                                                            | De exacte aanvangsdatum werd niet in de index op de resoluties van de Staten van Holland aangetroffen (zie institutionele toelichting). Beëindigd door overlijden. | Repertorium Ambtsdragers en Ambtenaren 1428-1861, oorspronkelijke bron persoonsgegevens: Ablaing van Giessenburg, W.J. d', De ridderschap van Holland (manuscript Centraal Bureau voor Genealogie Den Haag 1850) 107. |
| Sjoerd Sjoerdsen Potter ( - )                                                       | 01-05-1670       | 30-04-1672       | Friesland, Steden                                                                                           | | Repertorium Ambtsdragers en Ambtenaren 1428-1861, oorspronkelijke bron persoonsgegevens: |
| Paulus Jacob van Gemmenich ( - 1687)                                                | 01-05-1670       | 30-04-1672       | Friesland, Steden                                                                                           | Vijfde ordinaris gedeputeerde. | Repertorium Ambtsdragers en Ambtenaren 1428-1861, oorspronkelijke bron persoonsgegevens: Nationaal Archief archief Staten-Generaal, inv. nr. 12278, f. 64. |
| Meijndert Merens (1622 - 1681)                                                      | 01-05-1670       | 30-04-1673       | Holland, Hoorn                                                                                              | | Repertorium Ambtsdragers en Ambtenaren 1428-1861, oorspronkelijke bron persoonsgegevens: Bossaers, K.W.J.M., `Van kintsbeen aan ten staatkunde opgewassen'. Bestuur en bestuurders van het Noorderkwartier in de achttiende eeuw ('s-Gravenhage 1996) [Bijlagen] 238.                                                                       |
| Cornelis Alewijnsz. Teresteyn van Halewijn (1641 - 1701)                            | 21-03-1670       | 30-04-1693       | Holland, Dordrecht - Holland                                                                                | Beëindiging wegens benoeming tot gedeputeerde ter Staten-Generaal. - Ontslag uit functies tezamen met broer Simon wegens geheime onderhandelingen met Franse ministers. | Repertorium Ambtsdragers en Ambtenaren 1428-1861, oorspronkelijke bron persoonsgegevens: Dalen, J.L. van, Geschiedenis van Dordrecht (2 dln., Dordrecht 1931) I, 213. |
| Henrick ter Borch (1634 - 1680)                                                     | 01-05-1671       | 1680             | Overijssel, Deventer                                                                                        | Benoeming door de Staten van Overijssel op 16 juni. - Beëindigd door overlijden. | Repertorium Ambtsdragers en Ambtenaren 1428-1861, oorspronkelijke bron persoonsgegevens: Doorninck, J. van, Geslachtkundige aanteekeningen ten aanzien van de gecommitteerden ten landdage van Overijssel zedert 1610-1794 met eenige berigten omtrent de voormalige havezathen in dat gewest (Deventer 1869) 526.                          |
| IJsbrand van Vierssen (1632 - )                                                     | 01-05-1671       | 30-04-1675       | Friesland, Oostergo                                                                                         | Beëindiging mogelijk eerder door overlijden. | Repertorium Ambtsdragers en Ambtenaren 1428-1861, oorspronkelijke bron persoonsgegevens: Wapenheraut, De ('s-Gravenhage 1897-1920) 11 (1907) 397. |
| Gosen Hogers (1636 - 1676)                                                          | 01-05-1672       | 29-09-1672       | Overijssel, Deventer                                                                                        | Beëindiging wegens de Frans-Münsterse bezetting van Overijssel. | Repertorium Ambtsdragers en Ambtenaren 1428-1861, oorspronkelijke bron persoonsgegevens: Dumbar, G., Kerkelyk en wereltlyk Deventer (2 dln., Deventer 1732 en 1788) I, 103-104. |
| Pieter de Groot (1615 - 1678)                                                       | 13-06-1672       | 14-09-1672       | Holland, Rotterdam                                                                                          | Beëindiging wegens ontslag uit de vroedschap van Rotterdam. | Repertorium Ambtsdragers en Ambtenaren 1428-1861, oorspronkelijke bron persoonsgegevens: Engelbrecht, E.A., De vroedschap van Rotterdam, 1572-1795 (Rotterdam 1973) 223. |
| Binnert Heringa Sirtema van Grovestins (1641 - 1696)                                | 1672             |                  | Friesland                                                                                                   | Alleen bekend uit O. Vries e.a., De heeren van den raede. Biografieën en groepsportret van de raadsheren van het hof van Friesland, 1499-1811 (Hilversum 1999) 312. Mogelijk extraordinaris gedeputeerde. | Repertorium Ambtsdragers en Ambtenaren 1428-1861, oorspronkelijke bron persoonsgegevens: Baerdt van Sminia, H., Nieuwe naamlijst van grietmannen van de vroegste tijden af tot het jaar 1795, met eenige geschiedkundige aanteekeningen (Leeuwarden 1837) 52.                                                                               |
| Gaspar Fagel (1634 - 1688)                                                          | 20-08-1672       | 15-12-1688       | Holland | | Repertorium Ambtsdragers en Ambtenaren 1428-1861, oorspronkelijke bron persoonsgegevens: Jaarboek Centraal Bureau voor Genealogie en het Iconographisch Bureau ('s-Gravenhage 1947-) 29 (1975) 219. |
| Jacob van der Graef (1635 - 1684)                                                   | 1672             | 30-04-1673       | Holland, Gouda                                                                                              | | Repertorium Ambtsdragers en Ambtenaren 1428-1861, oorspronkelijke bron persoonsgegevens: Geselschap, J., Alfabetische naamlijst van de vroedschap van Gouda, 1559-1795 (Gouda 1975) 5. |
| Matthijs Michielsz. Pompe (1622 - 1679)                                             | 01-05-1673       | 30-04-1676       | Holland, Dordrecht                                                                                          | | Repertorium Ambtsdragers en Ambtenaren 1428-1861, oorspronkelijke bron persoonsgegevens: Balen, Matthys, Beschryvinge der stad Dordrecht (Dordrecht 1678) 1187. |
| Anne Tijmens ( - )                                                                  | 01-05-1673       | 30-04-1676       | Friesland, Steden                                                                                           | | Repertorium Ambtsdragers en Ambtenaren 1428-1861, oorspronkelijke bron persoonsgegevens: |
| Coenraed van Beuningen (1622 - 1693)                                                | 01-05-1673       | 25-03-1683       | Holland, Amsterdam                                                                                          | Beëindiging wegens benoeming tot burgemeester van Amsterdam. | Repertorium Ambtsdragers en Ambtenaren 1428-1861, oorspronkelijke bron persoonsgegevens: Elias, J.E., De vroedschap van Amsterdam, 1578-1795 (2 dln., Haarlem 1903-1905) I, 512. |
| Cornelis Cornelisz. Onderwater (1616 - 1680)                                        | 01-05-1673       | 30-04-1676       | Holland, Delft                                                                                              | | Repertorium Ambtsdragers en Ambtenaren 1428-1861, oorspronkelijke bron persoonsgegevens: Boitet, Reinier, Beschryving der stadt Delft (Delft 1729) en 89. |
| Hector Epeusz. van Glinstra (1647 - 1705)                                           | 01-05-1675       | 30-04-1689       | Friesland, Steden - Friesland, Oostergo                                                                     | Vijfde ordinaris gedeputeerde. De overlap tussen de zitting in de Staten-Generaal en Gedeputeerde Staten van Friesland is vooralsnog onverklaarbaar. De lijsten van beide colleges door Engels (zie institutionele toelichtingen) lijken er echter geen twijfel over te laten bestaan dat het hier om dezelfde persoon gaat. | Repertorium Ambtsdragers en Ambtenaren 1428-1861, oorspronkelijke bron persoonsgegevens: Baerdt van Sminia, H., Nieuwe naamlijst van grietmannen van de vroegste tijden af tot het jaar 1795, met eenige geschiedkundige aanteekeningen (Leeuwarden 1837) 134.                                                                              |
| Gerhard Sloet tot Oldenhof en Singraven (1606 - 1681)                               | 1675             | 12-11-1681       | Overijssel, Vollenhove, Ridderschap van Overijssel                                                          | Schilder (zie institutionele toelichting) plaatst deze functie bij Gerrit Sloet jr. (1638-1722, elders in deze database), als onderdeel van diens zittingstermijn 1675-1708). Blijkens A.J. Mensema, De ridderschap van Overijssel 1460-1795 3 (Zwolle 1993) 449 en 528 zat senior van 1675-1681 en junior daarna. Beëindigd door overlijden. | Repertorium Ambtsdragers en Ambtenaren 1428-1861, oorspronkelijke bron persoonsgegevens: Mensema, A.J., De ridderschap van Overijssel 1460-1795 (3 dln., Zwolle 1993) III, 449. |
| Joan Hendrik Crull (1616 - 1694)                                                    | 1675             | 18-10-1693       | Overijssel, Zwolle                                                                                          | Schilder (zie institutionele toelichting) geeft onjuist aanvangsjaar 1665. | Repertorium Ambtsdragers en Ambtenaren 1428-1861, oorspronkelijke bron persoonsgegevens: Doorninck, J. van, Geslachtkundige aanteekeningen ten aanzien van de gecommitteerden ten landdage van Overijssel zedert 1610-1794 met eenige berigten omtrent de voormalige havezathen in dat gewest (Deventer 1869) 522.                          |
| Daniel van Santen (1628 - 1676)                                                     | 1675             | 1676             | Overijssel, Kampen                                                                                          | Beëindigd door overlijden. | Repertorium Ambtsdragers en Ambtenaren 1428-1861, oorspronkelijke bron persoonsgegevens: Doorninck, J. van, Geslachtkundige aanteekeningen ten aanzien van de gecommitteerden ten landdage van Overijssel zedert 1610-1794 met eenige berigten omtrent de voormalige havezathen in dat gewest (Deventer 1869) 529.                          |
| Herman van der Meer (1633 - 1679)                                                   | 01-05-1676       | 30-04-1678       | Holland, Leiden                                                                                             | | Repertorium Ambtsdragers en Ambtenaren 1428-1861, oorspronkelijke bron persoonsgegevens: Prak, M., Gezeten burgers. De elite in een Hollandse stad. Leiden 1700-1780 (Amsterdam 1985) 401. |
| Pieter van Hecke ( - )                                                              | 14-03-1676       | 1710             | Zeeland, Vlissingen                                                                                         | Het exacte eindjaar is niet bekend, was in 1710 nog in functie. | Repertorium Ambtsdragers en Ambtenaren 1428-1861, oorspronkelijke bron persoonsgegevens: Jaarboek Centraal Bureau voor Genealogie en het Iconographisch Bureau ('s-Gravenhage 1947-) 2 (1948) 21. |
| Pieter Duvelaer (1647 - 1703)                                                       | 14-03-1676       | 19-09-1678       | Zeeland, Middelburg                                                                                         | Aanvangsdatum: benoeming door de Staten van Zeeland. | Repertorium Ambtsdragers en Ambtenaren 1428-1861, oorspronkelijke bron persoonsgegevens: Bijl, M. van der, Idee en interest. Voorgeschiedenis, verloop en achtergronden van de politieke twisten in Zeeland en vooral in Middelburg tussen 1702 en 1715 (Groningen 1981) Bijlage V.                                                         |
| Heemstra ( - )                                                                      | 01-05-1676       | 30-04-1679       | Friesland, Steden                                                                                           | | Repertorium Ambtsdragers en Ambtenaren 1428-1861, oorspronkelijke bron persoonsgegevens: |
| Isaac Pauw (1618 - 1690)                                                            | 01-05-1676       | 30-04-1685       | Holland, Enkhuizen                                                                                          | | Repertorium Ambtsdragers en Ambtenaren 1428-1861, oorspronkelijke bron persoonsgegevens: Elias, J.E., De vroedschap van Amsterdam, 1578-1795 (2 dln., Haarlem 1903-1905) I, 196. |
| Jacob Augustynsz. Steyn (1606 - 1679)                                               | 01-05-1676       | 30-04-1679       | Holland, Haarlem                                                                                            | | Repertorium Ambtsdragers en Ambtenaren 1428-1861, oorspronkelijke bron persoonsgegevens: Jaarboek Centraal Bureau voor Genealogie en het Iconographisch Bureau ('s-Gravenhage 1947-) 9 (1955) 109. |
| Jacob Verheije (1640 - 1718)                                                        | 25-02-1677       | 25-01-1683       | Zeeland, Zierikzee                                                                                          | Aanvangsdatum: benoeming door de Staten van Zeeland. De einddatum is afgeleid van zijn benoeming als secretaris van de Staten van Zeeland. Wordt in ieder geval in een resolutie van de Staten van Zeeland van 25 september 1687 niet meer genoemd onder de ordinaris gedeputeerden. | Repertorium Ambtsdragers en Ambtenaren 1428-1861, oorspronkelijke bron persoonsgegevens: Lyst der edele mogende heeren gecommitteerde raaden van Zeeland, sedert de opregting van het collegie in het jaar 1578, en der ministers van die provintie (z.d., z.p.) 28.                                                                        |
| Hobbe Esaias van Aylva (1645 - 1692)                                                | 01-05-1677       | 30-04-1680       | Friesland, Oostergo                                                                                         | | Repertorium Ambtsdragers en Ambtenaren 1428-1861, oorspronkelijke bron persoonsgegevens: Haan Hettema, M. de en A. van Halmael, Stamboek van den Frieschen, vroegeren en lateren, adel (2 dln., Leeuwarden 1846) I, 12 en II, 11. |
| Everhard Ram (1614 - 1681)                                                          | 1677             | 1681             | Overijssel, Kampen                                                                                          | Beëindigd door overlijden. | Repertorium Ambtsdragers en Ambtenaren 1428-1861, oorspronkelijke bron persoonsgegevens: Doorninck, J. van, Geslachtkundige aanteekeningen ten aanzien van de gecommitteerden ten landdage van Overijssel zedert 1610-1794 met eenige berigten omtrent de voormalige havezathen in dat gewest (Deventer 1869) 527.                          |
| Johan Becker ( - 1708)                                                              | 20-09-1678       | 09-1708          | Zeeland, Middelburg                                                                                         | Aanvangsdatum: benoeming door de Staten van Zeeland. Beëindigd door overlijden tussen 16 augustus en 24 september. | Repertorium Ambtsdragers en Ambtenaren 1428-1861, oorspronkelijke bron persoonsgegevens: Notulen van de Staten van Zeeland (gedrukt) 1708, f. 289. |
| Diderik van Leyden van Leeuwen (1628 - 1682)                                        | 01-05-1678       | 30-04-1679       | Holland, Leiden                                                                                             | | Repertorium Ambtsdragers en Ambtenaren 1428-1861, oorspronkelijke bron persoonsgegevens: Nederland's Adelsboek ('s-Gravenhage 1903-) 87 (1998) 249. |
| François van Bredehoff (1648 - 1721)                                                | 01-05-1679       | 30-04-1700       | Holland, Hoorn                                                                                              | | Repertorium Ambtsdragers en Ambtenaren 1428-1861, oorspronkelijke bron persoonsgegevens: Bonke, Hans en Katja Bossaers, Heren investeren. De bewindhebbers van de West-Friese kamers van de VOC (Haarlem/Hoorn/Enkhuizen 2002) 143. |
| Cornelis Moeringh (1634 - 1696)                                                     | 01-05-1679       | 30-04-1682       | Holland, Gouda                                                                                              | | Repertorium Ambtsdragers en Ambtenaren 1428-1861, oorspronkelijke bron persoonsgegevens: Jong, J.J. de, Met goed fatsoen. De elite in een Hollandse stad: Gouda, 1700-1780 (Amsterdam 1985) 363. |
| Jan Lolckes Suiderbaen ( - 1680)                                                    | 01-05-1679       | 1680             | Friesland, Steden                                                                                           | Beëindigd door overlijden vóór 28 mei. | Repertorium Ambtsdragers en Ambtenaren 1428-1861, oorspronkelijke bron persoonsgegevens: Tresoar Stadhouderlijk archief, inv. nr. 361, jaar 1680. |
| Jacob de Brauw (1604 - 1680)                                                        | 01-05-1679       | 22-12-1680       | Holland, Rotterdam                                                                                          | Deze termijn hoort volgens de index op de resoluties van de Staten van Holland (zie institutionele toelichting) bij 'Jacob Muys de Brauw', die echter blijkens E.A. Engelbrecht, De vroedschap van Rotterdam, 1572-1795 (Rotterdam 1973) 253 pas in 1681 in de vroedschap van Rotterdam komt. Beëindigd door overlijden. | Repertorium Ambtsdragers en Ambtenaren 1428-1861, oorspronkelijke bron persoonsgegevens: Engelbrecht, E.A., De vroedschap van Rotterdam, 1572-1795 (Rotterdam 1973) 235. |
| Barent (Fleins?) van Sevenaar ( - 1687)                                             | 05-06-1680       | 30-04-1683       | Friesland, Steden                                                                                           | Mogelijk vijfde ordinaris gedeputeerde. - Aanvangsdatum: benoeming door de stadhouder van Friesland. | Repertorium Ambtsdragers en Ambtenaren 1428-1861, oorspronkelijke bron persoonsgegevens: Raad van State 450 jaar. Repertorium ('s-Gravenhage 1983) 149. |
| Marinus van Vrijberghe (1657 - 1711)                                                | 24-02-1680       | 1711             | Zeeland, Tholen                                                                                             | Aanvangsdatum: benoeming door de Staten van Zeeland. - Neemt afscheid van de raad op 5 juni 1698 wegens vertrek naar Engeland, maar blijft blijkbaar raadsheer, want neemt pas 25 juni 1705 definitief afscheid wegens benoeming tot gedeputeerde ter Staten-Generaal. | Repertorium Ambtsdragers en Ambtenaren 1428-1861, oorspronkelijke bron persoonsgegevens: Nagtglas, F., Levensberichten van Zeeuwen (2 dln., Middelburg 1890-1893) II, 904. |
| Epe van Aylva (1650 - 1720)                                                         | 01-05-1680       | 30-04-1713       | Friesland - Friesland, Oostergo                                                                             | Commissie door de Staten van Friesland op 23 september. - Mogelijk extraordinaris gedeputeerde. | Repertorium Ambtsdragers en Ambtenaren 1428-1861, oorspronkelijke bron persoonsgegevens: Haan Hettema, M. de en A. van Halmael, Stamboek van den Frieschen, vroegeren en lateren, adel (2 dln., Leeuwarden 1846) I, 10 en II, 10. |
| Adriaan Boon (1653 - 1693)                                                          | 1681             | 30-04-1682       | Holland, Rotterdam                                                                                          | | Repertorium Ambtsdragers en Ambtenaren 1428-1861, oorspronkelijke bron persoonsgegevens: Engelbrecht, E.A., De vroedschap van Rotterdam, 1572-1795 (Rotterdam 1973) 253. |
| Gisbert Cuper (1644 - 1716)                                                         | 1681             | 30-04-1694       | Overijssel, Deventer                                                                                        | | Repertorium Ambtsdragers en Ambtenaren 1428-1861, oorspronkelijke bron persoonsgegevens: Doorninck, J. van, Geslachtkundige aanteekeningen ten aanzien van de gecommitteerden ten landdage van Overijssel zedert 1610-1794 met eenige berigten omtrent de voormalige havezathen in dat gewest (Deventer 1869) 544.                          |
| Bavius Nauta ( - )                                                                  | 01-05-1681       |                  | Friesland                                                                                                   | Commissie door de Staten van Friesland op 7 mei. Komt niet voor in de lijst van Engels (zie institutionele toelichting). | Repertorium Ambtsdragers en Ambtenaren 1428-1861, oorspronkelijke bron persoonsgegevens: |
| Gerrit Sloet tot Oldenhof (1638 - 1722)                                             | 1681             | 30-04-1708       | Overijssel, Vollenhove, Ridderschap van Overijssel                                                          | Zittingstermijn in Schilder (zie institutionele toelichting) 1675-1708. Blijkens A.J. Mensema, De ridderschap van Overijssel 1460-1795 3 (Zwolle 1993) 449 en 528 echter zat Gerhard Sloet senior (1606-1681, elders in deze database) van 1675-1681 en junior daarna. | Repertorium Ambtsdragers en Ambtenaren 1428-1861, oorspronkelijke bron persoonsgegevens: Mensema, A.J., De ridderschap van Overijssel 1460-1795 (3 dln., Zwolle 1993) III, 528. |
| Tjaert van Aylva (1647 - 1715)                                                      | 01-05-1681       | 30-04-1683       | Friesland, Oostergo                                                                                         | | Repertorium Ambtsdragers en Ambtenaren 1428-1861, oorspronkelijke bron persoonsgegevens: Haan Hettema, M. de en A. van Halmael, Stamboek van den Frieschen, vroegeren en lateren, adel (2 dln., Leeuwarden 1846) I, 10 en II, 10. |
| Caspar Hendrik Lemker (1656 - 1707)                                                 | 1681             | 1694             | Overijssel, Kampen                                                                                          | Beëindiging waarschijnlijk wegens benoeming tot griffier van Gedeputeerde Staten van Overijssel. | Repertorium Ambtsdragers en Ambtenaren 1428-1861, oorspronkelijke bron persoonsgegevens: Doorninck, J. van, Geslachtkundige aanteekeningen ten aanzien van de gecommitteerden ten landdage van Overijssel zedert 1610-1794 met eenige berigten omtrent de voormalige havezathen in dat gewest (Deventer 1869) 546.                          |
| Mattheus van den Broucke ( - )                                                      | 01-05-1682       | 30-04-1684       | Holland, Dordrecht                                                                                          | De reden van beëindiging is onbekend. | Repertorium Ambtsdragers en Ambtenaren 1428-1861, oorspronkelijke bron persoonsgegevens: Dalen, J.L. van, Geschiedenis van Dordrecht (2 dln., Dordrecht 1931) I, 212. |
| Johan van Haersolte tot Kranenburg (1644 - 1716)                                    | 01-05-1682       | 30-04-1696       | Friesland, Westergo - Friesland, Steden                                                                     | Zitting voor Westergo onzeker. - Van 1682 tot 1685 mogelijk vijfde ordinaris gedeputeerde. | Repertorium Ambtsdragers en Ambtenaren 1428-1861, oorspronkelijke bron persoonsgegevens: Mensema, A.J., De ridderschap van Overijssel 1460-1795 (3 dln., Zwolle 1993) III, 563. |
| Arent Reyersz. van der Burch (1621 - 1691)                                          | 01-05-1682       | 30-04-1685       | Holland, Delft                                                                                              | | Repertorium Ambtsdragers en Ambtenaren 1428-1861, oorspronkelijke bron persoonsgegevens: Boitet, Reinier, Beschryving der stadt Delft (Delft 1729) 87 en 89. |
| Nicolaes Cornelisz. Witsen (1641 - 1717)                                            | 26-03-1683       | 04-04-1701       | Holland, Amsterdam                                                                                          | Beëindiging vermoedelijk wegens benoeming tot burgemeester. - Aanvangsdatum: benoeming door de Staten van Holland. | Repertorium Ambtsdragers en Ambtenaren 1428-1861, oorspronkelijke bron persoonsgegevens: Elias, J.E., De vroedschap van Amsterdam, 1578-1795 (2 dln., Haarlem 1903-1905) I, 544. |
| Wibrand van Jongestal ( - )                                                         | 01-05-1683       | 30-04-1689       | Friesland, Oostergo                                                                                         | Zat waarschijnlijk twee termijnen aaneen, hoewel uit 1686 geen aanstelling voor Oostergo bekend is. | Repertorium Ambtsdragers en Ambtenaren 1428-1861, oorspronkelijke bron persoonsgegevens: |
| Gellius Wybrandus van Jongestal (1653 - 1688)                                       | 01-05-1683       | 23-03-1688       | Friesland, Oostergo                                                                                         | Onzeker bij deze persoon, de lijst van Engels (zie institutionele toelichting) geeft alleen voornaam 'Wibrand'. Een persoon met deze naam komt echter in de genealogie in Montanus de Haan Hettema en Arent Van Halmael, Stamboek van den Frieschen, vroegeren en lateren, adel 1 (Leeuwarden 1846) 148 niet voor. Zat waarschijnlijk twee termijnen aaneen, omdat pas in 1688 weer een aanstelling voor Oostergo bekend is. Beëindiging waarschijnlijk door overlijden. | Repertorium Ambtsdragers en Ambtenaren 1428-1861, oorspronkelijke bron persoonsgegevens: Baerdt van Sminia, H., Nieuwe naamlijst van grietmannen van de vroegste tijden af tot het jaar 1795, met eenige geschiedkundige aanteekeningen (Leeuwarden 1837) 310.                                                                              |
| Willem van Brandwijk (1626 - 1696)                                                  | 01-05-1684       | 30-04-1685       | Holland, Dordrecht                                                                                          | Benoeming door de Staten van Holland op 6 mei. | Repertorium Ambtsdragers en Ambtenaren 1428-1861, oorspronkelijke bron persoonsgegevens: Dalen, J.L. van, Geschiedenis van Dordrecht (2 dln., Dordrecht 1931) I, 211. |
| Johan van den Bergh (1626 - 1693)                                                   | 01-05-1685       | 30-04-1688       | Holland, Leiden                                                                                             | | Repertorium Ambtsdragers en Ambtenaren 1428-1861, oorspronkelijke bron persoonsgegevens: Prak, M., Gezeten burgers. De elite in een Hollandse stad. Leiden 1700-1780 (Amsterdam 1985) 374. |
| Aernout Druyvesteyn (1641 - 1698)                                                   | 01-05-1685       | 30-04-1688       | Holland, Haarlem                                                                                            | Benoeming door de Staten van Holland op 2 juni. | Repertorium Ambtsdragers en Ambtenaren 1428-1861, oorspronkelijke bron persoonsgegevens: Algemeen Nederlandsch Familieblad (1883-1905) 4 (1887) 45. |
| Willem van Haren (1655 - 1728)                                                      | 1685             | 1705             | Friesland - Friesland, Oostergo                                                                             | Zitting voor Westergo of Zevenwolden (als ordinaris of vijfde ordinaris gedeputeerde). - Onzeker bij deze persoon. De functie werd mogelijk uitgeoefend door zijn naamgenoot (1626-1708, elders in deze database). - Mogelijk extraordinaris gedeputeerde. - Onzeker bij deze persoon. De functie werd mogelijk uitgeoefend door zijn naamgenoot (1626-1708). Mogelijk extraordinaris gedeputeerde. | Repertorium Ambtsdragers en Ambtenaren 1428-1861, oorspronkelijke bron persoonsgegevens: Baerdt van Sminia, H., Nieuwe naamlijst van grietmannen van de vroegste tijden af tot het jaar 1795, met eenige geschiedkundige aanteekeningen (Leeuwarden 1837) 320.                                                                              |
| Borchard Joost van Welvelde tot Arendshorst (1642 - 1710)                           | 01-05-1685       | 30-04-1705       | Overijssel, Salland, Ridderschap van Overijssel                                                             | | Repertorium Ambtsdragers en Ambtenaren 1428-1861, oorspronkelijke bron persoonsgegevens: Mensema, A.J., De ridderschap van Overijssel 1460-1795 (3 dln., Zwolle 1993) III, 544. |
| Theodorus Stansius ( - )                                                            | 01-05-1686       | 30-04-1688       | Friesland, Steden                                                                                           | | Repertorium Ambtsdragers en Ambtenaren 1428-1861, oorspronkelijke bron persoonsgegevens: |
| Hendrik Bentinck tot Werkeren (1635 - 1692)                                         | 01-05-1687       | 1692             | Overijssel, Salland, Ridderschap van Overijssel                                                             | Beëindigd door overlijden. | Repertorium Ambtsdragers en Ambtenaren 1428-1861, oorspronkelijke bron persoonsgegevens: Mensema, A.J., De ridderschap van Overijssel 1460-1795 (3 dln., Zwolle 1993) III, 521. |
| Oene van Grovestins ( - )                                                           | 1687             | 1687             | Friesland                                                                                                   | Mogelijk extraordinaris gedeputeerde. | Repertorium Ambtsdragers en Ambtenaren 1428-1861, oorspronkelijke bron persoonsgegevens: |
| Michiel ten Hove (1640 - 1689)                                                      | 1688             | 24-03-1689       | Holland | | Repertorium Ambtsdragers en Ambtenaren 1428-1861, oorspronkelijke bron persoonsgegevens: Aa, A.J. van der, Biographisch woordenboek der Nederlanden (12 dln., Haarlem 1852-1878) VI, 419. |
| Donatus van Groenendijk (1623 - 1698)                                               | 01-05-1688       | 30-04-1691       | Holland, Gouda                                                                                              | | Repertorium Ambtsdragers en Ambtenaren 1428-1861, oorspronkelijke bron persoonsgegevens: Jong, J.J. de, Met goed fatsoen. De elite in een Hollandse stad: Gouda, 1700-1780 (Amsterdam 1985) 346. |
| Johan Massis ( - 1701)                                                              | 01-05-1688       | 30-04-1691       | Holland, Rotterdam                                                                                          | | Repertorium Ambtsdragers en Ambtenaren 1428-1861, oorspronkelijke bron persoonsgegevens: Engelbrecht, E.A., De vroedschap van Rotterdam, 1572-1795 (Rotterdam 1973) 241. |
| Johan Abraham van Schuurman (1655 - 1731)                                           | 01-05-1689       | 1728             | Friesland, Steden - Friesland, Zevenwolden                                                                  | Vijfde ordinaris gedeputeerde. Tresoar, stadhouderlijk archief, inv. nr. 361 (zie institutionele toelichting) geeft voorletter 'A'. De enig bekende persoon met deze voorletter die bestuurlijk actief was, was Abraham van Schuurman (de vader van Johan Abraham). Gezien zijn geboortejaar 1595 is het onwaarschijnlijk dat hij in 1689 nog leefde. - Vijfde ordinaris gedeputeerde. Aanvangsdatum: benoeming door de stadhouder. Volgt de overleden Portz op. - Vijfde ordinaris gedeputeerde. - Benoeming door de stadhouder van Friesland op 18 november. | Repertorium Ambtsdragers en Ambtenaren 1428-1861, oorspronkelijke bron persoonsgegevens: Haan Hettema, M. de en A. van Halmael, Stamboek van den Frieschen, vroegeren en lateren, adel (2 dln., Leeuwarden 1846) II, 86. |
| Jacob baron van Wassenaer (1649 - 1707)                                             | 22-04-1689       | 02-06-1695       | Holland, Ridderschap van Holland                                                                            | Aanvangsdatum: benoeming door de Staten van Holland. Nationaal Archief, Archief Fagel, inv. nr. 889 geeft 1688 als jaar van aanvang. | Repertorium Ambtsdragers en Ambtenaren 1428-1861, oorspronkelijke bron persoonsgegevens: Nederland's Adelsboek ('s-Gravenhage 1903-) 46 (1953) 238. |
| Anthonie Heinsius (1641 - 1720)                                                     | 25-06-1689       | 03-08-1720       | Holland | Ambt uit hoofde van zijn functie als raadpensionaris van Holland. Beëindigd door overlijden. | Repertorium Ambtsdragers en Ambtenaren 1428-1861, oorspronkelijke bron persoonsgegevens: Jaarboek Centraal Bureau voor Genealogie en het Iconographisch Bureau ('s-Gravenhage 1947-) 29 (1975) 223. |
| Jacob van der Waeyen (1666 - 1743)                                                  | 01-05-1689       | 30-04-1737       | Friesland, Westergo - Friesland - Friesland, Zevenwolden - Friesland, Oostergo                              | Mogelijk extraordinaris gedeputeerde. | Repertorium Ambtsdragers en Ambtenaren 1428-1861, oorspronkelijke bron persoonsgegevens: Baerdt van Sminia, H., Nieuwe naamlijst van grietmannen van de vroegste tijden af tot het jaar 1795, met eenige geschiedkundige aanteekeningen (Leeuwarden 1837) 310.                                                                              |
| Julius Schelto van Aitzema ( - )                                                    | 01-05-1690       | 31-10-1698       | Friesland - Friesland, Steden                                                                               | Het is onzeker dat deze functie bij deze persoon hoort, Tresoar, archief Staten van Friesland 1580-1795, inv. nr. 2585 (zie institutionele toelichting) geeft geen voornamen. - Mogelijk extraordinaris gedeputeerde. | Repertorium Ambtsdragers en Ambtenaren 1428-1861, oorspronkelijke bron persoonsgegevens: |
| Jeronimus de Haze de Georgio (1651 - 1725)                                          | 01-05-1691       | 30-04-1703       | Holland, Amsterdam                                                                                          | Aanvangsdatum: benoeming door de Staten van Holland. | Repertorium Ambtsdragers en Ambtenaren 1428-1861, oorspronkelijke bron persoonsgegevens: Elias, J.E., De vroedschap van Amsterdam, 1578-1795 (2 dln., Haarlem 1903-1905) II, 599. |
| Johan Kien (1638 - 1701)                                                            | 01-05-1691       | 30-04-1694       | Holland, Alkmaar                                                                                            | | Repertorium Ambtsdragers en Ambtenaren 1428-1861, oorspronkelijke bron persoonsgegevens: Bruinvis, C.W., De Alkmaarsche vroedschap tot 1795 (Z.pl., z.d.) 17. |
| Gerard Jansz Putmans ( - 1698)                                                      | 01-05-1691       | 30-04-1694       | Holland, Delft                                                                                              | | Repertorium Ambtsdragers en Ambtenaren 1428-1861, oorspronkelijke bron persoonsgegevens: Boitet, Reinier, Beschryving der stadt Delft (Delft 1729) 89. |
| Frederik van Schurmans ( - 1721)                                                    | 01-05-1691       | 17-11-1699       | Friesland - Friesland, Steden                                                                               | Beëindiging wegens benoeming tot commies-generaal van de convooien en licenten. - Beëindiging wegens benoeming tot ordinaris gedeputeerde ter Staten-Generaal. | Repertorium Ambtsdragers en Ambtenaren 1428-1861, oorspronkelijke bron persoonsgegevens: Nationaal Archief archief Staten-Generaal, inv. nr. 12282, f. 231v. |
| F. Sminia ( - )                                                                     | 01-05-1692       | 30-04-1695       | Friesland, Zevenwolden                                                                                      | | Repertorium Ambtsdragers en Ambtenaren 1428-1861, oorspronkelijke bron persoonsgegevens: |
| Martinus van Scheltinga (1666 - 1742)                                               | 01-05-1692       | 1716             | Friesland                                                                                                   | Mogelijk extraordinaris gedeputeerde. - Zitting voor Westergo of Zevenwolden (als ordinaris of vijfde ordinaris gedeputeerde.). - Deze functie werd mogelijk niet door hem bekleed, maar door een naamgenoot die leefde van 1656-1726 (elders in deze database). Mogelijk extraordinaris gedeputeerde. | Repertorium Ambtsdragers en Ambtenaren 1428-1861, oorspronkelijke bron persoonsgegevens: Baerdt van Sminia, H., Nieuwe naamlijst van grietmannen van de vroegste tijden af tot het jaar 1795, met eenige geschiedkundige aanteekeningen (Leeuwarden 1837) 366 en 373.                                                                       |
| Ernst Mockema van Harinxma thoe Slooten (1650 - 1725)                               | 01-05-1692       | 30-04-1693       | Friesland, Oostergo                                                                                         | | Repertorium Ambtsdragers en Ambtenaren 1428-1861, oorspronkelijke bron persoonsgegevens: Baerdt van Sminia, H., Nieuwe naamlijst van grietmannen van de vroegste tijden af tot het jaar 1795, met eenige geschiedkundige aanteekeningen (Leeuwarden 1837) 235.                                                                              |
| Adolf Hendrik van Rechteren tot Almelo (1656 - 1741)                                | 01-05-1693       | 30-04-1699       | Overijssel, Twente, Ridderschap van Overijssel                                                              | | Repertorium Ambtsdragers en Ambtenaren 1428-1861, oorspronkelijke bron persoonsgegevens: Mensema, A.J., De ridderschap van Overijssel 1460-1795 (3 dln., Zwolle 1993) III, 569. |
| Herman Jan Roelinck (1658 - 1706)                                                   | 19-10-1693       | 03-1706          | Overijssel, Zwolle                                                                                          | Aanstelling bij acte van stadhouder Willem III. Beëindiging waarschijnlijk door overlijden. | Repertorium Ambtsdragers en Ambtenaren 1428-1861, oorspronkelijke bron persoonsgegevens: Doorninck, J. van, Geslachtkundige aanteekeningen ten aanzien van de gecommitteerden ten landdage van Overijssel zedert 1610-1794 met eenige berigten omtrent de voormalige havezathen in dat gewest (Deventer 1869) 568.                          |
| Martinus van Wijckel (1652 - 1694)                                                  | 01-05-1693       | 14-03-1694       | Friesland, Oostergo                                                                                         | Beëindigd door overlijden. | Repertorium Ambtsdragers en Ambtenaren 1428-1861, oorspronkelijke bron persoonsgegevens: Baerdt van Sminia, H., Nieuwe naamlijst van grietmannen van de vroegste tijden af tot het jaar 1795, met eenige geschiedkundige aanteekeningen (Leeuwarden 1837) 156.                                                                              |
| Cornelis Pietersz. de Roovere (1648 - 1706)                                         | 01-05-1693       | 30-04-1694       | Holland, Dordrecht                                                                                          | Benoeming door de Staten van Holland op 19 mei. | Repertorium Ambtsdragers en Ambtenaren 1428-1861, oorspronkelijke bron persoonsgegevens: Dalen, J.L. van, Geschiedenis van Dordrecht (2 dln., Dordrecht 1931) I, 213. |
| Arent Lemker (1662 - 1716)                                                          | 01-05-1694       | 30-04-1705       | Overijssel, Deventer                                                                                        | | Repertorium Ambtsdragers en Ambtenaren 1428-1861, oorspronkelijke bron persoonsgegevens: Doorninck, J. van, Geslachtkundige aanteekeningen ten aanzien van de gecommitteerden ten landdage van Overijssel zedert 1610-1794 met eenige berigten omtrent de voormalige havezathen in dat gewest (Deventer 1869) 565.                          |
| Anthony van Benthem (1653 - 1703)                                                   | 01-05-1694       | 19-11-1703       | Overijssel, Kampen                                                                                          | Beëindigd door overlijden. | Repertorium Ambtsdragers en Ambtenaren 1428-1861, oorspronkelijke bron persoonsgegevens: Doorninck, J. van, Geslachtkundige aanteekeningen ten aanzien van de gecommitteerden ten landdage van Overijssel zedert 1610-1794 met eenige berigten omtrent de voormalige havezathen in dat gewest (Deventer 1869) 565.                          |
| Theodorus Schrevelius (1643 - 1704)                                                 | 01-05-1694       | 30-04-1696       | Holland, Leiden                                                                                             | M. Prak, Gezeten burgers. De elite in een Hollandse stad: Leiden 1700-1780 (Amsterdam 1985) 411 geeft eindjaar 1695, opvolger Ruijsch werd echter op 19 april 1696 door de Staten van Holland benoemd, en er is tussen beide tijdstippen geen andere benoeming bekend. | Repertorium Ambtsdragers en Ambtenaren 1428-1861, oorspronkelijke bron persoonsgegevens: Prak, M., Gezeten burgers. De elite in een Hollandse stad. Leiden 1700-1780 (Amsterdam 1985) 411. |
| Ernst van Aylva (1659 - 1714)                                                       | 01-05-1694       | 30-04-1698       | Friesland, Oostergo                                                                                         | | Repertorium Ambtsdragers en Ambtenaren 1428-1861, oorspronkelijke bron persoonsgegevens: Haan Hettema, M. de en A. van Halmael, Stamboek van den Frieschen, vroegeren en lateren, adel (2 dln., Leeuwarden 1846) I, 11 en II, 11. |
| Bruno van Vierssen (1647 - 1707)                                                    | 01-05-1694       | 30-04-1696       | Friesland, Steden                                                                                           | Vijfde ordinaris gedeputeerde. Eindjaar onzeker. | Repertorium Ambtsdragers en Ambtenaren 1428-1861, oorspronkelijke bron persoonsgegevens: Bakker, G., ‘Leden fan de Warkumer froedskip tusken 1632 en 1795’, in: idem ed., De sted Warkum (Bolsward 1967) 32-41. 36. |
| Adriaan Duyvense ( - )                                                              | 01-05-1694       | 30-04-1703       | Holland, Enkhuizen                                                                                          | | Repertorium Ambtsdragers en Ambtenaren 1428-1861, oorspronkelijke bron persoonsgegevens: |
| Pieter Schatter (1650 - 1718)                                                       | 01-05-1694       | 30-04-1697       | Holland, Haarlem                                                                                            | | Repertorium Ambtsdragers en Ambtenaren 1428-1861, oorspronkelijke bron persoonsgegevens: Jaarboek Centraal Bureau voor Genealogie en het Iconographisch Bureau ('s-Gravenhage 1947-) 9 (1955) 119 en 15 (1961) 44. |
| Frederik baron van Reede tot Renswoude (1630 - 1715)                                | 03-06-1695       | 23-04-1714       | Holland, Ridderschap van Holland                                                                            | Aanvangsdatum: benoeming door de Staten van Holland. | Repertorium Ambtsdragers en Ambtenaren 1428-1861, oorspronkelijke bron persoonsgegevens: Briefwisseling van Anthonie Heinsius 1702-1720, De, A.J. Veenendaal ed. (19 dln., 's-Gravenhage 1976-2001) I, 384. |
| Coenraad Ruijsch (1650 - 1731)                                                      | 01-05-1696       | 30-04-1697       | Holland, Leiden                                                                                             | | Repertorium Ambtsdragers en Ambtenaren 1428-1861, oorspronkelijke bron persoonsgegevens: Prak, M., Gezeten burgers. De elite in een Hollandse stad. Leiden 1700-1780 (Amsterdam 1985) 410. |
| Johan van der Does (1644 - 1704)                                                    | 01-05-1697       | 30-04-1700       | Holland, Gouda                                                                                              | | Repertorium Ambtsdragers en Ambtenaren 1428-1861, oorspronkelijke bron persoonsgegevens: Aesch, F.H.J. van, ‘De dijkgraven van de Krimpenerwaard, 1608-heden’, Historische Encyclopedie Krimpenerwaard 6 (1981), nr. 4. 13. |
| Marinus Groeninx (1655 - 1730)                                                      | 01-05-1697       | 30-04-1700       | Holland, Rotterdam                                                                                          | | Repertorium Ambtsdragers en Ambtenaren 1428-1861, oorspronkelijke bron persoonsgegevens: Engelbrecht, E.A., De vroedschap van Rotterdam, 1572-1795 (Rotterdam 1973) 270. |
| Wigbold van der Does van Noordwijk (1676 - 1725)                                    | 31-01-1697       | 20-09-1723       | Holland, Ridderschap van Holland - Ridderschap van Holland                                                  | Aanvangsdatum: benoeming door de Staten van Holland. - Aanvangsdatum: benoeming door de Staten van Holland. Beëindiging wegens benoeming tot ordinaris-gedeputeerde ter Staten-Generaal. | Repertorium Ambtsdragers en Ambtenaren 1428-1861, oorspronkelijke bron persoonsgegevens: Nieuw Nederlandsch Biografisch Woordenboek. P.C. Molhuysen en P.J. Blok ed. (10 dln., Leiden 1911-1937) VI, 441. |
| Frederick van Sminia (1664 - 1751)                                                  | 1698             | 1709             | Friesland                                                                                                   | Mogelijk extraordinaris gedeputeerde. | Repertorium Ambtsdragers en Ambtenaren 1428-1861, oorspronkelijke bron persoonsgegevens: Baerdt van Sminia, H., Nieuwe naamlijst van grietmannen van de vroegste tijden af tot het jaar 1795, met eenige geschiedkundige aanteekeningen (Leeuwarden 1837) 333.                                                                              |
| Johannes Crack van Bouricius ( - 1700)                                              | 1698             | 1698             | Friesland                                                                                                   | Mogelijk extraordinaris gedeputeerde. | Repertorium Ambtsdragers en Ambtenaren 1428-1861, oorspronkelijke bron persoonsgegevens: Baerdt van Sminia, H., Nieuwe naamlijst van grietmannen van de vroegste tijden af tot het jaar 1795, met eenige geschiedkundige aanteekeningen (Leeuwarden 1837) 339.                                                                              |
| Frederik Sirtema van Grovestins (1668 - 1730)                                       | 01-05-1698       | 30-04-1701       | Friesland, Oostergo                                                                                         | | Repertorium Ambtsdragers en Ambtenaren 1428-1861, oorspronkelijke bron persoonsgegevens: Baerdt van Sminia, H., Nieuwe naamlijst van grietmannen van de vroegste tijden af tot het jaar 1795, met eenige geschiedkundige aanteekeningen (Leeuwarden 1837) 53.                                                                               |
| Johan Ludolf Mulert tot Baeckenhagen (1654 - 1705)                                  | 01-05-1699       | 14-12-1705       | Overijssel, Twente, Ridderschap van Overijssel                                                              | Overijsselse Historische Bijdragen 104 (1989) 83 geeft onjuist aanvangsjaar 1697. Beëindigd door overlijden. | Repertorium Ambtsdragers en Ambtenaren 1428-1861, oorspronkelijke bron persoonsgegevens: Mensema, A.J., De ridderschap van Overijssel 1460-1795 (3 dln., Zwolle 1993) III, 555. |
| Hendrik Ewoutsz. van Bleyswijk (1628 - 1703)                                        | 01-05-1700       | 30-04-1703       | Holland, Delft                                                                                              | | Repertorium Ambtsdragers en Ambtenaren 1428-1861, oorspronkelijke bron persoonsgegevens: Boitet, Reinier, Beschryving der stadt Delft (Delft 1729) 88. |
| Philip van Heiringen ( - )                                                          | 01-05-1700       | 30-04-1703       | Friesland, Steden                                                                                           | Vijfde ordinaris gedeputeerde. Eindjaar onzeker. | Repertorium Ambtsdragers en Ambtenaren 1428-1861, oorspronkelijke bron persoonsgegevens: |
| Barthout Govertsz. van Slingelandt (1654 - 1711)                                    | 01-05-1700       | 30-04-1703       | Holland, Dordrecht                                                                                          | Onzeker bij deze persoon, de functie werd mogelijk bekleed door Barthout Damasz. van Slingelandt (1655-1727, elders in deze database), eveneens oudraad van Dordrecht. | Repertorium Ambtsdragers en Ambtenaren 1428-1861, oorspronkelijke bron persoonsgegevens: Algemeen Nederlandsch Familieblad (1883-1905) 1 (1883) nr. 17, 3. |
| David Constantijn baron du Tour (1657 - 1727)                                       | 01-05-1700       | 30-04-1715       | Friesland, Steden                                                                                           | Vijfde ordinaris gedeputeerde. | Repertorium Ambtsdragers en Ambtenaren 1428-1861, oorspronkelijke bron persoonsgegevens: Haan Hettema, M. de en A. van Halmael, Stamboek van den Frieschen, vroegeren en lateren, adel (2 dln., Leeuwarden 1846) I, 379 en II, 265. |
| Augustinus Lycklama à Nijeholt (1670 - 1744)                                        | 1701             | 08-1705          | Friesland                                                                                                   | Mogelijk extraordinaris gedeputeerde. | Repertorium Ambtsdragers en Ambtenaren 1428-1861, oorspronkelijke bron persoonsgegevens: Baerdt van Sminia, H., Nieuwe naamlijst van grietmannen van de vroegste tijden af tot het jaar 1795, met eenige geschiedkundige aanteekeningen (Leeuwarden 1837) 387.                                                                              |
| Adriaen Backer (1641 - 1701)                                                        | 05-04-1701       | 10-09-1701       | Holland, Amsterdam                                                                                          | Aanvangsdatum: benoeming door de Staten van Holland. Beëindigd door overlijden. | Repertorium Ambtsdragers en Ambtenaren 1428-1861, oorspronkelijke bron persoonsgegevens: Elias, J.E., De vroedschap van Amsterdam, 1578-1795 (2 dln., Haarlem 1903-1905) II, 595. |
| C. van Scheltinga ( - )                                                             | 1701             | 1704             | Friesland                                                                                                   | Mogelijk extraordinaris gedeputeerde. | Repertorium Ambtsdragers en Ambtenaren 1428-1861, oorspronkelijke bron persoonsgegevens: |
| Diederick Dicx (1650 - 1719)                                                        | 19-09-1703       | 30-04-1706       | Holland, Haarlem                                                                                            | Aanvangsdatum: benoeming door de Staten van Holland, verving Cornelis Colterman die overleed vóór sessiename. | Repertorium Ambtsdragers en Ambtenaren 1428-1861, oorspronkelijke bron persoonsgegevens: Algemeen Nederlandsch Familieblad (1883-1905) 4 (1887) 45. |
| Allard Merens (1663 - 1716)                                                         | 01-05-1703       | 30-04-1712       | Holland, Hoorn                                                                                              | | Repertorium Ambtsdragers en Ambtenaren 1428-1861, oorspronkelijke bron persoonsgegevens: Bonke, Hans en Katja Bossaers, Heren investeren. De bewindhebbers van de West-Friese kamers van de VOC (Haarlem/Hoorn/Enkhuizen 2002) 145. |
| Joost van Heemskerk (1649 - 1717)                                                   | 01-05-1703       | 30-04-1706       | Holland, Leiden                                                                                             | | Repertorium Ambtsdragers en Ambtenaren 1428-1861, oorspronkelijke bron persoonsgegevens: Prak, M., Gezeten burgers. De elite in een Hollandse stad. Leiden 1700-1780 (Amsterdam 1985) 390. |
| Johan Beeldsnijder Steenbergen (1674 - 1747)                                        | 01-05-1704       | 30-04-1743       | Overijssel, Kampen                                                                                          | | Repertorium Ambtsdragers en Ambtenaren 1428-1861, oorspronkelijke bron persoonsgegevens: Algemeen Nederlandsch Familieblad (1883-1905) 9 (1892) 265. |
| Ulbe Aylva van Burmania (1680 - 1762)                                               | 01-05-1704       | 30-04-1719       | Friesland, Oostergo                                                                                         | | Repertorium Ambtsdragers en Ambtenaren 1428-1861, oorspronkelijke bron persoonsgegevens: Baerdt van Sminia, H., Nieuwe naamlijst van grietmannen van de vroegste tijden af tot het jaar 1795, met eenige geschiedkundige aanteekeningen (Leeuwarden 1837) 33.                                                                               |
| Samuel Coninck ( - 1720)                                                            | 06-04-1705       | 1720             | Zeeland, Veere                                                                                              | Aanvangsdatum: benoeming door de Staten van Zeeland. Beëindigd door overlijden. | Repertorium Ambtsdragers en Ambtenaren 1428-1861, oorspronkelijke bron persoonsgegevens: Notulen van de Staten van Zeeland (gedrukt) 1720, f. 91. |
| Gerhard Nilant (1657 - 1713)                                                        | 01-05-1705       | 30-04-1710       | Overijssel, Deventer                                                                                        | | Repertorium Ambtsdragers en Ambtenaren 1428-1861, oorspronkelijke bron persoonsgegevens: Doorninck, J. van, Geslachtkundige aanteekeningen ten aanzien van de gecommitteerden ten landdage van Overijssel zedert 1610-1794 met eenige berigten omtrent de voormalige havezathen in dat gewest (Deventer 1869) 579.                          |
| Jan Godfried van Uterwyck tot Alerdink (1640 - 1719)                                | 01-05-1705       | 30-04-1717       | Overijssel, Salland, Ridderschap van Overijssel                                                             | | Repertorium Ambtsdragers en Ambtenaren 1428-1861, oorspronkelijke bron persoonsgegevens: Mensema, A.J., De ridderschap van Overijssel 1460-1795 (3 dln., Zwolle 1993) III, 531. |
| Sicco van Goslinga (1664 - 1731)                                                    | 1705             | 1731             | Friesland - Friesland, Oostergo - Friesland, Zevenwolden                                                    | Mogelijk extraordinaris gedeputeerde. | Repertorium Ambtsdragers en Ambtenaren 1428-1861, oorspronkelijke bron persoonsgegevens: Baerdt van Sminia, H., Nieuwe naamlijst van grietmannen van de vroegste tijden af tot het jaar 1795, met eenige geschiedkundige aanteekeningen (Leeuwarden 1837) 196.                                                                              |
| Gosewijn Theodoor baron van Coehoorn (1679 - 1737)                                  | 01-05-1706       | 30-04-1711       | Friesland - Friesland, Steden                                                                               | Mogelijk extraordinaris gedeputeerde. | Repertorium Ambtsdragers en Ambtenaren 1428-1861, oorspronkelijke bron persoonsgegevens: Haan Hettema, M. de en A. van Halmael, Stamboek van den Frieschen, vroegeren en lateren, adel (2 dln., Leeuwarden 1846) I, 87 en II, 56. |
| Cornelis de Lange (1656 - 1712)                                                     | 01-05-1706       | 30-04-1709       | Holland, Gouda                                                                                              | | Repertorium Ambtsdragers en Ambtenaren 1428-1861, oorspronkelijke bron persoonsgegevens: Jong, J.J. de, Met goed fatsoen. De elite in een Hollandse stad: Gouda, 1700-1780 (Amsterdam 1985) 355. |
| Willem van Egmond van de Nijenburgh (1654 - 1728)                                   | 01-05-1706       | 30-04-1721       | Holland, Alkmaar                                                                                            | Beëindiging wegens benoeming tot ordinaris gedeputeerde ter Staten-Generaal. | Repertorium Ambtsdragers en Ambtenaren 1428-1861, oorspronkelijke bron persoonsgegevens: Bossaers, K.W.J.M., `Van kintsbeen aan ten staatkunde opgewassen'. Bestuur en bestuurders van het Noorderkwartier in de achttiende eeuw ('s-Gravenhage 1996) [Bijlagen] 220.                                                                       |
| Theodorus Huete ( - 1712)                                                           | 01-05-1706       | 30-04-1711       | Overijssel, Zwolle                                                                                          | | Repertorium Ambtsdragers en Ambtenaren 1428-1861, oorspronkelijke bron persoonsgegevens: Doorninck, J. van, Geslachtkundige aanteekeningen ten aanzien van de gecommitteerden ten landdage van Overijssel zedert 1610-1794 met eenige berigten omtrent de voormalige havezathen in dat gewest (Deventer 1869) 587.                          |
| Johan Steenlack (1648 - 1718)                                                       | 01-05-1706       | 30-04-1709       | Holland, Rotterdam                                                                                          | | Repertorium Ambtsdragers en Ambtenaren 1428-1861, oorspronkelijke bron persoonsgegevens: Engelbrecht, E.A., De vroedschap van Rotterdam, 1572-1795 (Rotterdam 1973) 268. |
| Ernst Hendrik van Ittersum tot Oosterhof (1669 - 1733)                              | 1706             | 30-04-1711       | Overijssel, Twente, Ridderschap van Overijssel                                                              | | Repertorium Ambtsdragers en Ambtenaren 1428-1861, oorspronkelijke bron persoonsgegevens: Mensema, A.J., De ridderschap van Overijssel 1460-1795 (3 dln., Zwolle 1993) III, 598. |
| Cornelis van Geel ( - )                                                             | 25-07-1707       | 22-11-1719       | Zeeland, Goes                                                                                               | Aanvangsdatum: benoeming door de Staten van Zeeland. Beëindiging mogelijk eerder door overlijden (einddatum hier afgeleid van de aanvangsdatum van opvolger Noeij). | Repertorium Ambtsdragers en Ambtenaren 1428-1861, oorspronkelijke bron persoonsgegevens: |
| Pieter Edzart van Harinxma thoe Slooten (1682 - 1708)                               | 07-1707          | 11-02-1708       | Friesland                                                                                                   | Mogelijk extraordinaris gedeputeerde. Beëindigd door overlijden. | Repertorium Ambtsdragers en Ambtenaren 1428-1861, oorspronkelijke bron persoonsgegevens: Baerdt van Sminia, H., Nieuwe naamlijst van grietmannen van de vroegste tijden af tot het jaar 1795, met eenige geschiedkundige aanteekeningen (Leeuwarden 1837) 236.                                                                              |
| Hendrik van Isselmuden tot Zwollingerkamp (1682 - 1751)                             | 01-05-1708       | 30-04-1733       | Overijssel, Vollenhove, Ridderschap van Overijssel                                                          | Beëindiging wegens benoeming tot drost van Vollenhove. | Repertorium Ambtsdragers en Ambtenaren 1428-1861, oorspronkelijke bron persoonsgegevens: Mensema, A.J., De ridderschap van Overijssel 1460-1795 (3 dln., Zwolle 1993) III, 621. |
| Pieter Kemp (1664 - 1712)                                                           | 20-08-1708       | 13-12-1712       | Zeeland, Zierikzee                                                                                          | Aanvangsdatum: benoeming door de Staten van Zeeland. | Repertorium Ambtsdragers en Ambtenaren 1428-1861, oorspronkelijke bron persoonsgegevens: Vos, P.D. de, De vroedschap van Zierikzee van de tweede helft der 16e eeuw tot 1795 (2e druk, Alphen aan den Rijn 1982) 542. |
| Nicolaas de Vicq (1672 - 1713)                                                      | 01-05-1709       | 30-04-1712       | Holland, Amsterdam                                                                                          | | Repertorium Ambtsdragers en Ambtenaren 1428-1861, oorspronkelijke bron persoonsgegevens: Elias, J.E., De vroedschap van Amsterdam, 1578-1795 (2 dln., Haarlem 1903-1905) II, 588. |
| Johan Johansz. Heycoop ( - 1710)                                                    | 01-05-1709       | 27-03-1710       | Holland, Dordrecht                                                                                          | Beëindigd door overlijden. | Repertorium Ambtsdragers en Ambtenaren 1428-1861, oorspronkelijke bron persoonsgegevens: Dalen, J.L. van, Geschiedenis van Dordrecht (2 dln., Dordrecht 1931) I, 214. |
| Regnerus van Andringa (1674 - 1754)                                                 | 1709             | 1709             | Friesland                                                                                                   | Mogelijk extraordinaris gedeputeerde. | Repertorium Ambtsdragers en Ambtenaren 1428-1861, oorspronkelijke bron persoonsgegevens: Haan Hettema, M. de en A. van Halmael, Stamboek van den Frieschen, vroegeren en lateren, adel (2 dln., Leeuwarden 1846) I, 242 en II, 164. |
| Dirk Simonsz. Groenewegen van der Made (1646 - 1731)                                | 01-05-1709       | 30-04-1712       | Holland, Delft                                                                                              | | Repertorium Ambtsdragers en Ambtenaren 1428-1861, oorspronkelijke bron persoonsgegevens: Boitet, Reinier, Beschryving der stadt Delft (Delft 1729) 90. |
| Johan Pieter van den Brande (1645 - 1712)                                           | 28-05-1710       | 1712             | Zeeland, Middelburg                                                                                         | Beëindigd door overlijden. | Repertorium Ambtsdragers en Ambtenaren 1428-1861, oorspronkelijke bron persoonsgegevens: Bijl, M. van der, Idee en interest. Voorgeschiedenis, verloop en achtergronden van de politieke twisten in Zeeland en vooral in Middelburg tussen 1702 en 1715 (Groningen 1981) Bijlage VI.                                                        |
| Georg Wolfgang baron thoe Schwartzenberg en Hohenlansberg (1691 - 1738)             | 1710             | 30-04-1734       | Friesland - Friesland, Oostergo                                                                             | Mogelijk extraordinaris gedeputeerde. - Alleen bekend uit Raad van State 450 jaar. Repertorium ('s-Gravenhage 1983) 162. Mogelijk extraordinaris gedeputeerde. | Repertorium Ambtsdragers en Ambtenaren 1428-1861, oorspronkelijke bron persoonsgegevens: Baerdt van Sminia, H., Nieuwe naamlijst van grietmannen van de vroegste tijden af tot het jaar 1795, met eenige geschiedkundige aanteekeningen (Leeuwarden 1837) 125, 183 en 218.                                                                  |
| Everhard Rouse (1662 - 1728)                                                        | 01-05-1710       | 19-03-1728       | Overijssel, Deventer                                                                                        | Beëindigd door overlijden. | Repertorium Ambtsdragers en Ambtenaren 1428-1861, oorspronkelijke bron persoonsgegevens: Doorninck, J. van, Geslachtkundige aanteekeningen ten aanzien van de gecommitteerden ten landdage van Overijssel zedert 1610-1794 met eenige berigten omtrent de voormalige havezathen in dat gewest (Deventer 1869) 594.                          |
| Anthony Hugosz. Repelaer (1649 - 1725)                                              | 16-06-1710       | 30-04-1712       | Holland, Dordrecht                                                                                          | Aanvangsdatum: benoeming door de Staten van Holland. | Repertorium Ambtsdragers en Ambtenaren 1428-1861, oorspronkelijke bron persoonsgegevens: Jaarboek Centraal Bureau voor Genealogie en het Iconographisch Bureau ('s-Gravenhage 1947-) 5 (1951) 170. |
| Adam Ernst van Haren (1683 - 1717)                                                  | 1711             | 1716             | Friesland, Westergo - Friesland                                                                             | Mogelijk extraordinaris gedeputeerde. | Repertorium Ambtsdragers en Ambtenaren 1428-1861, oorspronkelijke bron persoonsgegevens: Baerdt van Sminia, H., Nieuwe naamlijst van grietmannen van de vroegste tijden af tot het jaar 1795, met eenige geschiedkundige aanteekeningen (Leeuwarden 1837) 320.                                                                              |
| Hendrik Mensinck ( - 1717)                                                          | 01-05-1711       | 30-04-1714       | Overijssel, Zwolle                                                                                          | | Repertorium Ambtsdragers en Ambtenaren 1428-1861, oorspronkelijke bron persoonsgegevens: Doorninck, J. van, Geslachtkundige aanteekeningen ten aanzien van de gecommitteerden ten landdage van Overijssel zedert 1610-1794 met eenige berigten omtrent de voormalige havezathen in dat gewest (Deventer 1869) 576.                          |
| Allard van Burum (1678 - 1729)                                                      | 1711             | 1716             | Friesland, Zevenwolden                                                                                      | | Repertorium Ambtsdragers en Ambtenaren 1428-1861, oorspronkelijke bron persoonsgegevens: Baerdt van Sminia, H., Nieuwe naamlijst van grietmannen van de vroegste tijden af tot het jaar 1795, met eenige geschiedkundige aanteekeningen (Leeuwarden 1837) 56 en 350.                                                                        |
| Johan Albert Gabriel Sloet tot Warmelo (1677 - 1754)                                | 01-05-1711       | 30-10-1724       | Overijssel, Twente, Ridderschap van Overijssel                                                              | | Repertorium Ambtsdragers en Ambtenaren 1428-1861, oorspronkelijke bron persoonsgegevens: Mensema, A.J., De ridderschap van Overijssel 1460-1795 (3 dln., Zwolle 1993) III, 608. |
| Dancker de Kempenaer (1668 - 1746)                                                  | 01-05-1712       | 31-10-1731       | Friesland, Steden                                                                                           | Vijfde ordinaris gedeputeerde. | Repertorium Ambtsdragers en Ambtenaren 1428-1861, oorspronkelijke bron persoonsgegevens: Haan Hettema, M. de en A. van Halmael, Stamboek van den Frieschen, vroegeren en lateren, adel (2 dln., Leeuwarden 1846) I, 239-240. |
| François Fagel (1674 - 1718)                                                        | 01-05-1712       | 30-04-1715       | Holland, Haarlem                                                                                            | | Repertorium Ambtsdragers en Ambtenaren 1428-1861, oorspronkelijke bron persoonsgegevens: Jaarboek Centraal Bureau voor Genealogie en het Iconographisch Bureau ('s-Gravenhage 1947-) 9 (1955) 123. |
| Daniel Danielsz. van Alphen (1651 - 1733)                                           | 01-05-1712       | 30-04-1715       | Holland, Leiden                                                                                             | | Repertorium Ambtsdragers en Ambtenaren 1428-1861, oorspronkelijke bron persoonsgegevens: Prak, M., Gezeten burgers. De elite in een Hollandse stad. Leiden 1700-1780 (Amsterdam 1985) 370. |
| Adriaan Velters ( - 1727)                                                           | 20-03-1713       | 1727             | Zeeland, Middelburg                                                                                         | Aanvangsdatum: benoeming door de Staten van Zeeland. Beëindigd door overlijden. | Repertorium Ambtsdragers en Ambtenaren 1428-1861, oorspronkelijke bron persoonsgegevens: Bijl, M. van der, Idee en interest. Voorgeschiedenis, verloop en achtergronden van de politieke twisten in Zeeland en vooral in Middelburg tussen 1702 en 1715 (Groningen 1981) Bijlage VIII.                                                      |
| Hendrik Nicolaasz. van Hoorn (1687 - 1759)                                          | 20-03-1713       | 14-10-1759       | Zeeland, Vlissingen                                                                                         | Beëindigd door overlijden. | Repertorium Ambtsdragers en Ambtenaren 1428-1861, oorspronkelijke bron persoonsgegevens: Jaarboek Centraal Bureau voor Genealogie en het Iconographisch Bureau ('s-Gravenhage 1947-) 2 (1948) 38 en 44. |
| Egbert van Marle (1664 - )                                                          | 01-05-1714       | 30-04-1717       | Overijssel, Zwolle                                                                                          | | Repertorium Ambtsdragers en Ambtenaren 1428-1861, oorspronkelijke bron persoonsgegevens: Doorninck, J. van, Geslachtkundige aanteekeningen ten aanzien van de gecommitteerden ten landdage van Overijssel zedert 1610-1794 met eenige berigten omtrent de voormalige havezathen in dat gewest (Deventer 1869) 600.                          |
| Frederik Lakenman (1677 - 1729)                                                     | 01-05-1715       | 30-04-1718       | Holland, Enkhuizen                                                                                          | | Repertorium Ambtsdragers en Ambtenaren 1428-1861, oorspronkelijke bron persoonsgegevens: Bonke, Hans en Katja Bossaers, Heren investeren. De bewindhebbers van de West-Friese kamers van de VOC (Haarlem/Hoorn/Enkhuizen 2002) 131. |
| Johan de Neyn (1669 - 1732)                                                         | 01-05-1715       | 30-04-1718       | Holland, Rotterdam                                                                                          | | Repertorium Ambtsdragers en Ambtenaren 1428-1861, oorspronkelijke bron persoonsgegevens: Engelbrecht, E.A., De vroedschap van Rotterdam, 1572-1795 (Rotterdam 1973) 292. |
| Daniel Lestevenon (1660 - 1736)                                                     | 01-05-1715       | 30-04-1718       | Holland, Gouda                                                                                              | | Repertorium Ambtsdragers en Ambtenaren 1428-1861, oorspronkelijke bron persoonsgegevens: Jong, J.J. de, Met goed fatsoen. De elite in een Hollandse stad: Gouda, 1700-1780 (Amsterdam 1985) 358. |
| Hessel van Sminia (1666 - 1738)                                                     | 01-05-1715       | 30-04-1718       | Friesland, Steden                                                                                           | | Repertorium Ambtsdragers en Ambtenaren 1428-1861, oorspronkelijke bron persoonsgegevens: Haan Hettema, M. de en A. van Halmael, Stamboek van den Frieschen, vroegeren en lateren, adel (2 dln., Leeuwarden 1846) I, 365 en II, 254. |
| Philip Frederick Vegelin van Claerbergen (1685 - 1738)                              | 1716             | 28-07-1738       | Friesland - Friesland, Steden - Friesland, Oostergo - Friesland, Zevenwolden                                | Mogelijk extraordinaris gedeputeerde. - Vijfde ordinaris gedeputeerde. - Beëindigd door overlijden. | Repertorium Ambtsdragers en Ambtenaren 1428-1861, oorspronkelijke bron persoonsgegevens: Baerdt van Sminia, H., Nieuwe naamlijst van grietmannen van de vroegste tijden af tot het jaar 1795, met eenige geschiedkundige aanteekeningen (Leeuwarden 1837) 358.                                                                              |
| Hendrick van Wijckel (1649 - 1719)                                                  | 1716             | 1716             | Friesland, Zevenwolden                                                                                      | | Repertorium Ambtsdragers en Ambtenaren 1428-1861, oorspronkelijke bron persoonsgegevens: Baerdt van Sminia, H., Nieuwe naamlijst van grietmannen van de vroegste tijden af tot het jaar 1795, met eenige geschiedkundige aanteekeningen (Leeuwarden 1837) 382.                                                                              |
| Antoni Eeckhout (1659 - 1727)                                                       | 01-05-1716       | 30-04-1725       | Overijssel, Kampen                                                                                          | | Repertorium Ambtsdragers en Ambtenaren 1428-1861, oorspronkelijke bron persoonsgegevens: Nederland's Patriciaat. Genealogieën van vooraanstaande geslachten ('s-Gravenhage 1910-) 13 (1923) 73. |
| Cornelis baron van Aylva (1684 - 1745)                                              | 1716             | 1719             | Friesland, Westergo                                                                                         | | Repertorium Ambtsdragers en Ambtenaren 1428-1861, oorspronkelijke bron persoonsgegevens: Haan Hettema, M. de en A. van Halmael, Stamboek van den Frieschen, vroegeren en lateren, adel (2 dln., Leeuwarden 1846) I, 12 en II, 11. |
| Joachim Hendrik Adolf graaf van Rechteren tot Rechteren (1687 - 1719)               | 01-05-1717       | 05-03-1719       | Overijssel, Salland, Ridderschap van Overijssel                                                             | Beëindigd door overlijden. | Repertorium Ambtsdragers en Ambtenaren 1428-1861, oorspronkelijke bron persoonsgegevens: Mensema, A.J., De ridderschap van Overijssel 1460-1795 (3 dln., Zwolle 1993) III, 637. |
| Jan Helmig Meeuwsen (1674 - 1717)                                                   | 01-05-1717       | 07-1717          | Overijssel, Zwolle                                                                                          | Beëindigd door overlijden. | Repertorium Ambtsdragers en Ambtenaren 1428-1861, oorspronkelijke bron persoonsgegevens: Algemeen Nederlandsch Familieblad (1883-1905) 10 (1893) 79. |
| Jacob Nicolaesz. van der Dussen ( - 1728)                                           | 01-05-1718       | 30-04-1720       | Holland, Dordrecht                                                                                          | De reden van beëindiging is onbekend. | Repertorium Ambtsdragers en Ambtenaren 1428-1861, oorspronkelijke bron persoonsgegevens: Dalen, J.L. van, Geschiedenis van Dordrecht (2 dln., Dordrecht 1931) I, 213. |
| Jacob Valckenier (1673 - 1740)                                                      | 01-05-1718       | 30-04-1721       | Holland, Amsterdam                                                                                          | | Repertorium Ambtsdragers en Ambtenaren 1428-1861, oorspronkelijke bron persoonsgegevens: Elias, J.E., De vroedschap van Amsterdam, 1578-1795 (2 dln., Haarlem 1903-1905) II, 657. |
| Adriaan Andriesz. van der Goes (1649 - 1721)                                        | 01-05-1718       | 25-03-1721       | Holland, Delft                                                                                              | Beëindigd door overlijden. Geen opvolger. | Repertorium Ambtsdragers en Ambtenaren 1428-1861, oorspronkelijke bron persoonsgegevens: Boitet, Reinier, Beschryving der stadt Delft (Delft 1729) 90. |
| Albert sr. Greven ( - 1733)                                                         | 01-1718          | 30-04-1720       | Overijssel, Zwolle                                                                                          | Aanvangsdatum: benoeming door de Staten van Overijssel. | Repertorium Ambtsdragers en Ambtenaren 1428-1861, oorspronkelijke bron persoonsgegevens: Doorninck, J. van, Geslachtkundige aanteekeningen ten aanzien van de gecommitteerden ten landdage van Overijssel zedert 1610-1794 met eenige berigten omtrent de voormalige havezathen in dat gewest (Deventer 1869) 585.                          |
| Nicolaes Jan Hendrick Noeij ( - )                                                   | 23-11-1719       | 17-03-1737       | Zeeland, Tholen                                                                                             | Aanvangsdatum: benoeming door de Staten van Zeeland. Beëindiging mogelijk eerder door overlijden. | Repertorium Ambtsdragers en Ambtenaren 1428-1861, oorspronkelijke bron persoonsgegevens: |
| Wolter Jan van Broeckhuysen tot de Grote Wede (1676 - 1732)                         | 01-05-1719       | 11-06-1723       | Overijssel, Salland, Ridderschap van Overijssel                                                             | Einde wegens benoeming tot Hoogschout van Hasselt (resolutie van de Staten van Overijssel 23 juni 1724). | Repertorium Ambtsdragers en Ambtenaren 1428-1861, oorspronkelijke bron persoonsgegevens: Mensema, A.J., De ridderschap van Overijssel 1460-1795 (3 dln., Zwolle 1993) III, 607. |
| Johan Johansz. de Witt (1668 - 1724)                                                | 01-05-1720       | 30-04-1721       | Holland, Dordrecht                                                                                          | Benoeming door de Staten van Holland op 3 mei. | Repertorium Ambtsdragers en Ambtenaren 1428-1861, oorspronkelijke bron persoonsgegevens: Dalen, J.L. van, Geschiedenis van Dordrecht (2 dln., Dordrecht 1931) I, 213. |
| Cornelis Daniel Ockersse (1674 - 1728)                                              | 27-05-1720       | 1728             | Zeeland, Zierikzee                                                                                          | Aanvangsdatum: benoeming door de Staten van Zeeland. Beëindigd door overlijden, mogelijk eind 1727 (zie opmerkingen). | Repertorium Ambtsdragers en Ambtenaren 1428-1861, oorspronkelijke bron persoonsgegevens: Nagtglas, F., Levensberichten van Zeeuwen (2 dln., Middelburg 1890-1893) II, 290. |
| Theodorus Queisen (1662 - 1738)                                                     | 01-05-1720       | 30-04-1732       | Overijssel, Zwolle                                                                                          | | Repertorium Ambtsdragers en Ambtenaren 1428-1861, oorspronkelijke bron persoonsgegevens: Doorninck, J. van, Geslachtkundige aanteekeningen ten aanzien van de gecommitteerden ten landdage van Overijssel zedert 1610-1794 met eenige berigten omtrent de voormalige havezathen in dat gewest (Deventer 1869) 577.                          |
| Isaac van Hoornbeek (1655 - 1727)                                                   | 12-09-1720       | 17-06-1727       | Holland | Ambt uit hoofde van zijn functie als raadpensionaris van Holland. Beëindigd door overlijden. | Repertorium Ambtsdragers en Ambtenaren 1428-1861, oorspronkelijke bron persoonsgegevens: Jaarboek Centraal Bureau voor Genealogie en het Iconographisch Bureau ('s-Gravenhage 1947-) 29 (1975) 227. |
| W.H. Portz ( - 1726)                                                                | 01-05-1721       | 04-1726          | Friesland, Steden                                                                                           | Vijfde ordinaris gedeputeerde. Beëindigd door overlijden. | Repertorium Ambtsdragers en Ambtenaren 1428-1861, oorspronkelijke bron persoonsgegevens: Tresoar Stadhouderlijk archief, inv. nr. 361, jaar 1726. |
| Isbrand de Bije (1650 - 1725)                                                       | 01-05-1721       | 30-04-1724       | Holland, Leiden                                                                                             | | Repertorium Ambtsdragers en Ambtenaren 1428-1861, oorspronkelijke bron persoonsgegevens: Prak, M., Gezeten burgers. De elite in een Hollandse stad. Leiden 1700-1780 (Amsterdam 1985) 376. |
| Gerard Schagen (1688 - 1727)                                                        | 01-05-1721       | 15-10-1727       | Holland, Hoorn                                                                                              | Beëindigd door overlijden. | Repertorium Ambtsdragers en Ambtenaren 1428-1861, oorspronkelijke bron persoonsgegevens: Bossaers, K.W.J.M., `Van kintsbeen aan ten staatkunde opgewassen'. Bestuur en bestuurders van het Noorderkwartier in de achttiende eeuw ('s-Gravenhage 1996) [Bijlagen] 224.                                                                       |
| Cornelis Sylvius (1687 - 1738)                                                      | 01-05-1721       | 30-04-1724       | Holland, Haarlem                                                                                            | | Repertorium Ambtsdragers en Ambtenaren 1428-1861, oorspronkelijke bron persoonsgegevens: Jaarboek Centraal Bureau voor Genealogie en het Iconographisch Bureau ('s-Gravenhage 1947-) 9 (1955) 125. |
| Jacob Vriesen (1684 - )                                                             | 01-05-1723       | 30-04-1744       | Overijssel, Zwolle                                                                                          | | Repertorium Ambtsdragers en Ambtenaren 1428-1861, oorspronkelijke bron persoonsgegevens: Doorninck, J. van, Geslachtkundige aanteekeningen ten aanzien van de gecommitteerden ten landdage van Overijssel zedert 1610-1794 met eenige berigten omtrent de voormalige havezathen in dat gewest (Deventer 1869) 622.                          |
| Charles Philip van Dorp ( - 1726)                                                   | 21-09-1723       | 14-07-1726       | Holland, Ridderschap van Holland                                                                            | Aanvangsdatum: benoeming door de Staten van Holland. Beëindigd door overlijden. | Repertorium Ambtsdragers en Ambtenaren 1428-1861, oorspronkelijke bron persoonsgegevens: Nationaal Archief archief van de Ridderschap van Holland, inv. nr. 80. |
| Wolf Bentinck tot Hagmeule (1682 - 1726)                                            | 23-08-1723       | 16-04-1726       | Overijssel, Salland, Ridderschap van Overijssel                                                             | Aanvangsdatum: benoeming door de Staten van Overijssel. Beëindigd door overlijden. | Repertorium Ambtsdragers en Ambtenaren 1428-1861, oorspronkelijke bron persoonsgegevens: Mensema, A.J., De ridderschap van Overijssel 1460-1795 (3 dln., Zwolle 1993) III, 629. |
| Dirk Haak (1685 - 1747)                                                             | 01-05-1724       | 30-04-1727       | Holland, Enkhuizen                                                                                          | | Repertorium Ambtsdragers en Ambtenaren 1428-1861, oorspronkelijke bron persoonsgegevens: Bonke, Hans en Katja Bossaers, Heren investeren. De bewindhebbers van de West-Friese kamers van de VOC (Haarlem/Hoorn/Enkhuizen 2002) 132. |
| Arnout van Zuylen van Nyevelt (1664 - 1731)                                         | 01-05-1724       | 30-04-1727       | Holland, Rotterdam                                                                                          | | Repertorium Ambtsdragers en Ambtenaren 1428-1861, oorspronkelijke bron persoonsgegevens: Engelbrecht, E.A., De vroedschap van Rotterdam, 1572-1795 (Rotterdam 1973) 275. |
| Wolter Jan van Haersolte tot Oldenhof (1690 - 1746)                                 | 01-11-1724       | 30-04-1731       | Overijssel, Twente, Ridderschap van Overijssel                                                              | Beëindiging wegens benoeming tot drost van Vollenhove. | Repertorium Ambtsdragers en Ambtenaren 1428-1861, oorspronkelijke bron persoonsgegevens: Mensema, A.J., De ridderschap van Overijssel 1460-1795 (3 dln., Zwolle 1993) III, 646. |
| Gerard van Brandwijk (1673 - 1725)                                                  | 01-05-1724       | 20-11-1725       | Holland, Gouda                                                                                              | Beëindigd door overlijden. | Repertorium Ambtsdragers en Ambtenaren 1428-1861, oorspronkelijke bron persoonsgegevens: Jong, J.J. de, Met goed fatsoen. De elite in een Hollandse stad: Gouda, 1700-1780 (Amsterdam 1985) 333. |
| Jan Zeger van Welvelde tot Luttenberg (1689 - 1750)                                 | 01-05-1726       | 30-04-1728       | Overijssel, Salland, Ridderschap van Overijssel                                                             | | Repertorium Ambtsdragers en Ambtenaren 1428-1861, oorspronkelijke bron persoonsgegevens: Mensema, A.J., De ridderschap van Overijssel 1460-1795 (3 dln., Zwolle 1993) III, 662. |
| Daniel de Lange (1665 - 1734)                                                       | 03-01-1726       | 30-04-1727       | Holland, Gouda                                                                                              | Aanvangsdatum: benoeming door de Staten van Holland. | Repertorium Ambtsdragers en Ambtenaren 1428-1861, oorspronkelijke bron persoonsgegevens: Jong, J.J. de, Met goed fatsoen. De elite in een Hollandse stad: Gouda, 1700-1780 (Amsterdam 1985) 356. |
| Johan Hendrik graaf van Wassenaer van Obdam (1683 - 1745)                           | 15-08-1726       | 10-01-1737       | Holland, Ridderschap van Holland                                                                            | Aanvangsdatum: benoeming door de Staten van Holland. | Repertorium Ambtsdragers en Ambtenaren 1428-1861, oorspronkelijke bron persoonsgegevens: Ablaing van Giessenburg, W.J. d', De ridderschap van Holland (manuscript Centraal Bureau voor Genealogie Den Haag 1850) 121. |
| Joan Scriverius (1686 - 1758)                                                       | 01-05-1726       | 30-04-1736       | Overijssel, Zwolle                                                                                          | | Repertorium Ambtsdragers en Ambtenaren 1428-1861, oorspronkelijke bron persoonsgegevens: Doorninck, J. van, Geslachtkundige aanteekeningen ten aanzien van de gecommitteerden ten landdage van Overijssel zedert 1610-1794 met eenige berigten omtrent de voormalige havezathen in dat gewest (Deventer 1869) 616.                          |
| Pierius Banga ( - )                                                                 | 01-05-1727       | 30-04-1730       | Friesland, Steden                                                                                           | | Repertorium Ambtsdragers en Ambtenaren 1428-1861, oorspronkelijke bron persoonsgegevens: Leeuwarder Historische Reeks 6 (1997) 288-290. |
| Simon van Slingelandt (1664 - 1736)                                                 | 29-07-1727       | 01-12-1736       | Holland | Ambt uit hoofde van zijn functie als raadpensionaris van Holland. Beëindigd door overlijden. | Repertorium Ambtsdragers en Ambtenaren 1428-1861, oorspronkelijke bron persoonsgegevens: Jaarboek Centraal Bureau voor Genealogie en het Iconographisch Bureau ('s-Gravenhage 1947-) 29 (1975) 231. |
| Gerard Bors van Waveren (1691 - 1769)                                               | 01-05-1727       | 30-04-1730       | Holland, Amsterdam                                                                                          | | Repertorium Ambtsdragers en Ambtenaren 1428-1861, oorspronkelijke bron persoonsgegevens: Elias, J.E., De vroedschap van Amsterdam, 1578-1795 (2 dln., Haarlem 1903-1905) II, 758. |
| Ewout Nicolaesz. van der Dussen (1669 - 1729)                                       | 01-05-1727       | 17-10-1729       | Holland, Delft                                                                                              | Beëindigd door overlijden. | Repertorium Ambtsdragers en Ambtenaren 1428-1861, oorspronkelijke bron persoonsgegevens: Boitet, Reinier, Beschryving der stadt Delft (Delft 1729) 91. |
| Roelof Roelofsz. Eelbo (1682 - 1738)                                                | 01-05-1727       | 30-04-1728       | Holland, Dordrecht                                                                                          | De reden van beëindiging is onbekend. | Repertorium Ambtsdragers en Ambtenaren 1428-1861, oorspronkelijke bron persoonsgegevens: Nieuw Nederlandsch Biografisch Woordenboek. P.C. Molhuysen en P.J. Blok ed. (10 dln., Leiden 1911-1937) I, 792. |
| Philip Jacob van Borssele (1650 - 1735)                                             | 15-04-1728       | 05-03-1735       | Zeeland, Middelburg                                                                                         | Aanvangsdatum: benoeming door de Staten van Zeeland. F. Nagtglas, Levensberichten van Zeeuwen 1 (Middelburg 1890) 63 geeft onjuiste aanvangsdatum 16 april. Beëindigd door overlijden. | Repertorium Ambtsdragers en Ambtenaren 1428-1861, oorspronkelijke bron persoonsgegevens: Nagtglas, F., Levensberichten van Zeeuwen (2 dln., Middelburg 1890-1893) I, 63. |
| Hector Willem van Glinstra (1688 - 1751)                                            | 01-05-1728       | 30-04-1730       | Friesland, Oostergo                                                                                         | | Repertorium Ambtsdragers en Ambtenaren 1428-1861, oorspronkelijke bron persoonsgegevens: Baerdt van Sminia, H., Nieuwe naamlijst van grietmannen van de vroegste tijden af tot het jaar 1795, met eenige geschiedkundige aanteekeningen (Leeuwarden 1837) 135.                                                                              |
| François Ewoud Spiering (1675 - 1740)                                               | 09-01-1728       | 15-08-1729       | Holland, Hoorn                                                                                              | Aanvangsdatum: benoeming door de Staten van Holland. Beëindiging wegens benoeming tot commies-generaal van de convooien en licenten. | Repertorium Ambtsdragers en Ambtenaren 1428-1861, oorspronkelijke bron persoonsgegevens: Bonke, Hans en Katja Bossaers, Heren investeren. De bewindhebbers van de West-Friese kamers van de VOC (Haarlem/Hoorn/Enkhuizen 2002) 148. |
| Jacob ten Brink (1690 - 1757)                                                       | 01-05-1728       | 30-04-1740       | Overijssel, Deventer                                                                                        | | Repertorium Ambtsdragers en Ambtenaren 1428-1861, oorspronkelijke bron persoonsgegevens: Doorninck, J. van, Geslachtkundige aanteekeningen ten aanzien van de gecommitteerden ten landdage van Overijssel zedert 1610-1794 met eenige berigten omtrent de voormalige havezathen in dat gewest (Deventer 1869) 631.                          |
| Pieter Willemsz. Brandwijk van Blokland ( - 1731)                                   | 01-05-1728       | 30-04-1730       | Holland, Dordrecht                                                                                          | | Repertorium Ambtsdragers en Ambtenaren 1428-1861, oorspronkelijke bron persoonsgegevens: Dalen, J.L. van, Geschiedenis van Dordrecht (2 dln., Dordrecht 1931) I, 214. |
| Reinhard Burchard Rutger van Rechteren tot Gramsbergen (1702 - 1780)                | 01-05-1728       | 30-04-1747       | Overijssel, Salland, Ridderschap van Overijssel                                                             | | Repertorium Ambtsdragers en Ambtenaren 1428-1861, oorspronkelijke bron persoonsgegevens: Mensema, A.J., De ridderschap van Overijssel 1460-1795 (3 dln., Zwolle 1993) III, 671. |
| Pieter Bout (1693 - 1778)                                                           | 15-01-1728       | 25-07-1756       | Zeeland, Goes                                                                                               | Aanvangsdatum: benoeming door de Staten van Zeeland. Ordinaris commissie op eigen verzoek omgezet in extraordinaris, voor het leven, blijkens een besluit van de Staten van Zeeland van 26 juli 1756. | Repertorium Ambtsdragers en Ambtenaren 1428-1861, oorspronkelijke bron persoonsgegevens: Gabriëls, A.J.C.M., De heren als dienaren en de dienaar als heer. Het stadhouderlijk stelsel in de tweede helft van de achttiende eeuw ('s-Gravenhage 1990) 502.                                                                                   |
| Reinier Opperdoes Jongemaats (1692 - 1736)                                          | 16-08-1729       | 30-04-1730       | Holland, Hoorn                                                                                              | Aanvangsdatum: benoeming door de Staten van Holland. | Repertorium Ambtsdragers en Ambtenaren 1428-1861, oorspronkelijke bron persoonsgegevens: Bossaers, K.W.J.M., `Van kintsbeen aan ten staatkunde opgewassen'. Bestuur en bestuurders van het Noorderkwartier in de achttiende eeuw ('s-Gravenhage 1996) [Bijlagen] 224.                                                                       |
| François Nicolaes Nicolaesz. van den Born (1674 - 1748)                             | 16-11-1729       | 30-04-1748       | Holland, Delft                                                                                              | Aanvangsdatum: benoeming door de Staten van Holland. | Repertorium Ambtsdragers en Ambtenaren 1428-1861, oorspronkelijke bron persoonsgegevens: Boitet, Reinier, Beschryving der stadt Delft (Delft 1729) 91. |
| Johan Vegelin van Claerbergen (1690 - 1773)                                         | 1729             | 1770             | Friesland - Friesland, Steden - Friesland, Zevenwolden                                                      | Mogelijk extraordinaris gedeputeerde. - Vijfde ordinaris gedeputeerde. | Repertorium Ambtsdragers en Ambtenaren 1428-1861, oorspronkelijke bron persoonsgegevens: Baerdt van Sminia, H., Nieuwe naamlijst van grietmannen van de vroegste tijden af tot het jaar 1795, met eenige geschiedkundige aanteekeningen (Leeuwarden 1837) 350.                                                                              |
| Jacob van de Ramhorst (1689 - 1762)                                                 | 01-05-1730       | 11-03-1732       | Holland, Enkhuizen                                                                                          | Beëindiging wegens benoeming tot advocaat-fiscaal van de Admiraliteit in het Noorderkwartier. | Repertorium Ambtsdragers en Ambtenaren 1428-1861, oorspronkelijke bron persoonsgegevens: Bossaers, K.W.J.M., `Van kintsbeen aan ten staatkunde opgewassen'. Bestuur en bestuurders van het Noorderkwartier in de achttiende eeuw ('s-Gravenhage 1996) [Bijlagen] 227.                                                                       |
| Constantijn le Leu de Wilhem (1694 - 1733)                                          | 01-05-1730       | 09-01-1733       | Holland, Haarlem                                                                                            | Beëindigd door overlijden. | Repertorium Ambtsdragers en Ambtenaren 1428-1861, oorspronkelijke bron persoonsgegevens: Algemeen Nederlandsch Familieblad (1883-1905) 1 (1883) nr. 13, 2. |
| Frederick van Sloterdijck (1681 - 1767)                                             | 01-05-1730       | 31-10-1741       | Friesland, Steden                                                                                           | Vijfde ordinaris gedeputeerde. | Repertorium Ambtsdragers en Ambtenaren 1428-1861, oorspronkelijke bron persoonsgegevens: Bakker, G., ‘Leden fan de Warkumer froedskip tusken 1632 en 1795’, in: idem ed., De sted Warkum (Bolsward 1967) 32-41. 39. |
| Johan van der Marck (1695 - 1770)                                                   | 01-05-1730       | 30-04-1733       | Holland, Leiden                                                                                             | | Repertorium Ambtsdragers en Ambtenaren 1428-1861, oorspronkelijke bron persoonsgegevens: Prak, M., Gezeten burgers. De elite in een Hollandse stad. Leiden 1700-1780 (Amsterdam 1985) 399 |
| Willem van Haren (1710 - 1768)                                                      | 1731             | 30-04-1763       | Friesland - Friesland, Westergo - Friesland, Zevenwolden - Friesland, Oostergo                              | Mogelijk extraordinaris gedeputeerde. - Niet duidelijk of hij ordinaris of extraordinaris gedeputeerde was. Zitting voor Westergo berust op reconstructie. | Repertorium Ambtsdragers en Ambtenaren 1428-1861, oorspronkelijke bron persoonsgegevens: Baerdt van Sminia, H., Nieuwe naamlijst van grietmannen van de vroegste tijden af tot het jaar 1795, met eenige geschiedkundige aanteekeningen (Leeuwarden 1837) 321.                                                                              |
| Robert Frederik van Heerdt tot Eversberg (1698 - 1755)                              | 01-05-1731       | 30-04-1740       | Overijssel, Twente, Ridderschap van Overijssel                                                              | | Repertorium Ambtsdragers en Ambtenaren 1428-1861, oorspronkelijke bron persoonsgegevens: Mensema, A.J., De ridderschap van Overijssel 1460-1795 (3 dln., Zwolle 1993) III, 669. |
| Daniël de Kempenaer ( - )                                                           | 1731             | 1731             | Friesland                                                                                                   | Mogelijk extraordinaris gedeputeerde. | Repertorium Ambtsdragers en Ambtenaren 1428-1861, oorspronkelijke bron persoonsgegevens: |
| Frans Croes Lycochthon (1692 - 1757)                                                | 12-03-1732       | 30-04-1733       | Holland, Enkhuizen                                                                                          | Aanvangsdatum: benoeming door de Staten van Holland. | Repertorium Ambtsdragers en Ambtenaren 1428-1861, oorspronkelijke bron persoonsgegevens: Bonke, Hans en Katja Bossaers, Heren investeren. De bewindhebbers van de West-Friese kamers van de VOC (Haarlem/Hoorn/Enkhuizen 2002) 133. |
| Hendrick Pelt (1672 - 1739)                                                         | 01-05-1733       | 30-04-1736       | Holland, Rotterdam                                                                                          | | Repertorium Ambtsdragers en Ambtenaren 1428-1861, oorspronkelijke bron persoonsgegevens: Engelbrecht, E.A., De vroedschap van Rotterdam, 1572-1795 (Rotterdam 1973) 306. |
| Onno Zwier van Haren (1713 - 1779)                                                  | 1733             | 1760             | Friesland, Westergo - Friesland, Steden - Friesland, Zevenwolden                                            | Vijfde ordinaris gedeputeerde. | Repertorium Ambtsdragers en Ambtenaren 1428-1861, oorspronkelijke bron persoonsgegevens: Baerdt van Sminia, H., Nieuwe naamlijst van grietmannen van de vroegste tijden af tot het jaar 1795, met eenige geschiedkundige aanteekeningen (Leeuwarden 1837) 404.                                                                              |
| Rutger jr. van Haersolte tot Toutenburg (1705 - 1786)                               | 01-05-1733       | 30-04-1741       | Overijssel, Vollenhove, Ridderschap van Overijssel                                                          | | Repertorium Ambtsdragers en Ambtenaren 1428-1861, oorspronkelijke bron persoonsgegevens: Mensema, A.J., De ridderschap van Overijssel 1460-1795 (3 dln., Zwolle 1993) III, 678. |
| Cornelis van Eijck (1680 - 1751)                                                    | 01-05-1733       | 30-04-1734       | Holland, Alkmaar                                                                                            | De reden van beëindiging is onbekend. | Repertorium Ambtsdragers en Ambtenaren 1428-1861, oorspronkelijke bron persoonsgegevens: Bossaers, K.W.J.M., `Van kintsbeen aan ten staatkunde opgewassen'. Bestuur en bestuurders van het Noorderkwartier in de achttiende eeuw ('s-Gravenhage 1996) [Bijlagen] 221.                                                                       |
| Arent van der Burch (1676 - 1735)                                                   | 01-05-1733       | 30-05-1735       | Holland, Gouda                                                                                              | Beëindigd door overlijden. | Repertorium Ambtsdragers en Ambtenaren 1428-1861, oorspronkelijke bron persoonsgegevens: Jong, J.J. de, Met goed fatsoen. De elite in een Hollandse stad: Gouda, 1700-1780 (Amsterdam 1985) 334. |
| Cornelis Fannius ( - )                                                              | 12-03-1733       | 30-04-1733       | Holland, Haarlem                                                                                            | Aanvangsdatum: benoeming door de Staten van Holland. | Repertorium Ambtsdragers en Ambtenaren 1428-1861, oorspronkelijke bron persoonsgegevens: Naam-register van de heeren van de regeering der stad Haarlem [...] (Haarlem 1733) Koninklijke Bibliotheek, signatuur 393 E 17, met aanvullingen tot en met 1771, andere exemplaren met aanvullingen tot 1795)                                     |
| Fredrik Johan Sigismund van Heiden tot Ootmarsum (1696 - 1769)                      | 01-05-1734       | 30-04-1755       | Overijssel, Twente, Ridderschap van Overijssel                                                              | A.J. Mensema, De ridderschap van Overijssel 1460-1795 3 (Zwolle 1993) 653 geeft onjuist eindjaar 1754. | Repertorium Ambtsdragers en Ambtenaren 1428-1861, oorspronkelijke bron persoonsgegevens: Mensema, A.J., De ridderschap van Overijssel 1460-1795 (3 dln., Zwolle 1993) III, 653. |
| Tjaerd baron van Aylva (1712 - 1757)                                                | 1734             | 11-09-1757       | Friesland, Westergo - Friesland - Friesland, Zevenwolden - Friesland, Oostergo                              | Mogelijk extraordinaris gedeputeerde. - Vijfde ordinaris gedeputeerde. - Beëindigd door overlijden. | Repertorium Ambtsdragers en Ambtenaren 1428-1861, oorspronkelijke bron persoonsgegevens: Haan Hettema, M. de en A. van Halmael, Stamboek van den Frieschen, vroegeren en lateren, adel (2 dln., Leeuwarden 1846) I, 12 en II, 11. |
| Daniël Baert (1682 - 1757)                                                          | 01-05-1734       | 30-04-1736       | Holland, Alkmaar                                                                                            | Aanvangsdatum: benoeming door de Staten van Holland. In de index op de resoluties van dat college luidt de voornaam 'Willem'. In deze periode was echter geen persoon met deze naam lid van de vroedschap van Alkmaar. Daniël wordt genoemd in Nederland's Patriciaat 43 (1957) 27 als gedeputeerde ter Staten-Generaal. | Repertorium Ambtsdragers en Ambtenaren 1428-1861, oorspronkelijke bron persoonsgegevens: Bossaers, K.W.J.M., `Van kintsbeen aan ten staatkunde opgewassen'. Bestuur en bestuurders van het Noorderkwartier in de achttiende eeuw ('s-Gravenhage 1996) [Bijlagen] 221.                                                                       |
| Tieleman van Zeebergh (1690 - 1754)                                                 | 29-06-1735       | 30-04-1736       | Holland, Gouda                                                                                              | Aanvangsdatum: benoeming door de Staten van Holland. | Repertorium Ambtsdragers en Ambtenaren 1428-1861, oorspronkelijke bron persoonsgegevens: Jong, J.J. de, Met goed fatsoen. De elite in een Hollandse stad: Gouda, 1700-1780 (Amsterdam 1985) 381. |
| Pieter Buteux (1702 - 1762)                                                         | 06-05-1735       | 1762             | Zeeland, Middelburg                                                                                         | Aanvangsdatum: benoeming door de Staten van Zeeland. Beëindigd door overlijden. | Repertorium Ambtsdragers en Ambtenaren 1428-1861, oorspronkelijke bron persoonsgegevens: Gabriëls, A.J.C.M., De heren als dienaren en de dienaar als heer. Het stadhouderlijk stelsel in de tweede helft van de achttiende eeuw ('s-Gravenhage 1990) 503.                                                                                   |
| Gerhard Joan Jacobson (1689 - 1771)                                                 | 01-05-1735       | 30-04-1743       | Overijssel, Deventer                                                                                        | | Repertorium Ambtsdragers en Ambtenaren 1428-1861, oorspronkelijke bron persoonsgegevens: Algemeen Nederlandsch Familieblad (1883-1905) 9 (1892) 195. |
| Adriaan Hallincg (1681 - 1741)                                                      | 01-05-1736       | 30-04-1737       | Holland, Dordrecht                                                                                          | De reden van beëindiging is onbekend. | Repertorium Ambtsdragers en Ambtenaren 1428-1861, oorspronkelijke bron persoonsgegevens: Jaarboek Centraal Bureau voor Genealogie en het Iconographisch Bureau ('s-Gravenhage 1947-) 5 (1951) 143. |
| Johan van Laer (1683 - 1762)                                                        | 01-05-1736       | 30-04-1745       | Overijssel, Zwolle                                                                                          | | Repertorium Ambtsdragers en Ambtenaren 1428-1861, oorspronkelijke bron persoonsgegevens: Doorninck, J. van, Geslachtkundige aanteekeningen ten aanzien van de gecommitteerden ten landdage van Overijssel zedert 1610-1794 met eenige berigten omtrent de voormalige havezathen in dat gewest (Deventer 1869) 632.                          |
| Joan Abbekerk Crap (1706 - 1778)                                                    | 01-05-1736       | 30-04-1769       | Holland, Hoorn                                                                                              | | Repertorium Ambtsdragers en Ambtenaren 1428-1861, oorspronkelijke bron persoonsgegevens: Bonke, Hans en Katja Bossaers, Heren investeren. De bewindhebbers van de West-Friese kamers van de VOC (Haarlem/Hoorn/Enkhuizen 2002) 150. |
| Pieter Rendorp (1703 - 1760)                                                        | 01-05-1736       | 30-04-1739       | Holland, Amsterdam                                                                                          | | Repertorium Ambtsdragers en Ambtenaren 1428-1861, oorspronkelijke bron persoonsgegevens: Elias, J.E., De vroedschap van Amsterdam, 1578-1795 (2 dln., Haarlem 1903-1905) II, 778. |
| Nicolaes Frederik Andriesz. Boogaert (1670 - 1757)                                  | 01-05-1736       | 30-04-1739       | Holland, Delft                                                                                              | | Repertorium Ambtsdragers en Ambtenaren 1428-1861, oorspronkelijke bron persoonsgegevens: Boitet, Reinier, Beschryving der stadt Delft (Delft 1729) 91. |
| Hessel Douwe Ernst van Aylva (1700 - 1774)                                          | 01-05-1737       | 30-04-1740       | Friesland, Oostergo                                                                                         | | Repertorium Ambtsdragers en Ambtenaren 1428-1861, oorspronkelijke bron persoonsgegevens: Haan Hettema, M. de en A. van Halmael, Stamboek van den Frieschen, vroegeren en lateren, adel (2 dln., Leeuwarden 1846) I, 12 en II, 11. |
| Willem Bentinck van Rhoon (1704 - 1774)                                             | 11-01-1737       | 06-12-1753       | Holland, Ridderschap van Holland                                                                            | Aanvangsdatum: benoeming door de Staten van Holland. | Repertorium Ambtsdragers en Ambtenaren 1428-1861, oorspronkelijke bron persoonsgegevens: Nederland's Adelsboek ('s-Gravenhage 1903-) 38 (1940) 174 en 198. |
| Johan Ockersz. Gevaerts (1694 - 1777)                                               | 01-05-1737       | 30-04-1739       | Holland, Dordrecht                                                                                          | | Repertorium Ambtsdragers en Ambtenaren 1428-1861, oorspronkelijke bron persoonsgegevens: Algemeen Nederlandsch Familieblad (1883-1905) 1 (1883) nr. 22, 2. |
| Anthonie van der Heim (1693 - 1746)                                                 | 04-04-1737       | 16-07-1746       | Holland | Ambt uit hoofde van zijn functie als raadpensionaris van Holland. Beëindigd door overlijden. | Repertorium Ambtsdragers en Ambtenaren 1428-1861, oorspronkelijke bron persoonsgegevens: Jaarboek Centraal Bureau voor Genealogie en het Iconographisch Bureau ('s-Gravenhage 1947-) 29 (1975) 239. |
| Willem Ferleman ( - 1741)                                                           | 18-03-1737       | 1741             | Zeeland, Veere                                                                                              | Aanvangsdatum: benoeming door de Staten van Zeeland. Beëindigd door overlijden vóór 2 november. | Repertorium Ambtsdragers en Ambtenaren 1428-1861, oorspronkelijke bron persoonsgegevens: Nationaal Archief Provinciale resoluties, inv. nr. 314 (klapper resoluties Staten van Zeeland), f. 546. |
| Willem Meeuwsen (1672 - 1752)                                                       | 01-05-1738       | 30-04-1739       | Overijssel, Zwolle                                                                                          | | Repertorium Ambtsdragers en Ambtenaren 1428-1861, oorspronkelijke bron persoonsgegevens: Algemeen Nederlandsch Familieblad (1883-1905) 9 (1892) 218. |
| Joan Westenberg (1694 - 1746)                                                       | 01-05-1739       | 10-1746          | Overijssel, Zwolle                                                                                          | Beëindigd door overlijden. | Repertorium Ambtsdragers en Ambtenaren 1428-1861, oorspronkelijke bron persoonsgegevens: Doorninck, J. van, Geslachtkundige aanteekeningen ten aanzien van de gecommitteerden ten landdage van Overijssel zedert 1610-1794 met eenige berigten omtrent de voormalige havezathen in dat gewest (Deventer 1869) 642.                          |
| Jacob van der Meer (1696 - 1755)                                                    | 01-05-1739       | 25-07-1740       | Holland, Leiden                                                                                             | De reden van beëindiging is onbekend. | Repertorium Ambtsdragers en Ambtenaren 1428-1861, oorspronkelijke bron persoonsgegevens: Prak, M., Gezeten burgers. De elite in een Hollandse stad. Leiden 1700-1780 (Amsterdam 1985) 401. |
| Joan de Jongh van Persijn (1694 - 1756)                                             | 01-05-1739       | 26-04-1740       | Holland, Enkhuizen                                                                                          | Beëindiging wegens benoeming tot commies-generaal van de convooien en licenten. | Repertorium Ambtsdragers en Ambtenaren 1428-1861, oorspronkelijke bron persoonsgegevens: Bonke, Hans en Katja Bossaers, Heren investeren. De bewindhebbers van de West-Friese kamers van de VOC (Haarlem/Hoorn/Enkhuizen 2002) 133. |
| Justus Witte (1711 - 1768)                                                          | 01-05-1739       | 30-04-1742       | Holland, Haarlem                                                                                            | | Repertorium Ambtsdragers en Ambtenaren 1428-1861, oorspronkelijke bron persoonsgegevens: Algemeen Nederlandsch Familieblad (1883-1905) 10 (1893) 2. |
| Adriaan van Bleyswijk (1709 - 1779)                                                 | 27-04-1740       | 30-04-1760       | Holland, Enkhuizen                                                                                          | Aanvangsdatum: benoeming door de Staten van Holland. | Repertorium Ambtsdragers en Ambtenaren 1428-1861, oorspronkelijke bron persoonsgegevens: Algemeen Nederlandsch Familieblad (1883-1905) 9 (1892) 99. |
| Michaël Onuphrius baron thoe Schwartzenberg en Hohenlansberg (1695 - 1758)          | 01-05-1740       | 30-04-1743       | Friesland, Oostergo                                                                                         | | Repertorium Ambtsdragers en Ambtenaren 1428-1861, oorspronkelijke bron persoonsgegevens: Baerdt van Sminia, H., Nieuwe naamlijst van grietmannen van de vroegste tijden af tot het jaar 1795, met eenige geschiedkundige aanteekeningen (Leeuwarden 1837) 126.                                                                              |
| Josias Hubrecht (1685 - 1742)                                                       | 26-07-1740       | 16-03-1742       | Holland, Leiden                                                                                             | Aanvangsdatum: benoeming door de Staten van Holland. Beëindigd door overlijden. | Repertorium Ambtsdragers en Ambtenaren 1428-1861, oorspronkelijke bron persoonsgegevens: Algemeen Nederlandsch Familieblad (1883-1905) 1 (1883) nr. 13, 2. |
| Wybrand van Itsma (1693 - 1759)                                                     | 01-11-1741       | 06-1759          | Friesland, Steden                                                                                           | Vijfde ordinaris gedeputeerde. - Beëindigd door overlijden. | Repertorium Ambtsdragers en Ambtenaren 1428-1861, oorspronkelijke bron persoonsgegevens: Gabriëls, A.J.C.M., `"De Edel Mogende Heeren Gecommitteerde Raaden van de Staaten van Holland en Westvriesland", 1747-1795. Aspecten van een buitencommissie op gewestelijk niveau', Tijdschrift voor Geschiedenis 94 (1981) [Bijlage] 457 en 506. |
| Jan Arend Godert de Vos van Steenwijk tot Nijerwal (1713 - 1779)                    | 01-05-1741       | 31-10-1745       | Overijssel, Vollenhove, Ridderschap van Overijssel                                                          | | Repertorium Ambtsdragers en Ambtenaren 1428-1861, oorspronkelijke bron persoonsgegevens: Mensema, A.J., De ridderschap van Overijssel 1460-1795 (3 dln., Zwolle 1993) III, 690. |
| Pieter Mogge van Renesse (1698 - 1756)                                              | 23-11-1741       | 06-11-1756       | Zeeland, Zierikzee                                                                                          | Aanvangsdatum: benoeming door de Staten van Zeeland (volgens Zeeuws Archief, archief van de Staten van Zeeland 1574-1795, inv. nr. 1667-1674 Registers van commissieën en instructiën, 1578-1809, echter mogelijk 13 november, zie Nationaal Archief, Provinciale resoluties, inv. nr. 314 (klapper resoluties Staten van Zeeland), f. 546.). Beëindigd door overlijden. | Repertorium Ambtsdragers en Ambtenaren 1428-1861, oorspronkelijke bron persoonsgegevens: Algemeen Nederlandsch Familieblad (1883-1905) 9 (1892) 218. |
| Dirck Sevenhuysen (1697 - 1754)                                                     | 01-05-1742       | 17-01-1743       | Holland, Alkmaar                                                                                            | De reden van beëindiging is onbekend. | Repertorium Ambtsdragers en Ambtenaren 1428-1861, oorspronkelijke bron persoonsgegevens: Bossaers, K.W.J.M., `Van kintsbeen aan ten staatkunde opgewassen'. Bestuur en bestuurders van het Noorderkwartier in de achttiende eeuw ('s-Gravenhage 1996) [Bijlagen] 221.                                                                       |
| Adriaan van Groenendijk (1691 - 1768)                                               | 01-05-1742       | 30-04-1745       | Holland, Gouda                                                                                              | | Repertorium Ambtsdragers en Ambtenaren 1428-1861, oorspronkelijke bron persoonsgegevens: Jong, J.J. de, Met goed fatsoen. De elite in een Hollandse stad: Gouda, 1700-1780 (Amsterdam 1985) 346. |
| Boldewijn baron Sloet tot Lindenhorst en Slotenhagen (1716 - 1758)                  | 01-11-1742       | 30-04-1754       | Overijssel, Vollenhove, Ridderschap van Overijssel                                                          | | Repertorium Ambtsdragers en Ambtenaren 1428-1861, oorspronkelijke bron persoonsgegevens: Mensema, A.J., De ridderschap van Overijssel 1460-1795 (3 dln., Zwolle 1993) III, 699. |
| Thimon van Meel (1703 - 1748)                                                       | 01-05-1742       | 30-04-1745       | Holland, Rotterdam                                                                                          | | Repertorium Ambtsdragers en Ambtenaren 1428-1861, oorspronkelijke bron persoonsgegevens: Engelbrecht, E.A., De vroedschap van Rotterdam, 1572-1795 (Rotterdam 1973) 318. |
| Emanuel Ras (1694 - 1761)                                                           | 18-01-1743       | 30-04-1745       | Holland, Alkmaar                                                                                            | Aanvangsdatum: benoeming door de Staten van Holland. | Repertorium Ambtsdragers en Ambtenaren 1428-1861, oorspronkelijke bron persoonsgegevens: Bossaers, K.W.J.M., `Van kintsbeen aan ten staatkunde opgewassen'. Bestuur en bestuurders van het Noorderkwartier in de achttiende eeuw ('s-Gravenhage 1996) [Bijlagen] 221.                                                                       |
| Luier Egbert Daendels (1706 - 1780)                                                 | 01-05-1743       | 30-04-1746       | Overijssel, Kampen                                                                                          | | Repertorium Ambtsdragers en Ambtenaren 1428-1861, oorspronkelijke bron persoonsgegevens: Doorninck, J. van, Geslachtkundige aanteekeningen ten aanzien van de gecommitteerden ten landdage van Overijssel zedert 1610-1794 met eenige berigten omtrent de voormalige havezathen in dat gewest (Deventer 1869) 650.                          |
| Arjen Bergsma (1702 - 1780)                                                         | 01-05-1743       | 25-07-1780       | Friesland, Westergo - Friesland - Friesland, Steden - Friesland, Zevenwolden - Friesland, Oostergo          | Mogelijk extraordinaris gedeputeerde. - Vijfde ordinaris gedeputeerde. - Beëindigd door overlijden. - Eindjaar mogelijk later. | Repertorium Ambtsdragers en Ambtenaren 1428-1861, oorspronkelijke bron persoonsgegevens: Nederland's Patriciaat. Genealogieën van vooraanstaande geslachten ('s-Gravenhage 1910-) 77 (1993) 75. |
| Arend baron Sloet tot Warmelo (1708 - 1771)                                         | 01-05-1743       | 1748             | Overijssel, Twente, Ridderschap van Overijssel                                                              | | Repertorium Ambtsdragers en Ambtenaren 1428-1861, oorspronkelijke bron persoonsgegevens: Mensema, A.J., De ridderschap van Overijssel 1460-1795 (3 dln., Zwolle 1993) III, 682. |
| Joan van Suchtelen (1668 - )                                                        | 01-05-1743       | 30-04-1746       | Overijssel, Deventer                                                                                        | | Repertorium Ambtsdragers en Ambtenaren 1428-1861, oorspronkelijke bron persoonsgegevens: Doorninck, J. van, Geslachtkundige aanteekeningen ten aanzien van de gecommitteerden ten landdage van Overijssel zedert 1610-1794 met eenige berigten omtrent de voormalige havezathen in dat gewest (Deventer 1869) 598.                          |
| Elias Schellinger (1717 - 1772)                                                     | 01-05-1745       | 30-04-1748       | Holland, Amsterdam                                                                                          | | Repertorium Ambtsdragers en Ambtenaren 1428-1861, oorspronkelijke bron persoonsgegevens: Elias, J.E., De vroedschap van Amsterdam, 1578-1795 (2 dln., Haarlem 1903-1905) II, 828. |
| Cornelis van den Honert (1680 - 1762)                                               | 01-05-1745       | 30-04-1756       | Holland, Dordrecht                                                                                          | De reden van beëindiging is onbekend. | Repertorium Ambtsdragers en Ambtenaren 1428-1861, oorspronkelijke bron persoonsgegevens: Dalen, J.L. van, Geschiedenis van Dordrecht (2 dln., Dordrecht 1931) I, 214. |
| Anthonij Joan Persoon (1700 - 1763)                                                 | 01-05-1746       | 30-04-1748       | Overijssel, Deventer                                                                                        | | Repertorium Ambtsdragers en Ambtenaren 1428-1861, oorspronkelijke bron persoonsgegevens: Doorninck, J. van, Geslachtkundige aanteekeningen ten aanzien van de gecommitteerden ten landdage van Overijssel zedert 1610-1794 met eenige berigten omtrent de voormalige havezathen in dat gewest (Deventer 1869) 645.                          |
| Quirinus Ekkelboom (1683 - 1763)                                                    | 01-05-1746       | 30-04-1749       | Overijssel, Kampen                                                                                          | | Repertorium Ambtsdragers en Ambtenaren 1428-1861, oorspronkelijke bron persoonsgegevens: Doorninck, J. van, Geslachtkundige aanteekeningen ten aanzien van de gecommitteerden ten landdage van Overijssel zedert 1610-1794 met eenige berigten omtrent de voormalige havezathen in dat gewest (Deventer 1869) 629.                          |
| Jan Sirtema van Grovestins (1717 - 1795)                                            | 1746             | 1753             | Friesland - Friesland, Steden - Friesland, Zevenwolden                                                      | Mogelijk extraordinaris gedeputeerde. - Vijfde ordinaris gedeputeerde. | Repertorium Ambtsdragers en Ambtenaren 1428-1861, oorspronkelijke bron persoonsgegevens: Gabriëls, A.J.C.M., `"De Edel Mogende Heeren Gecommitteerde Raaden van de Staaten van Holland en Westvriesland", 1747-1795. Aspecten van een buitencommissie op gewestelijk niveau', Tijdschrift voor Geschiedenis 94 (1981) [Bijlage] 457.        |
| Jacob Gilles (1691 - 1765)                                                          | 23-09-1746       | 03-05-1749       | Holland | Ambt uit hoofde van zijn functie als raadpensionaris van Holland. | Repertorium Ambtsdragers en Ambtenaren 1428-1861, oorspronkelijke bron persoonsgegevens: Jaarboek Centraal Bureau voor Genealogie en het Iconographisch Bureau ('s-Gravenhage 1947-) 29 (1975) 245. |
| Herman Roelof Meeuwsen ( - 1770)                                                    | 01-11-1746       | 1747             | Overijssel, Zwolle                                                                                          | | Repertorium Ambtsdragers en Ambtenaren 1428-1861, oorspronkelijke bron persoonsgegevens: Doorninck, J. van, Geslachtkundige aanteekeningen ten aanzien van de gecommitteerden ten landdage van Overijssel zedert 1610-1794 met eenige berigten omtrent de voormalige havezathen in dat gewest (Deventer 1869) 654.                          |
| Sjuck Gerrolt Juckema van Burmania Rengers (1713 - 1784)                            | 1746             | 1767             | Friesland, Westergo - Zevenwolden, Wymbritseradeel - Friesland - Friesland, Steden - Friesland, Zevenwolden | Vijfde ordinaris gedeputeerde. - De overlap met het lidmaatschap van Gedeputeerde Staten van Friesland is vooralsnog onverklaarbaar. - Mogelijk extraordinaris gedeputeerde. - De overlap met de functie van gedeputeerde ter Staten-Generaal is vooralsnog onverklaarbaar. - Alleen bekend uit Raad van State 450 jaar. Repertorium ('s-Gravenhage 1983) 177. Mogelijk extraordinaris gedeputeerde. | Repertorium Ambtsdragers en Ambtenaren 1428-1861, oorspronkelijke bron persoonsgegevens: Baerdt van Sminia, H., Nieuwe naamlijst van grietmannen van de vroegste tijden af tot het jaar 1795, met eenige geschiedkundige aanteekeningen (Leeuwarden 1837) 199 en 302.                                                                       |
| Hendrik baron van Isselmuden tot Paaslo (1719 - 1774)                               | 01-05-1747       | 30-04-1753       | Overijssel, Vollenhove, Ridderschap van Overijssel                                                          | | Repertorium Ambtsdragers en Ambtenaren 1428-1861, oorspronkelijke bron persoonsgegevens: Mensema, A.J., De ridderschap van Overijssel 1460-1795 (3 dln., Zwolle 1993) III, 706. |
| Herman Jan Greven (1719 - 1784)                                                     | 1747             | 31-10-1751       | Overijssel, Zwolle                                                                                          | | Repertorium Ambtsdragers en Ambtenaren 1428-1861, oorspronkelijke bron persoonsgegevens: Doorninck, J. van, Geslachtkundige aanteekeningen ten aanzien van de gecommitteerden ten landdage van Overijssel zedert 1610-1794 met eenige berigten omtrent de voormalige havezathen in dat gewest (Deventer 1869) 652.                          |
| Hermannus Ulricus Hamerster (1720 - 1779)                                           | 1747             | 1755             | Friesland                                                                                                   | Mogelijk extraordinaris gedeputeerde. | Repertorium Ambtsdragers en Ambtenaren 1428-1861, oorspronkelijke bron persoonsgegevens: Gabriëls, A.J.C.M., `"De Edel Mogende Heeren Gecommitteerde Raaden van de Staaten van Holland en Westvriesland", 1747-1795. Aspecten van een buitencommissie op gewestelijk niveau', Tijdschrift voor Geschiedenis 94 (1981) [Bijlage] 457 en 504. |
| Charles Jean baron Bentinck tot Nijenhuis (1708 - 1779)                             | 01-05-1747       | 30-04-1749       | Overijssel, Salland, Ridderschap van Overijssel                                                             | | Repertorium Ambtsdragers en Ambtenaren 1428-1861, oorspronkelijke bron persoonsgegevens: Mensema, A.J., De ridderschap van Overijssel 1460-1795 (3 dln., Zwolle 1993) III, 689. |
| Hermanus Ulricus Huber ( - )                                                        | 1747             | 1748             | Friesland, Zevenwolden                                                                                      | Vijfde ordinaris gedeputeerde. | Repertorium Ambtsdragers en Ambtenaren 1428-1861, oorspronkelijke bron persoonsgegevens: |
| Jan baron van Borssele van der Hooghe (1707 - 1764)                                 | 30-05-1747       | 14-03-1764       | Zeeland, eerste edele                                                                                       | Aanvangsdatum: eedsaflegging als gecommitteerde raad, op grond waarvan zitting ter Staten-Generaal namens de eerste edele van Zeeland. Beëindigd door overlijden. | Repertorium Ambtsdragers en Ambtenaren 1428-1861, oorspronkelijke bron persoonsgegevens: Algemeen Nederlandsch Familieblad (1883-1905) 9 (1892) 100. |
| Nicolaas van de Velde (1697 - 1773)                                                 | 01-05-1748       | 30-04-1751       | Holland, Leiden                                                                                             | | Repertorium Ambtsdragers en Ambtenaren 1428-1861, oorspronkelijke bron persoonsgegevens: Prak, M., Gezeten burgers. De elite in een Hollandse stad. Leiden 1700-1780 (Amsterdam 1985) 418. |
| Carel van Dijk (1712 - 1780)                                                        | 01-05-1748       | 30-04-1751       | Holland, Haarlem                                                                                            | | Repertorium Ambtsdragers en Ambtenaren 1428-1861, oorspronkelijke bron persoonsgegevens: Jaarboek Centraal Bureau voor Genealogie en het Iconographisch Bureau ('s-Gravenhage 1947-) 9 (1955) 130. |
| Menno Coehoorn van Scheltinga (1701 - 1777)                                         | 1748             | 1748             | Friesland                                                                                                   | Mogelijk extraordinaris gedeputeerde. | Repertorium Ambtsdragers en Ambtenaren 1428-1861, oorspronkelijke bron persoonsgegevens: Baerdt van Sminia, H., Nieuwe naamlijst van grietmannen van de vroegste tijden af tot het jaar 1795, met eenige geschiedkundige aanteekeningen (Leeuwarden 1837) 367.                                                                              |
| Jacob Joan Fockink (1717 - 1789)                                                    | 01-11-1748       | 30-04-1753       | Overijssel, Deventer                                                                                        | | Repertorium Ambtsdragers en Ambtenaren 1428-1861, oorspronkelijke bron persoonsgegevens: Doorninck, J. van, Geslachtkundige aanteekeningen ten aanzien van de gecommitteerden ten landdage van Overijssel zedert 1610-1794 met eenige berigten omtrent de voormalige havezathen in dat gewest (Deventer 1869) 659.                          |
| Rudolf Jordens (1671 - 1748)                                                        | 01-05-1748       | 10-1748          | Overijssel, Deventer                                                                                        | Beëindigd door overlijden. | Repertorium Ambtsdragers en Ambtenaren 1428-1861, oorspronkelijke bron persoonsgegevens: Doorninck, J. van, Geslachtkundige aanteekeningen ten aanzien van de gecommitteerden ten landdage van Overijssel zedert 1610-1794 met eenige berigten omtrent de voormalige havezathen in dat gewest (Deventer 1869) 583.                          |
| Pieter Steyn (1706 - 1772)                                                          | 18-07-1749       | 11-11-1772       | Holland | Zitting uit hoofde van zijn functie als raadpensionaris van Holland. Beëindigd door overlijden. | Repertorium Ambtsdragers en Ambtenaren 1428-1861, oorspronkelijke bron persoonsgegevens: Jaarboek Centraal Bureau voor Genealogie en het Iconographisch Bureau ('s-Gravenhage 1947-) 9 (1955) 129 en 29 (1975) 249. |
| Hobbo van Burmania (1705 - 1765)                                                    | 1749             | 1752             | Friesland                                                                                                   | Mogelijk extraordinaris gedeputeerde. | Repertorium Ambtsdragers en Ambtenaren 1428-1861, oorspronkelijke bron persoonsgegevens: Haan Hettema, M. de en A. van Halmael, Stamboek van den Frieschen, vroegeren en lateren, adel (2 dln., Leeuwarden 1846) I, 65 en II, 45. |
| August Leopold van Pallandt tot Oosterveen (1701 - 1779)                            | 01-05-1749       | 30-04-1762       | Overijssel, Salland, Ridderschap van Overijssel                                                             | | Repertorium Ambtsdragers en Ambtenaren 1428-1861, oorspronkelijke bron persoonsgegevens: Mensema, A.J., De ridderschap van Overijssel 1460-1795 (3 dln., Zwolle 1993) III, 680. |
| Anthony Patras (1718 - 1764)                                                        | 1749             | 05-04-1764       | Friesland - Friesland, Steden - Friesland, Zevenwolden                                                      | Mogelijk extraordinaris gedeputeerde. - Vijfde ordinaris gedeputeerde. - Beëindigd door overlijden. - Aanvangsdatum: benoeming door de stadhouder van Friesland. | Repertorium Ambtsdragers en Ambtenaren 1428-1861, oorspronkelijke bron persoonsgegevens: Gabriëls, A.J.C.M., `"De Edel Mogende Heeren Gecommitteerde Raaden van de Staaten van Holland en Westvriesland", 1747-1795. Aspecten van een buitencommissie op gewestelijk niveau', Tijdschrift voor Geschiedenis 94 (1981) [Bijlage] 457 en 507. |
| Jarich Georg van Burmania (1695 - 1757)                                             | 25-04-1749       | 1751             | Friesland, Westergo - Westergo, Franekeradeel                                                               | De overlap met de zitting in de Staten-Generaal is vooralsnog niet verklaarbaar, mogelijk was hij daar extraordinaris gedeputeerde. - De overlap met de zitting in Gedeputeerde Staten van Friesland is vooralsnog niet verklaarbaar, mogelijk was hij extraordinaris gedeputeerde, of heeft hij het ambt getransporteerd op iemand anders. | Repertorium Ambtsdragers en Ambtenaren 1428-1861, oorspronkelijke bron persoonsgegevens: Baerdt van Sminia, H., Nieuwe naamlijst van grietmannen van de vroegste tijden af tot het jaar 1795, met eenige geschiedkundige aanteekeningen (Leeuwarden 1837) 86 en 199.                                                                        |
| Willem Frederik baron van Knuth (1715 - 1794)                                       | 01-05-1749       | 30-04-1754       | Overijssel, Kampen                                                                                          | | Repertorium Ambtsdragers en Ambtenaren 1428-1861, oorspronkelijke bron persoonsgegevens: Doorninck, J. van, Geslachtkundige aanteekeningen ten aanzien van de gecommitteerden ten landdage van Overijssel zedert 1610-1794 met eenige berigten omtrent de voormalige havezathen in dat gewest (Deventer 1869) 657.                          |
| Regnerus Annaeus Lycklama van Wijckel (1689 - 1756)                                 | 1749             | 1749             | Friesland                                                                                                   | Mogelijk extraordinaris gedeputeerde. | Repertorium Ambtsdragers en Ambtenaren 1428-1861, oorspronkelijke bron persoonsgegevens: Baerdt van Sminia, H., Nieuwe naamlijst van grietmannen van de vroegste tijden af tot het jaar 1795, met eenige geschiedkundige aanteekeningen (Leeuwarden 1837) 383.                                                                              |
| Jacob Jan de Blocq van Kuffeler (1715 - 1779)                                       | 1751             | 1767             | Friesland, Westergo - Friesland, Zevenwolden                                                                | Vijfde ordinaris gedeputeerde. | Repertorium Ambtsdragers en Ambtenaren 1428-1861, oorspronkelijke bron persoonsgegevens: Gabriëls, A.J.C.M., `"De Edel Mogende Heeren Gecommitteerde Raaden van de Staaten van Holland en Westvriesland", 1747-1795. Aspecten van een buitencommissie op gewestelijk niveau', Tijdschrift voor Geschiedenis 94 (1981) [Bijlage] 506.        |
| Adriaan Reepmaker (1719 - 1780)                                                     | 01-05-1751       | 30-04-1754       | Holland, Rotterdam                                                                                          | | Repertorium Ambtsdragers en Ambtenaren 1428-1861, oorspronkelijke bron persoonsgegevens: Engelbrecht, E.A., De vroedschap van Rotterdam, 1572-1795 (Rotterdam 1973) 340. |
| Egbert Scriverius (1712 - 1799)                                                     | 01-11-1751       | 31-01-1753       | Overijssel, Zwolle                                                                                          | | Repertorium Ambtsdragers en Ambtenaren 1428-1861, oorspronkelijke bron persoonsgegevens: Doorninck, J. van, Geslachtkundige aanteekeningen ten aanzien van de gecommitteerden ten landdage van Overijssel zedert 1610-1794 met eenige berigten omtrent de voormalige havezathen in dat gewest (Deventer 1869) 647.                          |
| Adriaan Baert (1707 - 1763)                                                         | 01-05-1751       | 30-04-1754       | Holland, Alkmaar                                                                                            | | Repertorium Ambtsdragers en Ambtenaren 1428-1861, oorspronkelijke bron persoonsgegevens: Bossaers, K.W.J.M., `Van kintsbeen aan ten staatkunde opgewassen'. Bestuur en bestuurders van het Noorderkwartier in de achttiende eeuw ('s-Gravenhage 1996) [Bijlagen] 222.                                                                       |
| Bruno van der Does (1715 - 1791)                                                    | 01-05-1751       | 30-04-1754       | Holland, Gouda                                                                                              | | Repertorium Ambtsdragers en Ambtenaren 1428-1861, oorspronkelijke bron persoonsgegevens: Jong, J.J. de, Met goed fatsoen. De elite in een Hollandse stad: Gouda, 1700-1780 (Amsterdam 1985) 340. |
| Daniël Livius de Kempenaer (1713 - 1772)                                            | 1752             | 30-04-1761       | Friesland - Friesland, Zevenwolden - Friesland, Oostergo                                                    | Mogelijk extraordinaris gedeputeerde. | Repertorium Ambtsdragers en Ambtenaren 1428-1861, oorspronkelijke bron persoonsgegevens: Baerdt van Sminia, H., Nieuwe naamlijst van grietmannen van de vroegste tijden af tot het jaar 1795, met eenige geschiedkundige aanteekeningen (Leeuwarden 1837) 374.                                                                              |
| Sibrand de Schepper (1721 - 1787)                                                   | 01-05-1753       | 14-10-1787       | Overijssel, Deventer                                                                                        | Aanvang volgens lijst Schilder (zie institutionele toelichting) 1756 (hoogstwaarschijnlijk onjuist voor 1755, omdat hij gelijke aanvangsdatum voor opvolger Van Suchtelen geeft). - Aanvangsdatum: benoeming door de Staten van Overijssel. Beëindigd door overlijden. - Beëindigd door overlijden. | Repertorium Ambtsdragers en Ambtenaren 1428-1861, oorspronkelijke bron persoonsgegevens: Doorninck, J. van, Geslachtkundige aanteekeningen ten aanzien van de gecommitteerden ten landdage van Overijssel zedert 1610-1794 met eenige berigten omtrent de voormalige havezathen in dat gewest (Deventer 1869) 665.                          |
| Frederik Hendrik baron van Wassenaer (1701 - 1771)                                  | 07-12-1753       | 27-12-1771       | Holland, Ridderschap van Holland                                                                            | Aanvangsdatum: benoeming door de Staten van Holland. Beëindigd door overlijden. | Repertorium Ambtsdragers en Ambtenaren 1428-1861, oorspronkelijke bron persoonsgegevens: Nationaal Archief archief van de Ridderschap van Holland, inv. nr. 80, archief De Riemer, inv. nr. 40, blz. 646. |
| Lucas Gijsbert Rouse (1728 - 1797)                                                  | 01-02-1753       | 1795             | Overijssel, Zwolle                                                                                          | Einddatum blijkens A.J.C.M. Gabriëls, De heren als dienaren en de dienaar als heer. Het stadhouderlijk stelsel in de tweede helft van de achttiende eeuw ('s-Gravenhage 1990) 246. - Aanvangsdatum blijkens A.J.C.M. Gabriëls, De heren als dienaren en de dienaar als heer. Het stadhouderlijk stelsel in de tweede helft van de achttiende eeuw ('s-Gravenhage 1990) 246. - Einde mogelijk eind 1761. | Repertorium Ambtsdragers en Ambtenaren 1428-1861, oorspronkelijke bron persoonsgegevens: Doorninck, J. van, Geslachtkundige aanteekeningen ten aanzien van de gecommitteerden ten landdage van Overijssel zedert 1610-1794 met eenige berigten omtrent de voormalige havezathen in dat gewest (Deventer 1869) 663.                          |
| Gerhard Gijsbert Joan van Suchtelen (1722 - 1788)                                   | 01-05-1754       | 30-04-1774       | Overijssel, Deventer                                                                                        | | Repertorium Ambtsdragers en Ambtenaren 1428-1861, oorspronkelijke bron persoonsgegevens: Doorninck, J. van, Geslachtkundige aanteekeningen ten aanzien van de gecommitteerden ten landdage van Overijssel zedert 1610-1794 met eenige berigten omtrent de voormalige havezathen in dat gewest (Deventer 1869) 669.                          |
| Roelof baron Sloet tot de Hare (1717 - 1790)                                        | 01-05-1754       | 01-1790          | Overijssel, Vollenhove, Ridderschap van Overijssel                                                          | Beëindigd door overlijden vóór 14 januari (begraven). | Repertorium Ambtsdragers en Ambtenaren 1428-1861, oorspronkelijke bron persoonsgegevens: Mensema, A.J., De ridderschap van Overijssel 1460-1795 (3 dln., Zwolle 1993) III, 709. |
| Henrick Eeckhout (1709 - 1764)                                                      | 01-05-1754       | 30-04-1764       | Overijssel, Kampen                                                                                          | Niet in lijst Schilder (zie institutionele toelichting) Aanvang mogelijk al eind 1759. Einde mogelijk eind 1760. - Functie niet genoemd in Schilder (zie institutionele toelichting). Beëindiging mogelijk eerder door overlijden. | Repertorium Ambtsdragers en Ambtenaren 1428-1861, oorspronkelijke bron persoonsgegevens: Doorninck, J. van, Geslachtkundige aanteekeningen ten aanzien van de gecommitteerden ten landdage van Overijssel zedert 1610-1794 met eenige berigten omtrent de voormalige havezathen in dat gewest (Deventer 1869) 667.                          |
| Michiel Bruyningh (1690 - 1773)                                                     | 01-05-1754       | 30-04-1757       | Holland, Amsterdam                                                                                          | | Repertorium Ambtsdragers en Ambtenaren 1428-1861, oorspronkelijke bron persoonsgegevens: Elias, J.E., De vroedschap van Amsterdam, 1578-1795 (2 dln., Haarlem 1903-1905) II, 853. |
| Adriaan Nicolaesz. Boogaert (1693 - 1769)                                           | 01-05-1754       | 30-04-1757       | Holland, Delft                                                                                              | | Repertorium Ambtsdragers en Ambtenaren 1428-1861, oorspronkelijke bron persoonsgegevens: Algemeen Nederlandsch Familieblad (1883-1905) 9 (1892) 100. |
| Sigismund Vincent Lodewijk Gustaaf van Heiden Hompesch tot Ootmarssum (1731 - 1790) | 01-05-1755       | 30-04-1769       | Overijssel, Twente, Ridderschap van Overijssel                                                              | | Repertorium Ambtsdragers en Ambtenaren 1428-1861, oorspronkelijke bron persoonsgegevens: Mensema, A.J., De ridderschap van Overijssel 1460-1795 (3 dln., Zwolle 1993) III, 729. |
| Nicolaas van der Dussen (1718 - 1770)                                               | 01-05-1756       | 30-04-1757       | Holland, Dordrecht                                                                                          | | Repertorium Ambtsdragers en Ambtenaren 1428-1861, oorspronkelijke bron persoonsgegevens: Elias, J.E., De vroedschap van Amsterdam, 1578-1795 (2 dln., Haarlem 1903-1905) II, 678. |
| Adriaan Jacob baron van Lynden van Blitterswijk (1733 - 1759)                       | 26-07-1756       | 17-09-1759       | Zeeland, Goes                                                                                               | Aanvangsdatum: benoeming door de Staten van Zeeland. Beëindiging wegens benoeming tot ontvanger der gemene middelen. | Repertorium Ambtsdragers en Ambtenaren 1428-1861, oorspronkelijke bron persoonsgegevens: Algemeen Nederlandsch Familieblad (1883-1905) 9 (1892) 217. |
| Anthony Slicher (1721 - 1794)                                                       | 01-05-1757       | 30-04-1760       | Holland, Haarlem                                                                                            | | Repertorium Ambtsdragers en Ambtenaren 1428-1861, oorspronkelijke bron persoonsgegevens: Jaarboek Centraal Bureau voor Genealogie en het Iconographisch Bureau ('s-Gravenhage 1947-) 40 (1986) 207. |
| Philip Jacob baron Brakell (1734 - 1808)                                            | 28-03-1757       | 1795             | Zeeland, Veere                                                                                              | Aanvangsdatum: benoeming door de Staten van Zeeland. | Repertorium Ambtsdragers en Ambtenaren 1428-1861, oorspronkelijke bron persoonsgegevens: Gabriëls, A.J.C.M., De heren als dienaren en de dienaar als heer. Het stadhouderlijk stelsel in de tweede helft van de achttiende eeuw ('s-Gravenhage 1990) 502.                                                                                   |
| Georg Frederik baron thoe Schwartzenberg en Hohenlansberg (1733 - 1783)             | 1757             | 06-08-1783       | Friesland - Friesland, Westergo - Friesland, Oostergo                                                       | Mogelijk extraordinaris gedeputeerde. - Volgde de overleden Tjaerd van Aylva op, dus na 11 september 1757. Overlapt gedeeltelijk met de zitting in de Provinciale Rekenkamer van Friesland, mogelijk verliet hij dat college vóór het aantreden van zijn opvolger (op wiens aanvangsdatum de einddatum is gebaseerd). | Repertorium Ambtsdragers en Ambtenaren 1428-1861, oorspronkelijke bron persoonsgegevens: Baerdt van Sminia, H., Nieuwe naamlijst van grietmannen van de vroegste tijden af tot het jaar 1795, met eenige geschiedkundige aanteekeningen (Leeuwarden 1837) 183.                                                                              |
| Jan Hubrecht (1718 - 1794)                                                          | 01-05-1757       | 30-04-1760       | Holland, Leiden                                                                                             | | Repertorium Ambtsdragers en Ambtenaren 1428-1861, oorspronkelijke bron persoonsgegevens: Algemeen Nederlandsch Familieblad (1883-1905) 1 (1883) nr. 13, 2. |
| Hendrik Frederik Bouwer (1730 - 1780)                                               | 01-05-1758       | 30-04-1766       | Overijssel, Deventer                                                                                        | | Repertorium Ambtsdragers en Ambtenaren 1428-1861, oorspronkelijke bron persoonsgegevens: Doorninck, J. van, Geslachtkundige aanteekeningen ten aanzien van de gecommitteerden ten landdage van Overijssel zedert 1610-1794 met eenige berigten omtrent de voormalige havezathen in dat gewest (Deventer 1869) 676.                          |
| Abraham Vestrinck (1717 - 1793)                                                     | 01-05-1758       | 06-1793          | Overijssel, Kampen                                                                                          | Beëindigd door overlijden vóór 18 juni (begraven). - Einde mogelijk eind 1759. - Aanvang mogelijk al eind 1760. | Repertorium Ambtsdragers en Ambtenaren 1428-1861, oorspronkelijke bron persoonsgegevens: Doorninck, J. van, Geslachtkundige aanteekeningen ten aanzien van de gecommitteerden ten landdage van Overijssel zedert 1610-1794 met eenige berigten omtrent de voormalige havezathen in dat gewest (Deventer 1869) 675.                          |
| Johan Alexander van Sandick (1727 - 1763)                                           | 1759             | 1761             | Friesland, Zevenwolden                                                                                      | | Repertorium Ambtsdragers en Ambtenaren 1428-1861, oorspronkelijke bron persoonsgegevens: Gabriëls, A.J.C.M., `"De Edel Mogende Heeren Gecommitteerde Raaden van de Staaten van Holland en Westvriesland", 1747-1795. Aspecten van een buitencommissie op gewestelijk niveau', Tijdschrift voor Geschiedenis 94 (1981) [Bijlage] 508.        |
| Johan Louis jr. Verelst (1740 - 1761)                                               | 14-04-1760       | 16-09-1761       | Zeeland, Goes                                                                                               | Aanvangsdatum: benoeming door de Staten van Zeeland. Beëindigd door overlijden. | Repertorium Ambtsdragers en Ambtenaren 1428-1861, oorspronkelijke bron persoonsgegevens: Algemeen Nederlandsch Familieblad (1883-1905) 9 (1892) 268. |
| Pieter Ouwens (1720 - 1786)                                                         | 01-05-1760       | 30-04-1763       | Holland, Alkmaar                                                                                            | | Repertorium Ambtsdragers en Ambtenaren 1428-1861, oorspronkelijke bron persoonsgegevens: Bossaers, K.W.J.M., `Van kintsbeen aan ten staatkunde opgewassen'. Bestuur en bestuurders van het Noorderkwartier in de achttiende eeuw ('s-Gravenhage 1996) [Bijlagen] 222.                                                                       |
| Johan Wilhem Lormier (1716 - 1785)                                                  | 01-05-1760       | 30-04-1763       | Holland, Rotterdam                                                                                          | | Repertorium Ambtsdragers en Ambtenaren 1428-1861, oorspronkelijke bron persoonsgegevens: Engelbrecht, E.A., De vroedschap van Rotterdam, 1572-1795 (Rotterdam 1973) XVIII en 344. |
| Jan Poppe Andreae van Canter ( - )                                                  | 1760             | 1761             | Friesland, Westergo                                                                                         | | Repertorium Ambtsdragers en Ambtenaren 1428-1861, oorspronkelijke bron persoonsgegevens: |
| Lodewijk Quarles (1719 - 1781)                                                      | 01-05-1760       | 19-03-1781       | Holland, Gouda                                                                                              | Beëindigd door overlijden. | Repertorium Ambtsdragers en Ambtenaren 1428-1861, oorspronkelijke bron persoonsgegevens: Jong, J.J. de, Met goed fatsoen. De elite in een Hollandse stad: Gouda, 1700-1780 (Amsterdam 1985) 366. |
| Iman Cau (1716 - 1801)                                                              | 14-04-1760       | 07-01-1788       | Zeeland, Zierikzee                                                                                          | Aanvangsdatum: benoeming door de Staten van Zeeland. Ontslag op eigen verzoek. Einddatum: het besluit van de Staten van Zeeland het ontslag te accepteren. | Repertorium Ambtsdragers en Ambtenaren 1428-1861, oorspronkelijke bron persoonsgegevens: Gabriëls, A.J.C.M., De heren als dienaren en de dienaar als heer. Het stadhouderlijk stelsel in de tweede helft van de achttiende eeuw ('s-Gravenhage 1990) 503.                                                                                   |
| Gerhard Dapper (1695 - 1766)                                                        | 01-05-1761       | 30-04-1762       | Overijssel, Deventer                                                                                        | | Repertorium Ambtsdragers en Ambtenaren 1428-1861, oorspronkelijke bron persoonsgegevens: Dumbar, G., Kerkelyk en wereltlyk Deventer (2 dln., Deventer 1732 en 1788) I, 110 en II, 187-191. |
| Derk Wolter baron van Lynden ( - 1806)                                              | 16-11-1761       | 1795             | Zeeland, Goes                                                                                               | Aanvangsdatum: benoeming door de Staten van Zeeland. | Repertorium Ambtsdragers en Ambtenaren 1428-1861, oorspronkelijke bron persoonsgegevens: Gabriëls, A.J.C.M., De heren als dienaren en de dienaar als heer. Het stadhouderlijk stelsel in de tweede helft van de achttiende eeuw ('s-Gravenhage 1990) 506.                                                                                   |
| Hobbe Baerdt van Sminia (1730 - 1813)                                               | 1761             | 1761             | Friesland                                                                                                   | Mogelijk extraordinaris gedeputeerde. | Repertorium Ambtsdragers en Ambtenaren 1428-1861, oorspronkelijke bron persoonsgegevens: Baerdt van Sminia, H., Nieuwe naamlijst van grietmannen van de vroegste tijden af tot het jaar 1795, met eenige geschiedkundige aanteekeningen (Leeuwarden 1837) 136 en 341.                                                                       |
| Menno baron van Coehoorn (1725 - 1801)                                              | 01-05-1761       | 1764             | Friesland - Friesland, Steden                                                                               | Mogelijk extraordinaris gedeputeerde. | Repertorium Ambtsdragers en Ambtenaren 1428-1861, oorspronkelijke bron persoonsgegevens: Gabriëls, A.J.C.M., `"De Edel Mogende Heeren Gecommitteerde Raaden van de Staaten van Holland en Westvriesland", 1747-1795. Aspecten van een buitencommissie op gewestelijk niveau', Tijdschrift voor Geschiedenis 94 (1981) [Bijlage] 457 en 503. |
| Herman Queisen (1733 - 1776)                                                        | 01-05-1762       | 30-04-1763       | Overijssel, Zwolle                                                                                          | Aanvang mogelijk al eind 1761. | Repertorium Ambtsdragers en Ambtenaren 1428-1861, oorspronkelijke bron persoonsgegevens: Doorninck, J. van, Geslachtkundige aanteekeningen ten aanzien van de gecommitteerden ten landdage van Overijssel zedert 1610-1794 met eenige berigten omtrent de voormalige havezathen in dat gewest (Deventer 1869) 679.                          |
| Gijsbert Jan van Pallandt tot Glinthuis (1734 - 1805)                               | 01-05-1762       | 30-04-1785       | Overijssel, Salland, Ridderschap van Overijssel                                                             | A.J. Mensema, De ridderschap van Overijssel 1460-1795 3 (Zwolle 1993) 736 geeft aaneengesloten zitting 1762-1785, maar de periode 1764-1766 betrof een extraordinaris deputatie en is aldus hier niet opgenomen (zie institutionele toelichting). Schilder (zie institutionele toelichting) geeft in de periode 1777-1785 voorletters 'J.G.', maar het moet hier desondanks Gijsbert Jan betreffen. | Repertorium Ambtsdragers en Ambtenaren 1428-1861, oorspronkelijke bron persoonsgegevens: Mensema, A.J., De ridderschap van Overijssel 1460-1795 (3 dln., Zwolle 1993) III, 736. |
| Wijer Antonij Eekhout (1723 - 1801)                                                 | 01-05-1763       | 30-04-1777       | Overijssel, Deventer                                                                                        | | Repertorium Ambtsdragers en Ambtenaren 1428-1861, oorspronkelijke bron persoonsgegevens: Doorninck, J. van, Geslachtkundige aanteekeningen ten aanzien van de gecommitteerden ten landdage van Overijssel zedert 1610-1794 met eenige berigten omtrent de voormalige havezathen in dat gewest (Deventer 1869) 679.                          |
| Adriaen Adriaensz. Weveringh (1700 - 1768)                                          | 01-05-1763       | 30-04-1766       | Holland, Delft                                                                                              | | Repertorium Ambtsdragers en Ambtenaren 1428-1861, oorspronkelijke bron persoonsgegevens: Kronieken. Tijdschrift van de Genealogische Vereniging Prometheus (Delft 1992- ) 8 (1999) 15. |
| Pieter de Pui (1710 - 1766)                                                         | 01-05-1763       | 30-04-1766       | Holland, Enkhuizen                                                                                          | | Repertorium Ambtsdragers en Ambtenaren 1428-1861, oorspronkelijke bron persoonsgegevens: Bossaers, K.W.J.M., `Van kintsbeen aan ten staatkunde opgewassen'. Bestuur en bestuurders van het Noorderkwartier in de achttiende eeuw ('s-Gravenhage 1996) [Bijlagen] 227.                                                                       |
| Jacob Adriaan baron du Tour van Warmenhuisen (1734 - 1780)                          | 01-05-1763       | 1776             | Friesland, Westergo - Friesland - Friesland, Oostergo                                                       | Mogelijk extraordinaris gedeputeerde. | Repertorium Ambtsdragers en Ambtenaren 1428-1861, oorspronkelijke bron persoonsgegevens: Baerdt van Sminia, H., Nieuwe naamlijst van grietmannen van de vroegste tijden af tot het jaar 1795, met eenige geschiedkundige aanteekeningen (Leeuwarden 1837) 323.                                                                              |
| Livius Suffridus Lycklama à Nijeholt (1695 - 1773)                                  | 01-05-1763       | 1764             | Friesland, Zevenwolden                                                                                      | Vijfde ordinaris gedeputeerde. De overlap met de zitting in Gedeputeerde Staten van Friesland is vooralsnog onverklaarbaar. | Repertorium Ambtsdragers en Ambtenaren 1428-1861, oorspronkelijke bron persoonsgegevens: Baerdt van Sminia, H., Nieuwe naamlijst van grietmannen van de vroegste tijden af tot het jaar 1795, met eenige geschiedkundige aanteekeningen (Leeuwarden 1837) 387.                                                                              |
| Willem van Heemskerck (1718 - 1784)                                                 | 01-05-1763       | 30-04-1766       | Holland, Amsterdam                                                                                          | | Repertorium Ambtsdragers en Ambtenaren 1428-1861, oorspronkelijke bron persoonsgegevens: Elias, J.E., De vroedschap van Amsterdam, 1578-1795 (2 dln., Haarlem 1903-1905) II, 901. |
| Jeronimus Jacobsz. Karsseboom ( - 1771)                                             | 01-05-1763       | 30-04-1764       | Holland, Dordrecht                                                                                          | De reden van beëindiging is onbekend. | Repertorium Ambtsdragers en Ambtenaren 1428-1861, oorspronkelijke bron persoonsgegevens: Dalen, J.L. van, Geschiedenis van Dordrecht (2 dln., Dordrecht 1931) I, 215. |
| Willem Anne baron Sirtema van Grovestins (1740 - 1813)                              | 05-1763          | 30-04-1792       | Friesland - Friesland, Steden - Friesland, Zevenwolden                                                      | Mogelijk vijfde ordinaris gedeputeerde. - Mogelijk extraordinaris gedeputeerde. - Vijfde ordinaris gedeputeerde. | Repertorium Ambtsdragers en Ambtenaren 1428-1861, oorspronkelijke bron persoonsgegevens: Haan Hettema, M. de en A. van Halmael, Stamboek van den Frieschen, vroegeren en lateren, adel (2 dln., Leeuwarden 1846) I, 135 en II, 84. |
| Pieter Theodoor Golts ( - 1778)                                                     | 01-05-1763       | 31-10-1764       | Overijssel, Zwolle                                                                                          | | Repertorium Ambtsdragers en Ambtenaren 1428-1861, oorspronkelijke bron persoonsgegevens: Doorninck, J. van, Geslachtkundige aanteekeningen ten aanzien van de gecommitteerden ten landdage van Overijssel zedert 1610-1794 met eenige berigten omtrent de voormalige havezathen in dat gewest (Deventer 1869) 666.                          |
| Gerrit Helmich baron van Voorst tot Bergentheim (1694 - 1778)                       | 01-05-1764       | 30-04-1766       | Overijssel, Salland, Ridderschap van Overijssel                                                             | | Repertorium Ambtsdragers en Ambtenaren 1428-1861, oorspronkelijke bron persoonsgegevens: Mensema, A.J., De ridderschap van Overijssel 1460-1795 (3 dln., Zwolle 1993) III, 664. |
| Johan van der Burch ( - 1771)                                                       | 01-05-1764       | 30-04-1766       | Holland, Dordrecht                                                                                          | | Repertorium Ambtsdragers en Ambtenaren 1428-1861, oorspronkelijke bron persoonsgegevens: Dalen, J.L. van, Geschiedenis van Dordrecht (2 dln., Dordrecht 1931) I, 215-216. |
| Carel George van Wassenaer Obdam (1733 - 1800)                                      | 01-05-1764       | 1785             | Friesland - Friesland, Oostergo - Friesland, Zevenwolden                                                    | | Repertorium Ambtsdragers en Ambtenaren 1428-1861, oorspronkelijke bron persoonsgegevens: Baerdt van Sminia, H., Nieuwe naamlijst van grietmannen van de vroegste tijden af tot het jaar 1795, met eenige geschiedkundige aanteekeningen (Leeuwarden 1837) 200.                                                                              |
| Johan van Lemker van Breda (1717 - 1813)                                            | 01-05-1765       | 30-04-1789       | Overijssel, Kampen                                                                                          | Deze termijn niet in Schilder (zie institutionele toelichting). Omdat Lemker van Breda en Abraham Vestrinck elkaar in deze periode voortdurend afwisselen in de positie van eerste ordinaris gedeputeerde namens Kampen, is aangenomen dat hij ook nu eerste ordinaris gedeputeerde was. | Repertorium Ambtsdragers en Ambtenaren 1428-1861, oorspronkelijke bron persoonsgegevens: Doorninck, J. van, Geslachtkundige aanteekeningen ten aanzien van de gecommitteerden ten landdage van Overijssel zedert 1610-1794 met eenige berigten omtrent de voormalige havezathen in dat gewest (Deventer 1869) 686.                          |
| Wilhem van Citters (1723 - 1802)                                                    | 26-05-1766       | 20-11-1767       | Zeeland, eerste edele                                                                                       | De einddatum is die waarop de stadhouder Van Citters ontslag toekende (zie resoluties Staten van Zeeland 14 december 1767). Behoudt recht op bijwoning van de vergadering als extraordinaris gedeputeerde (zie resoluties Staten van Zeeland van 26 november 1767). | Repertorium Ambtsdragers en Ambtenaren 1428-1861, oorspronkelijke bron persoonsgegevens: Aa, A.J. van der, Biographisch woordenboek der Nederlanden (12 dln., Haarlem 1852-1878) III, 114. |
| Nicolaas van den Boetzelaer (1718 - 1796)                                           | 01-05-1766       | 12-11-1767       | Holland, Leiden                                                                                             | Beëindiging wegens benoeming tot ontvanger-generaal van Holland. | Repertorium Ambtsdragers en Ambtenaren 1428-1861, oorspronkelijke bron persoonsgegevens: Nederland's Adelsboek ('s-Gravenhage 1903-) 80 (1989) 46. |
| Zacharias Steenis ( - )                                                             | 01-05-1766       | 30-04-1769       | Holland, Haarlem                                                                                            | | Repertorium Ambtsdragers en Ambtenaren 1428-1861, oorspronkelijke bron persoonsgegevens: Naam-register van de heeren van de regeering der stad Haarlem [...] (Haarlem 1733) Koninklijke Bibliotheek, signatuur 393 E 17, met aanvullingen tot en met 1771, andere exemplaren met aanvullingen tot 1795)                                     |
| Johan van Idsinga (1736 - 1814)                                                     | 01-05-1767       | 30-04-1769       | Friesland, Steden                                                                                           | Vijfde ordinaris gedeputeerde. | Repertorium Ambtsdragers en Ambtenaren 1428-1861, oorspronkelijke bron persoonsgegevens: Gabriëls, A.J.C.M., `"De Edel Mogende Heeren Gecommitteerde Raaden van de Staaten van Holland en Westvriesland", 1747-1795. Aspecten van een buitencommissie op gewestelijk niveau', Tijdschrift voor Geschiedenis 94 (1981) [Bijlage] 457 en 506. |
| Pieter Changuion (1731 - 1804)                                                      | 1767             | 30-04-1769       | Holland, Leiden                                                                                             | De aanvangsdatum is afgeleid van de einddatum van voorganger Nicolaas van den Boetzelaer. | Repertorium Ambtsdragers en Ambtenaren 1428-1861, oorspronkelijke bron persoonsgegevens: Prak, M., Gezeten burgers. De elite in een Hollandse stad. Leiden 1700-1780 (Amsterdam 1985) 378. |
| Frans Adriaan Bigot (1744 - 1782)                                                   | 01-05-1768       | 1779             | Friesland - Friesland, Steden - Friesland, Zevenwolden                                                      | Kreeg per 1 mei 1769 eveneens commissie voor Westergo. - Vijfde ordinaris gedeputeerde. - De lijst van Engels (zie institutionele toelichting) geeft hier, op basis van Bruinsma (idem), initialen 'J.F.A.', maar aangenomen wordt dat het hier om Frans Adriaan gaat. Mogelijk extraordinaris gedeputeerde. | Repertorium Ambtsdragers en Ambtenaren 1428-1861, oorspronkelijke bron persoonsgegevens: Algemeen Nederlandsch Familieblad (1883-1905) 9 (1892) 99. |
| Johan Adriaan van de Perre (1738 - 1790)                                            | 31-10-1768       | 20-01-1779       | Zeeland, eerste edele                                                                                       | | Repertorium Ambtsdragers en Ambtenaren 1428-1861, oorspronkelijke bron persoonsgegevens: Gabriëls, A.J.C.M., De heren als dienaren en de dienaar als heer. Het stadhouderlijk stelsel in de tweede helft van de achttiende eeuw ('s-Gravenhage 1990) 507.                                                                                   |
| Daniel de Blocq Lycklama à Nijeholt (1702 - 1781)                                   | 1768             | 1769             | Friesland, Zevenwolden                                                                                      | Vijfde ordinaris gedeputeerde. | Repertorium Ambtsdragers en Ambtenaren 1428-1861, oorspronkelijke bron persoonsgegevens: Baerdt van Sminia, H., Nieuwe naamlijst van grietmannen van de vroegste tijden af tot het jaar 1795, met eenige geschiedkundige aanteekeningen (Leeuwarden 1837) 388 en 397.                                                                       |
| Jacob Paulus graaf d' Aumale ( - )                                                  | 1769             | 1770             | Friesland, Zevenwolden                                                                                      | | Repertorium Ambtsdragers en Ambtenaren 1428-1861, oorspronkelijke bron persoonsgegevens: |
| Jacob Philippus Boogaert (1735 - 1796)                                              | 01-05-1769       | 30-04-1772       | Holland, Rotterdam                                                                                          | | Repertorium Ambtsdragers en Ambtenaren 1428-1861, oorspronkelijke bron persoonsgegevens: Engelbrecht, E.A., De vroedschap van Rotterdam, 1572-1795 (Rotterdam 1973) 354. |
| Arent Jan van den Steen (1712 - 1779)                                               | 01-05-1769       | 30-04-1772       | Holland, Alkmaar                                                                                            | | Repertorium Ambtsdragers en Ambtenaren 1428-1861, oorspronkelijke bron persoonsgegevens: Bossaers, K.W.J.M., `Van kintsbeen aan ten staatkunde opgewassen'. Bestuur en bestuurders van het Noorderkwartier in de achttiende eeuw ('s-Gravenhage 1996) [Bijlagen] 222.                                                                       |
| Willem van Schuylenburch (1717 - 1769)                                              | 1769             | 20-08-1769       | Friesland, Zevenwolden                                                                                      | Beëindigd door overlijden. | Repertorium Ambtsdragers en Ambtenaren 1428-1861, oorspronkelijke bron persoonsgegevens: Nederland's Adelsboek ('s-Gravenhage 1903-) 44 (1951) 189. |
| Robert Hendrik baron van Hambroeck tot Arendshorst (1708 - 1789)                    | 01-05-1769       | 30-04-1771       | Overijssel, Twente, Ridderschap van Overijssel                                                              | | Repertorium Ambtsdragers en Ambtenaren 1428-1861, oorspronkelijke bron persoonsgegevens: Mensema, A.J., De ridderschap van Overijssel 1460-1795 (3 dln., Zwolle 1993) III, 683. |
| Wigbold Johan Theodoor baron van der Does van Noordwijk (1726 - 1787)               | 01-05-1770       | 27-01-1775       | Holland, Ridderschap van Holland                                                                            | Beëindiging wegens benoeming tot ordinaris-gedeputeerde ter Staten-Generaal. - Aanvangsdatum: benoeming door de Staten van Holland. | Repertorium Ambtsdragers en Ambtenaren 1428-1861, oorspronkelijke bron persoonsgegevens: Jaarboek van den Nederlandschen Adel ('s-Gravenhage 1888-1894) 5 (1893) 99. |
| Frederik Gijsbert comte (empire) van Dedem van Gelder (1743 - 1820)                 | 01-05-1771       | 18-07-1785       | Overijssel, Twente, Ridderschap van Overijssel                                                              | Deze functie wordt niet genoemd in A.J. Mensema, De ridderschap van Overijssel 1460-1795 3 (Zwolle 1993) 748 (zie institutionele toelichting). Aldaar verwarring met deputatie in Gedeputeerde Staten van Overijssel. De lijst Schilder (zie institutionele toelichting) geeft voor de jaren 1780-1783 onjuist J.G. van Dedem. De reden van de voortijdige beëindiging van de driejarige benoeming per 1 mei 1783 is zijn benoeming tot ambassadeur aan het Osmaanse hof, blijkens A.J.C.M. Gabriëls, De heren als dienaren en de dienaar als heer. Het stadhouderlijk stelsel in de tweede helft van de achttiende eeuw ('s-Gravenhage 1990) 356, noot 168. | Repertorium Ambtsdragers en Ambtenaren 1428-1861, oorspronkelijke bron persoonsgegevens: Aa, A.J. van der, Biographisch woordenboek der Nederlanden (12 dln., Haarlem 1852-1878) IV, 23. |
| Willem August Sirtema van Grovestins (1740 - 1813)                                  | 1772             | 1776             | Friesland, Steden                                                                                           | | Bijdrage tot een naamlijst van afgevaardigden ter Staten-Generaal uit Friesland 1637-1795 |
| Hugo Adriaan van Bleyswijck (1740 - 1821)                                           | 01-05-1772       | 30-04-1787       | Holland, Enkhuizen                                                                                          | | Repertorium Ambtsdragers en Ambtenaren 1428-1861, oorspronkelijke bron persoonsgegevens: Elias, A.M. en P.C.M. Schölvinck, met medewerking van H. Boels, Volksrepresentanten en wetgevers. De politieke elite in de Bataafs-Franse tijd 1796-1810 (Amsterdam 1991) 39.                                                                      |
| Jacob Hop (1728 - 1776)                                                             | 01-05-1772       | 30-04-1775       | Holland, Amsterdam                                                                                          | | Repertorium Ambtsdragers en Ambtenaren 1428-1861, oorspronkelijke bron persoonsgegevens: Elias, J.E., De vroedschap van Amsterdam, 1578-1795 (2 dln., Haarlem 1903-1905) II, 928. |
| mr.Pieter van Bleyswijk (1724 - 1790)                                               | 01-12-1772       | 09-11-1787       | Holland | Ambt uit hoofde van zijn functie als raadpensionaris van Holland. | Repertorium Ambtsdragers en Ambtenaren 1428-1861, oorspronkelijke bron persoonsgegevens: Jaarboek Centraal Bureau voor Genealogie en het Iconographisch Bureau ('s-Gravenhage 1947-) 29 (1975) 255. |
| Mattheus Onderwater (1726 - 1809)                                                   | 01-05-1772       | 30-04-1774       | Holland, Dordrecht                                                                                          | De reden van beëindiging is onbekend. | Repertorium Ambtsdragers en Ambtenaren 1428-1861, oorspronkelijke bron persoonsgegevens: Dalen, J.L. van, Geschiedenis van Dordrecht (2 dln., Dordrecht 1931) I, 216. |
| Nicolaes Hermansz. Schuijl (1707 - 1776)                                            | 01-05-1772       | 30-04-1775       | Holland, Delft                                                                                              | | Repertorium Ambtsdragers en Ambtenaren 1428-1861, oorspronkelijke bron persoonsgegevens: Kronieken. Tijdschrift van de Genealogische Vereniging Prometheus (Delft 1992- ) 7 (1998) 225. |
| J.M. de Beaufort ( - )                                                              | 1773             | 1773             | Friesland                                                                                                   | Mogelijk extraordinaris gedeputeerde. | Repertorium Ambtsdragers en Ambtenaren 1428-1861, oorspronkelijke bron persoonsgegevens: |
| Hans Willem baron van Aylva (1751 - 1827)                                           | 07-05-1773       | 1795             | Friesland - Friesland, Westergo - Friesland, Zevenwolden - Friesland, Oostergo                              | Vijfde ordinaris gedeputeerde. - Beëindiging wegens benoeming tot ordinaris gedeputeerde ter Staten-Generaal. | Repertorium Ambtsdragers en Ambtenaren 1428-1861, oorspronkelijke bron persoonsgegevens: Aa, A.J. van der, Biographisch woordenboek der Nederlanden (12 dln., Haarlem 1852-1878) I, 138. |
| Abraham Hendrik Onderwater (1729 - 1817)                                            | 01-05-1774       | 30-04-1775       | Holland, Dordrecht                                                                                          | | Repertorium Ambtsdragers en Ambtenaren 1428-1861, oorspronkelijke bron persoonsgegevens: Dalen, J.L. van, Geschiedenis van Dordrecht (2 dln., Dordrecht 1931) I, 216. |
| Pieter Marcus (1729 - 1808)                                                         | 01-05-1775       | 30-04-1778       | Holland, Leiden                                                                                             | | Repertorium Ambtsdragers en Ambtenaren 1428-1861, oorspronkelijke bron persoonsgegevens: Prak, M., Gezeten burgers. De elite in een Hollandse stad. Leiden 1700-1780 (Amsterdam 1985) 400. |
| Willem Lodewijk graaf van Wassenaer (1744 - 1833)                                   | 28-01-1775       | 26-04-1787       | Holland, Ridderschap van Holland                                                                            | Aanvangsdatum: benoeming door de Staten van Holland. | Repertorium Ambtsdragers en Ambtenaren 1428-1861, oorspronkelijke bron persoonsgegevens: Nederland's Adelsboek ('s-Gravenhage 1903-) 46 (1953) 256. |
| Pieter Vermeulen (1732 - 1810)                                                      | 01-05-1775       | 30-04-1778       | Holland, Haarlem                                                                                            | | Repertorium Ambtsdragers en Ambtenaren 1428-1861, oorspronkelijke bron persoonsgegevens: Jaarboek Centraal Bureau voor Genealogie en het Iconographisch Bureau ('s-Gravenhage 1947-) 40 (1986) 208. |
| Jacob Baert (1744 - 1796)                                                           | 01-05-1775       | 15-01-1782       | Holland, Alkmaar                                                                                            | De reden van beëindiging is onbekend. | Repertorium Ambtsdragers en Ambtenaren 1428-1861, oorspronkelijke bron persoonsgegevens: Bossaers, K.W.J.M., `Van kintsbeen aan ten staatkunde opgewassen'. Bestuur en bestuurders van het Noorderkwartier in de achttiende eeuw ('s-Gravenhage 1996) [Bijlagen] 222.                                                                       |
| Petrus Adrianus Bergsma (1743 - 1824)                                               | 01-05-1775       | 30-04-1776       | Friesland, Oostergo                                                                                         | | Repertorium Ambtsdragers en Ambtenaren 1428-1861, oorspronkelijke bron persoonsgegevens: Aa, A.J. van der, Biographisch woordenboek der Nederlanden (12 dln., Haarlem 1852-1878) II, 125. |
| Lamoraal Albertus Aemilius Rengers (1751 - 1811)                                    | 1776             | 1781             | Friesland, Zevenwolden                                                                                      | Vijfde ordinaris gedeputeerde. | Repertorium Ambtsdragers en Ambtenaren 1428-1861, oorspronkelijke bron persoonsgegevens: Baerdt van Sminia, H., Nieuwe naamlijst van grietmannen van de vroegste tijden af tot het jaar 1795, met eenige geschiedkundige aanteekeningen (Leeuwarden 1837) 384.                                                                              |
| Martinus Valencijn ( - 1785)                                                        | 01-05-1777       | 30-04-1781       | Overijssel, Kampen                                                                                          | | Repertorium Ambtsdragers en Ambtenaren 1428-1861, oorspronkelijke bron persoonsgegevens: Doorninck, J. van, Geslachtkundige aanteekeningen ten aanzien van de gecommitteerden ten landdage van Overijssel zedert 1610-1794 met eenige berigten omtrent de voormalige havezathen in dat gewest (Deventer 1869) 693.                          |
| Charles Bigot (1743 - 1801)                                                         | 01-05-1777       | 30-04-1789       | Friesland, Westergo - Friesland - Friesland, Steden - Friesland, Oostergo                                   | Mogelijk vijfde ordinaris gedeputeerde. - Mogelijk extraordinaris gedeputeerde. | Repertorium Ambtsdragers en Ambtenaren 1428-1861, oorspronkelijke bron persoonsgegevens: Gabriëls, A.J.C.M., `"De Edel Mogende Heeren Gecommitteerde Raaden van de Staaten van Holland en Westvriesland", 1747-1795. Aspecten van een buitencommissie op gewestelijk niveau', Tijdschrift voor Geschiedenis 94 (1981) [Bijlage] 457 en 502. |
| Willem van Citters (1751 - 1803)                                                    | 27-11-1777       | 1795             | Zeeland, Middelburg                                                                                         | Aanvangsdatum: benoeming door de Staten van Zeeland. | Repertorium Ambtsdragers en Ambtenaren 1428-1861, oorspronkelijke bron persoonsgegevens: Bijl, M. van der, Idee en interest. Voorgeschiedenis, verloop en achtergronden van de politieke twisten in Zeeland en vooral in Middelburg tussen 1702 en 1715 (Groningen 1981) Bijlage XVI.                                                       |
| Philip Jacob van der Goes (1728 - 1789)                                             | 01-05-1778       | 30-04-1781       | Holland, Rotterdam                                                                                          | | Repertorium Ambtsdragers en Ambtenaren 1428-1861, oorspronkelijke bron persoonsgegevens: Engelbrecht, E.A., De vroedschap van Rotterdam, 1572-1795 (Rotterdam 1973) 354. |
| Reinier Hendrik van Kuffeler (1753 - 1801)                                          | 05-1778          | 1788             | Friesland - Friesland, Steden - Friesland, Zevenwolden                                                      | Mogelijk extraordinaris gedeputeerde. - Vijfde ordinaris gedeputeerde. | Repertorium Ambtsdragers en Ambtenaren 1428-1861, oorspronkelijke bron persoonsgegevens: Gabriëls, A.J.C.M., `"De Edel Mogende Heeren Gecommitteerde Raaden van de Staaten van Holland en Westvriesland", 1747-1795. Aspecten van een buitencommissie op gewestelijk niveau', Tijdschrift voor Geschiedenis 94 (1981) [Bijlage] 506.        |
| Willem Ouwens (1717 - 1779)                                                         | 01-05-1778       | 30-04-1779       | Friesland, Steden                                                                                           | Vijfde ordinaris gedeputeerde. Beëindiging mogelijk eerder door overlijden. | Repertorium Ambtsdragers en Ambtenaren 1428-1861, oorspronkelijke bron persoonsgegevens: Gabriëls, A.J.C.M., `"De Edel Mogende Heeren Gecommitteerde Raaden van de Staaten van Holland en Westvriesland", 1747-1795. Aspecten van een buitencommissie op gewestelijk niveau', Tijdschrift voor Geschiedenis 94 (1981) [Bijlage] 457 en 507. |
| Pelgrim van Ingen (1712 - 1779)                                                     | 01-05-1778       | 30-04-1779       | Overijssel, Kampen                                                                                          | | Repertorium Ambtsdragers en Ambtenaren 1428-1861, oorspronkelijke bron persoonsgegevens: Doorninck, J. van, Geslachtkundige aanteekeningen ten aanzien van de gecommitteerden ten landdage van Overijssel zedert 1610-1794 met eenige berigten omtrent de voormalige havezathen in dat gewest (Deventer 1869) 694.                          |
| Jan Boreel de Mauregnault (1741 - 1813)                                             | 01-05-1778       | 29-05-1788       | Holland, Hoorn                                                                                              | Beëindiging wegens ontslag uit de vroedschap van Hoorn. | Repertorium Ambtsdragers en Ambtenaren 1428-1861, oorspronkelijke bron persoonsgegevens: Bonke, Hans en Katja Bossaers, Heren investeren. De bewindhebbers van de West-Friese kamers van de VOC (Haarlem/Hoorn/Enkhuizen 2002) 153. |
| Willem Karel Hendrik van Lynden van Blitterswijk (1736 - 1816)                      | 21-01-1779       | 1795             | Zeeland, eerste edele                                                                                       | | Repertorium Ambtsdragers en Ambtenaren 1428-1861, oorspronkelijke bron persoonsgegevens: Gabriëls, A.J.C.M., De heren als dienaren en de dienaar als heer. Het stadhouderlijk stelsel in de tweede helft van de achttiende eeuw ('s-Gravenhage 1990) 507.                                                                                   |
| Arnold Hendrik ten Oever ( - 1783)                                                  | 01-05-1779       | 30-04-1782       | Overijssel, Kampen                                                                                          | | Repertorium Ambtsdragers en Ambtenaren 1428-1861, oorspronkelijke bron persoonsgegevens: Doorninck, J. van, Geslachtkundige aanteekeningen ten aanzien van de gecommitteerden ten landdage van Overijssel zedert 1610-1794 met eenige berigten omtrent de voormalige havezathen in dat gewest (Deventer 1869) 698.                          |
| Pieter Ulbo Rengers (1756 - 1810)                                                   | 12-1780          | 1794             | Friesland, Westergo - Friesland, Steden - Friesland, Zevenwolden                                            | Mogelijk vijfde ordinaris gedeputeerde. | Repertorium Ambtsdragers en Ambtenaren 1428-1861, oorspronkelijke bron persoonsgegevens: Gabriëls, A.J.C.M., `"De Edel Mogende Heeren Gecommitteerde Raaden van de Staaten van Holland en Westvriesland", 1747-1795. Aspecten van een buitencommissie op gewestelijk niveau', Tijdschrift voor Geschiedenis 94 (1981) [Bijlage] 508.        |
| Bartholomeus van den Santheuvel (1730 - 1784)                                       | 01-05-1781       | 30-04-1784       | Holland, Dordrecht                                                                                          | | Repertorium Ambtsdragers en Ambtenaren 1428-1861, oorspronkelijke bron persoonsgegevens: Dalen, J.L. van, Geschiedenis van Dordrecht (2 dln., Dordrecht 1931) I, 216. |
| Jacob Adriaensz. van der Lelij (1698 - 1795)                                        | 01-05-1781       | 30-04-1784       | Holland, Delft                                                                                              | | Repertorium Ambtsdragers en Ambtenaren 1428-1861, oorspronkelijke bron persoonsgegevens: Kronieken. Tijdschrift van de Genealogische Vereniging Prometheus (Delft 1992- ) 7 (1998) 185. |
| Arent Julianus Carel de Bère (1753 - 1820)                                          | 01-05-1781       | 1782             | Friesland, Zevenwolden                                                                                      | | Repertorium Ambtsdragers en Ambtenaren 1428-1861, oorspronkelijke bron persoonsgegevens: Elias, A.M. en P.C.M. Schölvinck, met medewerking van H. Boels, Volksrepresentanten en wetgevers. De politieke elite in de Bataafs-Franse tijd 1796-1810 (Amsterdam 1991) 30.                                                                      |
| Willem Boreel (1744 - 1796)                                                         | 01-05-1781       | 30-04-1784       | Holland, Amsterdam                                                                                          | | Repertorium Ambtsdragers en Ambtenaren 1428-1861, oorspronkelijke bron persoonsgegevens: Elias, J.E., De vroedschap van Amsterdam, 1578-1795 (2 dln., Haarlem 1903-1905) II, 945. |
| Johan Anton baron van Knuth (1759 - 1793)                                           | 01-05-1782       | 30-04-1783       | Overijssel, Kampen                                                                                          | Schilder (zie institutionele toelichting) geeft onjuist aanvangsjaar 1781. | Repertorium Ambtsdragers en Ambtenaren 1428-1861, oorspronkelijke bron persoonsgegevens: Doorninck, J. van, Geslachtkundige aanteekeningen ten aanzien van de gecommitteerden ten landdage van Overijssel zedert 1610-1794 met eenige berigten omtrent de voormalige havezathen in dat gewest (Deventer 1869) 724.                          |
| Joan van Kuffeler (1755 - 1811)                                                     | 1782             | 01-03-1796       | Zeeland - Friesland, Westergo - Friesland, Steden                                                           | | Repertorium Ambtsdragers en Ambtenaren 1428-1861, oorspronkelijke bron persoonsgegevens: Algemeen Nederlandsch Familieblad (1883-1905) 17 (1905) 221. |
| Willem Zelandus van Borssele (1757 - 1837)                                          | 31-05-1782       | 1795             | Zeeland, Vlissingen                                                                                         | Aanvangsdatum: benoeming door de Staten van Zeeland. | Repertorium Ambtsdragers en Ambtenaren 1428-1861, oorspronkelijke bron persoonsgegevens: Gabriëls, A.J.C.M., De heren als dienaren en de dienaar als heer. Het stadhouderlijk stelsel in de tweede helft van de achttiende eeuw ('s-Gravenhage 1990) 502.                                                                                   |
| Regnerus Livius van Andringa de Kempenaer (1752 - 1813)                             | 1782             | 1787             | Friesland                                                                                                   | Mogelijk extraordinaris gedeputeerde. | Repertorium Ambtsdragers en Ambtenaren 1428-1861, oorspronkelijke bron persoonsgegevens: Aa, A.J. van der, Biographisch woordenboek der Nederlanden (12 dln., Haarlem 1852-1878) X, 34. |
| Pieter de Carpentier (1746 - 1794)                                                  | 16-01-1782       | 30-04-1784       | Holland, Alkmaar                                                                                            | Aanvangsdatum: benoeming door de Staten van Holland. | Repertorium Ambtsdragers en Ambtenaren 1428-1861, oorspronkelijke bron persoonsgegevens: Bossaers, K.W.J.M., `Van kintsbeen aan ten staatkunde opgewassen'. Bestuur en bestuurders van het Noorderkwartier in de achttiende eeuw ('s-Gravenhage 1996) [Bijlagen] 222.                                                                       |
| Jan Lodewijk Doys van Burmania (1734 - 1802)                                        | 01-05-1784       | 1788             | Friesland - Friesland, Steden                                                                               | | Repertorium Ambtsdragers en Ambtenaren 1428-1861, oorspronkelijke bron persoonsgegevens: Haan Hettema, M. de en A. van Halmael, Stamboek van den Frieschen, vroegeren en lateren, adel (2 dln., Leeuwarden 1846) I, 65 en II, 45. |
| Hans Hendrik van Haersma (1760 - 1825)                                              | 01-05-1784       | 1788             | Friesland - Friesland, Steden                                                                               | Mogelijk extraordinaris gedeputeerde. - Vijfde ordinaris gedeputeerde. | Repertorium Ambtsdragers en Ambtenaren 1428-1861, oorspronkelijke bron persoonsgegevens: Brood, P. e.a. ed., Homines novi. De eerste volksvertegenwoordigers van 1795 (Amsterdam 1993) 188. |
| Willem Anne Lestevenon (1750 - 1816)                                                | 01-05-1784       | 1787             | Holland, Haarlem - Holland                                                                                  | | Repertorium Ambtsdragers en Ambtenaren 1428-1861, oorspronkelijke bron persoonsgegevens: Aa, A.J. van der, Biographisch woordenboek der Nederlanden (12 dln., Haarlem 1852-1878) VIII, 112. |
| Joost Romswinckel (1745 - 1824)                                                     | 01-05-1784       | 30-04-1787       | Holland, Leiden                                                                                             | | Repertorium Ambtsdragers en Ambtenaren 1428-1861, oorspronkelijke bron persoonsgegevens: Kok, G. Chr., In dienst van het recht. Uit de geschiedenis van het gerechtshof te 's-Gravenhage en de daaraan voorafgegane hoven (1428-heden) (Hilversum 2005) 289.                                                                                |
| Derk Frederik baron van Voorst tot Bergentheim (1730 - 1796)                        | 01-05-1785       | 30-04-1786       | Overijssel, Salland, Ridderschap van Overijssel                                                             | | Repertorium Ambtsdragers en Ambtenaren 1428-1861, oorspronkelijke bron persoonsgegevens: Mensema, A.J., De ridderschap van Overijssel 1460-1795 (3 dln., Zwolle 1993) III, 727. |
| Floris Willem baron Sloet (1753 - 1838)                                             | 19-07-1785       | 1795             | Overijssel, Twente, Ridderschap van Overijssel                                                              | Aanvangsdatum: benoeming door de Staten van Overijssel. | Repertorium Ambtsdragers en Ambtenaren 1428-1861, oorspronkelijke bron persoonsgegevens: Mensema, A.J., De ridderschap van Overijssel 1460-1795 (3 dln., Zwolle 1993) III, 768. |
| Willem Hendrik van Hambroick (1744 - 1822)                                          | 01-05-1785       | 1795             | Friesland - Friesland, Steden                                                                               | Mogelijk vijfde ordinaris gedeputeerde. - Mogelijk extraordinaris gedeputeerde. | Repertorium Ambtsdragers en Ambtenaren 1428-1861, oorspronkelijke bron persoonsgegevens: Gabriëls, A.J.C.M., `"De Edel Mogende Heeren Gecommitteerde Raaden van de Staaten van Holland en Westvriesland", 1747-1795. Aspecten van een buitencommissie op gewestelijk niveau', Tijdschrift voor Geschiedenis 94 (1981) [Bijlage] 457.        |
| Marius Anthony Carel baron van Voorst tot Borgel (1733 - 1811)                      | 01-05-1786       | 1795             | Overijssel, Salland, Ridderschap van Overijssel                                                             | | Repertorium Ambtsdragers en Ambtenaren 1428-1861, oorspronkelijke bron persoonsgegevens: Mensema, A.J., De ridderschap van Overijssel 1460-1795 (3 dln., Zwolle 1993) III, 742. |
| Adriaan Pieter comte (empire) Twent van Raephorst (1745 - 1816)                     | 01-05-1787       | 30-04-1790       | Holland, Gouda                                                                                              | | Repertorium Ambtsdragers en Ambtenaren 1428-1861, oorspronkelijke bron persoonsgegevens: Elias, A.M. en P.C.M. Schölvinck, met medewerking van H. Boels, Volksrepresentanten en wetgevers. De politieke elite in de Bataafs-Franse tijd 1796-1810 (Amsterdam 1991) 235.                                                                     |
| Willem Frederik Hendrik baron van Wassenaer van Spanbroek (1752 - 1799)             | 27-04-1787       | 01-1795          | Holland, Ridderschap van Holland                                                                            | Aanvangsdatum: benoeming door de Staten van Holland. | Repertorium Ambtsdragers en Ambtenaren 1428-1861, oorspronkelijke bron persoonsgegevens: Nieuw Nederlandsch Biografisch Woordenboek. P.C. Molhuysen en P.J. Blok ed. (10 dln., Leiden 1911-1937) II, 1536. |
| Adriaan Jan baron van Borssele van Geldermalsen (1746 - 1806)                       | 17-09-1787       | 1795             | Zeeland, Tholen                                                                                             | Aanvangsdatum: benoeming door de Staten van Zeeland. - Beëindiging wegens benoeming tot ordinaris gedeputeerde ter Staten-Generaal. | Repertorium Ambtsdragers en Ambtenaren 1428-1861, oorspronkelijke bron persoonsgegevens: Gabriëls, A.J.C.M., De heren als dienaren en de dienaar als heer. Het stadhouderlijk stelsel in de tweede helft van de achttiende eeuw ('s-Gravenhage 1990) 502.                                                                                   |
| Laurens Pieter van de Spiegel (1737 - 1800)                                         | 06-12-1787       | 28-01-1795       | Holland | Ambt uit hoofde van zijn functie als raadpensionaris van Holland. | Repertorium Ambtsdragers en Ambtenaren 1428-1861, oorspronkelijke bron persoonsgegevens: Jaarboek Centraal Bureau voor Genealogie en het Iconographisch Bureau ('s-Gravenhage 1947-) 29 (1975) 260. |
| Jacob Mossel (1739 - 1797)                                                          | 01-05-1787       | 30-04-1790       | Holland, Rotterdam                                                                                          | | Repertorium Ambtsdragers en Ambtenaren 1428-1861, oorspronkelijke bron persoonsgegevens: Engelbrecht, E.A., De vroedschap van Rotterdam, 1572-1795 (Rotterdam 1973) 363. |
| Willem Anne van Haren (1749 - 1835)                                                 | Juli 1787        | December 1787    | Friesland                                                                                                   | Mogelijk extraordinaris gedeputeerde. | Repertorium Ambtsdragers en Ambtenaren 1428-1861, oorspronkelijke bron persoonsgegevens: Baerdt van Sminia, H., Nieuwe naamlijst van grietmannen van de vroegste tijden af tot het jaar 1795, met eenige geschiedkundige aanteekeningen (Leeuwarden 1837) 406.                                                                              |
| Gerard Willem van Marle (1752 - 1799)                                               | 01-05-1787       | 1787             | Overijssel - Overijssel, Zwolle                                                                             | | Repertorium Ambtsdragers en Ambtenaren 1428-1861, oorspronkelijke bron persoonsgegevens: Doorninck, J. van, Geslachtkundige aanteekeningen ten aanzien van de gecommitteerden ten landdage van Overijssel zedert 1610-1794 met eenige berigten omtrent de voormalige havezathen in dat gewest (Deventer 1869) 739.                          |
| Damian Joan van Doorninck (1739 - 1787)                                             | 01-05-1787       | 28-09-1787       | Overijssel, Deventer                                                                                        | | Repertorium Ambtsdragers en Ambtenaren 1428-1861, oorspronkelijke bron persoonsgegevens: Doorninck, J. van, Geslachtkundige aanteekeningen ten aanzien van de gecommitteerden ten landdage van Overijssel zedert 1610-1794 met eenige berigten omtrent de voormalige havezathen in dat gewest (Deventer 1869) 715.                          |
| Abraham Hendrik van Suchtelen (1737 - 1813)                                         | 25-01-1788       | 30-04-1794       | Overijssel, Deventer                                                                                        | Aanvangsdatum: benoeming door de Staten van Overijssel. | Repertorium Ambtsdragers en Ambtenaren 1428-1861, oorspronkelijke bron persoonsgegevens: Algemeen Nederlandsch Familieblad (1883-1905) 17 (1905) 182. |
| Jan Jager (1743 - 1801)                                                             | 30-05-1788       | 30-04-1790       | Holland, Hoorn                                                                                              | Aanvangsdatum: benoeming door de Staten van Holland. | Repertorium Ambtsdragers en Ambtenaren 1428-1861, oorspronkelijke bron persoonsgegevens: Bonke, Hans en Katja Bossaers, Heren investeren. De bewindhebbers van de West-Friese kamers van de VOC (Haarlem/Hoorn/Enkhuizen 2002) 154. |
| Martinus van Scheltinga (1744 - 1820)                                               | 01-05-1788       | 30-04-1791       | Friesland, Oostergo                                                                                         | | Repertorium Ambtsdragers en Ambtenaren 1428-1861, oorspronkelijke bron persoonsgegevens: Baerdt van Sminia, H., Nieuwe naamlijst van grietmannen van de vroegste tijden af tot het jaar 1795, met eenige geschiedkundige aanteekeningen (Leeuwarden 1837) 103.                                                                              |
| François Pierre Guillaume van Schuylenburch (1767 - 1818)                           | 1789             | 1795             | Friesland, Steden - Friesland, Zevenwolden - Friesland, Oostergo                                            | Vijfde ordinaris gedeputeerde. | Repertorium Ambtsdragers en Ambtenaren 1428-1861, oorspronkelijke bron persoonsgegevens: Aa, A.J. van der, Biographisch woordenboek der Nederlanden (12 dln., Haarlem 1852-1878) X, 177. |
| Eco de Wendt (1725 - 1809)                                                          | 01-05-1789       | 1791             | Friesland - Friesland, Steden                                                                               | Mogelijk extraordinaris gedeputeerde. | Repertorium Ambtsdragers en Ambtenaren 1428-1861, oorspronkelijke bron persoonsgegevens: Bakker, G., ‘Leden fan de Warkumer froedskip tusken 1632 en 1795’, in: idem ed., De sted Warkum (Bolsward 1967) 32-41. 41. |
| Pieter van den Santheuvel (1732 - 1799)                                             | 01-05-1790       | 30-04-1793       | Holland, Dordrecht                                                                                          | | Repertorium Ambtsdragers en Ambtenaren 1428-1861, oorspronkelijke bron persoonsgegevens: Dalen, J.L. van, Geschiedenis van Dordrecht (2 dln., Dordrecht 1931) I, 216. |
| Schelte van Heemstra (1738 - 1803)                                                  | 1790             | 1791             | Friesland                                                                                                   | Mogelijk extraordinaris gedeputeerde. | Repertorium Ambtsdragers en Ambtenaren 1428-1861, oorspronkelijke bron persoonsgegevens: Gabriëls, A.J.C.M., `"De Edel Mogende Heeren Gecommitteerde Raaden van de Staaten van Holland en Westvriesland", 1747-1795. Aspecten van een buitencommissie op gewestelijk niveau', Tijdschrift voor Geschiedenis 94 (1981) [Bijlage] 457 en 505. |
| Anthony Blok (1737 - 1821)                                                          | 01-05-1790       | 30-04-1793       | Holland, Enkhuizen                                                                                          | | Repertorium Ambtsdragers en Ambtenaren 1428-1861, oorspronkelijke bron persoonsgegevens: Bonke, Hans en Katja Bossaers, Heren investeren. De bewindhebbers van de West-Friese kamers van de VOC (Haarlem/Hoorn/Enkhuizen 2002) 136. |
| Robbert Adolf Borchard Jan Sloet (1746 - 1816)                                      | 01-05-1790       | 1795             | Overijssel, Vollenhove, Ridderschap van Overijssel                                                          | | Repertorium Ambtsdragers en Ambtenaren 1428-1861, oorspronkelijke bron persoonsgegevens: Mensema, A.J., De ridderschap van Overijssel 1460-1795 (3 dln., Zwolle 1993) III, 758. |
| Abraham Adriaensz. van Schuylenburch (1738 - 1814)                                  | 01-05-1790       | 30-04-1793       | Holland, Delft                                                                                              | | Repertorium Ambtsdragers en Ambtenaren 1428-1861, oorspronkelijke bron persoonsgegevens: Kronieken. Tijdschrift van de Genealogische Vereniging Prometheus (Delft 1992- ) 7 (1998) 226. |
| mr.Nicolaas Calkoen (1753 - 1817)                                                   | 01-05-1790       | 30-04-1793       | Holland, Amsterdam                                                                                          | | Repertorium Ambtsdragers en Ambtenaren 1428-1861, oorspronkelijke bron persoonsgegevens: Aa, A.J. van der, Biographisch woordenboek der Nederlanden (12 dln., Haarlem 1852-1878) III, 6. |
| Lodewijk Idzard Douwe Sirtema van Grovestins (1749 - 1806)                          | 01-05-1791       | 30-04-1792       | Friesland, Oostergo                                                                                         | | Repertorium Ambtsdragers en Ambtenaren 1428-1861, oorspronkelijke bron persoonsgegevens: Nederland's Adelsboek ('s-Gravenhage 1903-) 44 (1951) 300. |
| Lodewijk Rengers (1754 - 1803)                                                      | 01-05-1792       | 1795             | Friesland - Friesland, Steden - Friesland, Zevenwolden                                                      | Vijfde ordinaris gedeputeerde. - Van 1 mei 1792 tot en met 30 april 1793 mogelijk vijfde ordinaris gedeputeerde. | Repertorium Ambtsdragers en Ambtenaren 1428-1861, oorspronkelijke bron persoonsgegevens: Gabriëls, A.J.C.M., `"De Edel Mogende Heeren Gecommitteerde Raaden van de Staaten van Holland en Westvriesland", 1747-1795. Aspecten van een buitencommissie op gewestelijk niveau', Tijdschrift voor Geschiedenis 94 (1981) [Bijlage] 457 en 508. |
| Wolf Floris baron van Hemert tot Dingshof (1753 - 1832)                             | 26-07-1793       | 1795             | Overijssel, Kampen                                                                                          | Aanvangsdatum: benoeming door de Staten van Overijssel. | Repertorium Ambtsdragers en Ambtenaren 1428-1861, oorspronkelijke bron persoonsgegevens: Doorninck, J. van, Geslachtkundige aanteekeningen ten aanzien van de gecommitteerden ten landdage van Overijssel zedert 1610-1794 met eenige berigten omtrent de voormalige havezathen in dat gewest (Deventer 1869) 723.                          |
| Ysbrand de Kock (1739 - 1805)                                                       | 01-05-1793       | 1795             | Holland, Alkmaar                                                                                            | | Repertorium Ambtsdragers en Ambtenaren 1428-1861, oorspronkelijke bron persoonsgegevens: Familiedossiers Centraal Bureau voor Genealogie te 's-Gravenhage (dossier op naam van de betrokkene) |
| Johan comte (empire) Meerman van Dalem (1753 - 1815)                                | 01-05-1793       | 01-1795          | Holland, Leiden                                                                                             | | Repertorium Ambtsdragers en Ambtenaren 1428-1861, oorspronkelijke bron persoonsgegevens: Azimi, V., Les premiers sénateurs français. Consulat et Premier Empire 1800-1814 (Parijs, 2000) 245. |
| Adriaan Boesses (1742 - 1808)                                                       | 01-05-1793       | 1795             | Holland, Haarlem                                                                                            | | Repertorium Ambtsdragers en Ambtenaren 1428-1861, oorspronkelijke bron persoonsgegevens: Jaarboek Centraal Bureau voor Genealogie en het Iconographisch Bureau ('s-Gravenhage 1947-) 40 (1986) 214. |
| Reinhard van Lynden (1742 - 1819)                                                   | 1793             | 1795             | Friesland - Friesland, Zevenwolden                                                                          | Mogelijk extraordinaris gedeputeerde. | Repertorium Ambtsdragers en Ambtenaren 1428-1861, oorspronkelijke bron persoonsgegevens: Baerdt van Sminia, H., Nieuwe naamlijst van grietmannen van de vroegste tijden af tot het jaar 1795, met eenige geschiedkundige aanteekeningen (Leeuwarden 1837) 389.                                                                              |
| Bonifacius van der Haer ( - )                                                       | 01-05-1794       | 1795             | Friesland, Steden                                                                                           | | Repertorium Ambtsdragers en Ambtenaren 1428-1861, oorspronkelijke bron persoonsgegevens: |
| Joan Jacobson ( - 1825)                                                             | 01-05-1794       | 1795             | Overijssel, Deventer                                                                                        | | Repertorium Ambtsdragers en Ambtenaren 1428-1861, oorspronkelijke bron persoonsgegevens: Doorninck, J. van, Geslachtkundige aanteekeningen ten aanzien van de gecommitteerden ten landdage van Overijssel zedert 1610-1794 met eenige berigten omtrent de voormalige havezathen in dat gewest (Deventer 1869) 744.                          |
| Bernardus Wolfgangus Krepel (1754 - 1830)                                           | 01-10-1795       | 01-03-1796       | Gelderland                                                                                                  | | Repertorium Ambtsdragers en Ambtenaren 1428-1861, oorspronkelijke bron persoonsgegevens: Brood, P. e.a. ed., Homines novi. De eerste volksvertegenwoordigers van 1795 (Amsterdam 1993) 450. |
| Johan Willem Simon van Haersolte (1764 - 1817)                                      | 09-02-1795       | 1796             | Gelderland                                                                                                  | | Repertorium Ambtsdragers en Ambtenaren 1428-1861, oorspronkelijke bron persoonsgegevens: Elias, A.M. en P.C.M. Schölvinck, met medewerking van H. Boels, Volksrepresentanten en wetgevers. De politieke elite in de Bataafs-Franse tijd 1796-1810 (Amsterdam 1991) 99.                                                                      |
| Pieter Roos (1752 - 1799)                                                           | 31-01-1795       | 01-03-1796       | Holland | | Repertorium Ambtsdragers en Ambtenaren 1428-1861, oorspronkelijke bron persoonsgegevens: |
| Johan Antony Zwier van Isselmuiden tot Paeslo (1760 - 1810)                         | 09-03-1795       | 01-03-1796       | Overijssel                                                                                                  | | Repertorium Ambtsdragers en Ambtenaren 1428-1861, oorspronkelijke bron persoonsgegevens: Nederland's Adelsboek ('s-Gravenhage 1903-) 41 (1943/1948) 38. |
| Joan Jacob Duyvensz (1777 - 1835)                                                   | 13-02-1795       |                  | Holland | | Repertorium Ambtsdragers en Ambtenaren 1428-1861, oorspronkelijke bron persoonsgegevens: |
| Petrus Pijpers (1748 - 1805)                                                        | 24-02-1795       | 01-03-1796       | Utrecht | | Repertorium Ambtsdragers en Ambtenaren 1428-1861, oorspronkelijke bron persoonsgegevens: Aa, A.J. van der, Biographisch woordenboek der Nederlanden (12 dln., Haarlem 1852-1878) IX, 154. |
| Jacobus Thehoff (1749 - 1815)                                                       | 15-06-1795       | 01-03-1796       | Zeeland | | Repertorium Ambtsdragers en Ambtenaren 1428-1861, oorspronkelijke bron persoonsgegevens: Brood, P. e.a. ed., Homines novi. De eerste volksvertegenwoordigers van 1795 (Amsterdam 1993) 580. |
| Johannes Laurentius Banens (1740 - 1822)                                            | 11-09-1795       | 01-03-1796       | Utrecht | | Repertorium Ambtsdragers en Ambtenaren 1428-1861, oorspronkelijke bron persoonsgegevens: |
| Adolph Hendrik Cramer (1757 - 1824)                                                 | 26-05-1795       | 01-03-1796       | Overijssel                                                                                                  | Opnieuw gecommitteerd 16 februari 1796. | Repertorium Ambtsdragers en Ambtenaren 1428-1861, oorspronkelijke bron persoonsgegevens: Elias, A.M. en P.C.M. Schölvinck, met medewerking van H. Boels, Volksrepresentanten en wetgevers. De politieke elite in de Bataafs-Franse tijd 1796-1810 (Amsterdam 1991) 66.                                                                      |
| Hendrik de Sandra Veldtman ( - 1816)                                                | 07-03-1795       |                  | Groningen                                                                                                   | | Repertorium Ambtsdragers en Ambtenaren 1428-1861, oorspronkelijke bron persoonsgegevens: |
| Johan Herman de Lange (1758 - 1818)                                                 | 17-02-1795       | 01-03-1796       | Holland | | Repertorium Ambtsdragers en Ambtenaren 1428-1861, oorspronkelijke bron persoonsgegevens: Elias, A.M. en P.C.M. Schölvinck, met medewerking van H. Boels, Volksrepresentanten en wetgevers. De politieke elite in de Bataafs-Franse tijd 1796-1810 (Amsterdam 1991) 147.                                                                     |
| Daniël Willem de Cliever (1742 - 1807)                                              | 19-08-1795       | 01-03-1796       | Zeeland | | Repertorium Ambtsdragers en Ambtenaren 1428-1861, oorspronkelijke bron persoonsgegevens: |
| Anthony Boldewijn Gijsbert van Dedem van Gelder (1774 - 1825)                       | 16-07-1795       |                  | Overijssel                                                                                                  | | Repertorium Ambtsdragers en Ambtenaren 1428-1861, oorspronkelijke bron persoonsgegevens: Nederland's Adelsboek ('s-Gravenhage 1903-) 81 (1990/1991) 382. |
| Jan Bijleveld (1736 - 1807)                                                         | 30-03-1795       | 01-03-1796       | Zeeland | | Repertorium Ambtsdragers en Ambtenaren 1428-1861, oorspronkelijke bron persoonsgegevens: |
| Abraham Sandra (1755 - 1819)                                                        | 07-05-1795       | 01-03-1796       | Zeeland | | Repertorium Ambtsdragers en Ambtenaren 1428-1861, oorspronkelijke bron persoonsgegevens: Brood, P. e.a. ed., Homines novi. De eerste volksvertegenwoordigers van 1795 (Amsterdam 1993) 570. |
| Pieter Pzn de Neufville (1762 - 1844)                                               | 23-02-1795       | 01-03-1796       | Gelderland                                                                                                  | | Repertorium Ambtsdragers en Ambtenaren 1428-1861, oorspronkelijke bron persoonsgegevens: Brood, P. e.a. ed., Homines novi. De eerste volksvertegenwoordigers van 1795 (Amsterdam 1993) 455. |
| Pieter Freerks Fontein (1761 - 1826)                                                | 30-03-1795       | 01-03-1796       | Friesland                                                                                                   | | Repertorium Ambtsdragers en Ambtenaren 1428-1861, oorspronkelijke bron persoonsgegevens: Rosendaal, J., Bataven! Lijst van de Nederlandse vluchtelingen in Frankrijk 1787-1795 (cd-rom, 2003) no. 4411 |
| Egbert Anthony Daendels (1767 - 1835)                                               | 30-03-1795       | 01-03-1796       | Gelderland                                                                                                  | | Repertorium Ambtsdragers en Ambtenaren 1428-1861, oorspronkelijke bron persoonsgegevens: Brood, P. e.a. ed., Homines novi. De eerste volksvertegenwoordigers van 1795 (Amsterdam 1993) 434. |
| Pieter Leonard van de Kasteele (1748 - 1810)                                        | 14-08-1795       | 01-03-1796       | Holland | | Repertorium Ambtsdragers en Ambtenaren 1428-1861, oorspronkelijke bron persoonsgegevens: Aa, A.J. van der, Biographisch woordenboek der Nederlanden (12 dln., Haarlem 1852-1878) X, 20. |
| Gozewijn Jan Loncq (1758 - 1835)                                                    | 28-01-1795       | 01-03-1796       | Holland | | Repertorium Ambtsdragers en Ambtenaren 1428-1861, oorspronkelijke bron persoonsgegevens: Schie, H.A.J. van, De archieven van het Comité te Lande 1795-1798 en het Ministerie van Oorlog 1798-1810 (1813) (Den Haag, 1979) 19. |
| Jan Pieter van Wickevoort Crommelin (1763 - 1837)                                   | 03-06-1795       | 01-03-1796       | Holland | | Repertorium Ambtsdragers en Ambtenaren 1428-1861, oorspronkelijke bron persoonsgegevens: Aa, A.J. van der, Biographisch woordenboek der Nederlanden (12 dln., Haarlem 1852-1878) III, 266. |
| Lambertus Nolst (1759 - 1803)                                                       | 03-06-1795       | 01-03-1796       | Overijssel                                                                                                  | | Repertorium Ambtsdragers en Ambtenaren 1428-1861, oorspronkelijke bron persoonsgegevens: Elias, A.M. en P.C.M. Schölvinck, met medewerking van H. Boels, Volksrepresentanten en wetgevers. De politieke elite in de Bataafs-Franse tijd 1796-1810 (Amsterdam 1991) 178.                                                                     |
| Frans van Vliet ( - )                                                               | 06-11-1795       | 01-03-1796       | Utrecht | Herkozen september 1797. | Repertorium Ambtsdragers en Ambtenaren 1428-1861, oorspronkelijke bron persoonsgegevens: |
| Adriaan François Lammens (1767 - 1847)                                              | 05-10-1795       | 01-03-1796       | Zeeland | | Repertorium Ambtsdragers en Ambtenaren 1428-1861, oorspronkelijke bron persoonsgegevens: Brood, P. e.a. ed., Homines novi. De eerste volksvertegenwoordigers van 1795 (Amsterdam 1993) 551. |
| Jacobus van der Steege (1746 - 1811)                                                | 23-03-1795       | 01-03-1796       | Groningen                                                                                                   | | Repertorium Ambtsdragers en Ambtenaren 1428-1861, oorspronkelijke bron persoonsgegevens: Aa, A.J. van der, Biographisch woordenboek der Nederlanden (12 dln., Haarlem 1852-1878) X, 302. |
| F.N. Roeber ( - )                                                                   | 30-03-1795       |                  | Gelderland                                                                                                  | | Repertorium Ambtsdragers en Ambtenaren 1428-1861, oorspronkelijke bron persoonsgegevens: |
| Pieter Paulus (1753 - 1796)                                                         | 16-02-1795       | 01-03-1796       | Holland | | Repertorium Ambtsdragers en Ambtenaren 1428-1861, oorspronkelijke bron persoonsgegevens: Aa, A.J. van der, Biographisch woordenboek der Nederlanden (12 dln., Haarlem 1852-1878) IX, 38. |
| Jacobus Blaauw (1759 - 1829)                                                        | 04-03-1795       | 01-03-1796       | Holland | | Repertorium Ambtsdragers en Ambtenaren 1428-1861, oorspronkelijke bron persoonsgegevens: Elias, A.M. en P.C.M. Schölvinck, met medewerking van H. Boels, Volksrepresentanten en wetgevers. De politieke elite in de Bataafs-Franse tijd 1796-1810 (Amsterdam 1991) 38.                                                                      |
| Derk Schoonman (1749 - 1820)                                                        | 28-12-1795       | 01-03-1796       | Gelderland                                                                                                  | | Repertorium Ambtsdragers en Ambtenaren 1428-1861, oorspronkelijke bron persoonsgegevens: Brood, P. e.a. ed., Homines novi. De eerste volksvertegenwoordigers van 1795 (Amsterdam 1993) 461. |
| Joan Jacob Duijvensz. (1744 - 1808)                                                 | 13-02-1795       | 01-03-1796       | Holland | | Repertorium Ambtsdragers en Ambtenaren 1428-1861, oorspronkelijke bron persoonsgegevens: |
| Hieronymus Wijnen (1768 - 1830)                                                     | 28-05-1795       | 01-03-1796       | Gelderland                                                                                                  | | Repertorium Ambtsdragers en Ambtenaren 1428-1861, oorspronkelijke bron persoonsgegevens: Brood, P. e.a. ed., Homines novi. De eerste volksvertegenwoordigers van 1795 (Amsterdam 1993) 470. |
| Carel Gerard Hultman (1752 - 1820)                                                  | 20-04-1795       | 01-03-1796       | Gelderland                                                                                                  | | Repertorium Ambtsdragers en Ambtenaren 1428-1861, oorspronkelijke bron persoonsgegevens: Aa, A.J. van der, Biographisch woordenboek der Nederlanden (12 dln., Haarlem 1852-1878) VI, 452. |
| Derk Jan Dibbetz (1751 - 1805)                                                      | 15-04-1795       | 01-03-1796       | Gelderland                                                                                                  | | Repertorium Ambtsdragers en Ambtenaren 1428-1861, oorspronkelijke bron persoonsgegevens: Brood, P. e.a. ed., Homines novi. De eerste volksvertegenwoordigers van 1795 (Amsterdam 1993) 434. |
| Frans Reinier Radermacher (1765 - 1816)                                             | 30-03-1795       | 01-03-1796       | Zeeland | | Repertorium Ambtsdragers en Ambtenaren 1428-1861, oorspronkelijke bron persoonsgegevens: Brood, P. e.a. ed., Homines novi. De eerste volksvertegenwoordigers van 1795 (Amsterdam 1993) 566. |
| Cornelis Johan de Lange van Wijngaarden (1752 - 1820)                               | 17-07-1795       | 01-03-1796       | Holland | | Repertorium Ambtsdragers en Ambtenaren 1428-1861, oorspronkelijke bron persoonsgegevens: Aa, A.J. van der, Biographisch woordenboek der Nederlanden (12 dln., Haarlem 1852-1878) VIII, 36. |
| Pieter Corver ( - )                                                                 | 08-05-1795       | 02-03-1796       | Holland | | Repertorium Ambtsdragers en Ambtenaren 1428-1861, oorspronkelijke bron persoonsgegevens: |
| Andries Sijbrand Abbema (1736 - 1802)                                               | 27-02-1795       | 01-03-1796       | Utrecht | | Repertorium Ambtsdragers en Ambtenaren 1428-1861, oorspronkelijke bron persoonsgegevens: Aa, A.J. van der, Biographisch woordenboek der Nederlanden (12 dln., Haarlem 1852-1878) I, 8. |
| Fredrik Henrik Raeber (1761 - 1825)                                                 | 30-03-1795       | 01-03-1796       | Gelderland                                                                                                  | | Repertorium Ambtsdragers en Ambtenaren 1428-1861, oorspronkelijke bron persoonsgegevens: Brood, P. e.a. ed., Homines novi. De eerste volksvertegenwoordigers van 1795 (Amsterdam 1993) 459. |
| Johannes Lambertus Huber (1750 - 1826)                                              | 02-03-1795       | 01-03-1796       | Friesland                                                                                                   | | Repertorium Ambtsdragers en Ambtenaren 1428-1861, oorspronkelijke bron persoonsgegevens: Aa, A.J. van der, Biographisch woordenboek der Nederlanden (12 dln., Haarlem 1852-1878) VI, 429. |
| Mauritz Dirk van Löben Sels (1729 - 1804)                                           | 18-03-1795       | 01-03-1796       | Gelderland                                                                                                  | | Repertorium Ambtsdragers en Ambtenaren 1428-1861, oorspronkelijke bron persoonsgegevens: Nederland's Patriciaat. Genealogieën van vooraanstaande geslachten ('s-Gravenhage 1910-) 52 (1966) 335. |
| Jan Pieter Westerwijk Forsborgh (1768 - 1822)                                       | 24-08-1795       | 01-03-1796       | Utrecht | | Repertorium Ambtsdragers en Ambtenaren 1428-1861, oorspronkelijke bron persoonsgegevens: |
| Govert Anne Verstege (1768 - 1831)                                                  | 22-04-1795       | 01-03-1796       | Gelderland                                                                                                  | | Repertorium Ambtsdragers en Ambtenaren 1428-1861, oorspronkelijke bron persoonsgegevens: Elias, A.M. en P.C.M. Schölvinck, met medewerking van H. Boels, Volksrepresentanten en wetgevers. De politieke elite in de Bataafs-Franse tijd 1796-1810 (Amsterdam 1991) 242.                                                                     |
| Hendrik Schilge (1758 - 1843)                                                       | 10-02-1795       | 01-03-1796       | Utrecht | | Repertorium Ambtsdragers en Ambtenaren 1428-1861, oorspronkelijke bron persoonsgegevens: |
| David Thomassen à Thuessink (1734 - 1817)                                           | 09-03-1795       | 01-03-1796       | Overijssel                                                                                                  | | Repertorium Ambtsdragers en Ambtenaren 1428-1861, oorspronkelijke bron persoonsgegevens: Doorninck, J. van, Geslachtkundige aanteekeningen ten aanzien van de gecommitteerden ten landdage van Overijssel zedert 1610-1794 met eenige berigten omtrent de voormalige havezathen in dat gewest (Deventer 1869) 700.                          |
| Gerrit Buyskes (1765 - 1832)                                                        | 06-08-1795       | 01-03-1796       | Holland | | Repertorium Ambtsdragers en Ambtenaren 1428-1861, oorspronkelijke bron persoonsgegevens: Aa, A.J. van der, Biographisch woordenboek der Nederlanden (12 dln., Haarlem 1852-1878) II, 515. |
| Jan Anthony Ardesch (1738 - 1824)                                                   | 15-06-1795       | 01-03-1796       | Zeeland | | Repertorium Ambtsdragers en Ambtenaren 1428-1861, oorspronkelijke bron persoonsgegevens: Brood, P. e.a. ed., Homines novi. De eerste volksvertegenwoordigers van 1795 (Amsterdam 1993) 519. |
| Jan Willem Hendrik Conrady (1768 - 1844)                                            | 23-07-1795       | 01-03-1796       | Gelderland                                                                                                  | | Repertorium Ambtsdragers en Ambtenaren 1428-1861, oorspronkelijke bron persoonsgegevens: Kok, G. Chr., In dienst van het recht. Uit de geschiedenis van het gerechtshof te 's-Gravenhage en de daaraan voorafgegane hoven (1428-heden) (Hilversum 2005) 284.                                                                                |
| Gerrit Willem van Zuylen van Nievelt (1756 - 1814)                                  | 26-03-1795       | 01-03-1796       | Gelderland                                                                                                  | | Repertorium Ambtsdragers en Ambtenaren 1428-1861, oorspronkelijke bron persoonsgegevens: Nederland's Adelsboek ('s-Gravenhage 1903-) 46 (1953) 553. |
| Ludolph Theodorus van Hasselt (1749 - 1815)                                         | 31-03-1795       | 01-03-1796       | Groningen                                                                                                   | | Repertorium Ambtsdragers en Ambtenaren 1428-1861, oorspronkelijke bron persoonsgegevens: Nederland's Patriciaat. Genealogieën van vooraanstaande geslachten ('s-Gravenhage 1910-) 31 (1945) 115. |
| Frans Jacob van de Wall (1756 - 1834)                                               | 23-11-1795       | 01-03-1796       | Holland | | Repertorium Ambtsdragers en Ambtenaren 1428-1861, oorspronkelijke bron persoonsgegevens: Aa, A.J. van der, Biographisch woordenboek der Nederlanden (12 dln., Haarlem 1852-1878) XII, 14. |
| Diederik Johan François van Hogendorp (1754 - 1803)                                 | 19-05-1795       | 06-07-1795       | Holland | | Repertorium Ambtsdragers en Ambtenaren 1428-1861, oorspronkelijke bron persoonsgegevens: Nederland's Adelsboek ('s-Gravenhage 1903-) 85 (1995) 351. |
| Johannes François Leemans (1767 - 1807)                                             | 22-06-1795       | 01-03-1796       | Holland | | Repertorium Ambtsdragers en Ambtenaren 1428-1861, oorspronkelijke bron persoonsgegevens: Elias, A.M. en P.C.M. Schölvinck, met medewerking van H. Boels, Volksrepresentanten en wetgevers. De politieke elite in de Bataafs-Franse tijd 1796-1810 (Amsterdam 1991) 150.                                                                     |
| Samuel Essenius (1755 - 1811)                                                       | 27-04-1795       | 01-03-1796       | Utrecht | | Repertorium Ambtsdragers en Ambtenaren 1428-1861, oorspronkelijke bron persoonsgegevens: Bruin, R.E. de, Burgers op het kussen. Volkssoevereiniteit en bestuurssamenstelling in de stad Utrecht, 1795-1813 (Utrecht, 1986) 360. |
| Reinirus Johannes Canisius Bueckevoort (1750 - 1823)                                | 10-08-1795       | 01-03-1796       | Gelderland                                                                                                  | | Repertorium Ambtsdragers en Ambtenaren 1428-1861, oorspronkelijke bron persoonsgegevens: |
| Carel Hendrik van Grasveld (1766 - 1841)                                            | 04-02-1795       | 01-03-1796       | Gelderland                                                                                                  | | Repertorium Ambtsdragers en Ambtenaren 1428-1861, oorspronkelijke bron persoonsgegevens: Aa, A.J. van der, Biographisch woordenboek der Nederlanden (12 dln., Haarlem 1852-1878) VII, 112. |
| Carolus Soleil (1753 - 1835)                                                        | 21-07-1795       | 01-03-1796       | Gelderland                                                                                                  | | Repertorium Ambtsdragers en Ambtenaren 1428-1861, oorspronkelijke bron persoonsgegevens: Wissing, P.W. van, De eerste volksvertegenwoordigers van Gelderland in 1795 (Amsterdam, 1996) 183. |
| Johan Hora Siccama (1738 - 1812)                                                    | 16-09-1795       |                  | Groningen                                                                                                   | | Repertorium Ambtsdragers en Ambtenaren 1428-1861, oorspronkelijke bron persoonsgegevens: Brood, P. e.a. ed., Homines novi. De eerste volksvertegenwoordigers van 1795 (Amsterdam 1993) 92. |
| Cornelis Johannes Vos (1768 - 1819)                                                 | 24-11-1795       | 01-03-1796       | Utrecht | | Repertorium Ambtsdragers en Ambtenaren 1428-1861, oorspronkelijke bron persoonsgegevens: Bruin, R.E. de, Burgers op het kussen. Volkssoevereiniteit en bestuurssamenstelling in de stad Utrecht, 1795-1813 (Utrecht, 1986) 361. |
| Gerhardus van Groll (1746 - 1821)                                                   | 25-06-1795       | 01-03-1796       | Overijssel                                                                                                  | | Repertorium Ambtsdragers en Ambtenaren 1428-1861, oorspronkelijke bron persoonsgegevens: |
| mr.Gerard Jacob George Bacot (1743 - 1822)                                          | 16-09-1795       | 1796             | Groningen                                                                                                   | | Repertorium Ambtsdragers en Ambtenaren 1428-1861, oorspronkelijke bron persoonsgegevens: Brood, P. e.a. ed., Homines novi. De eerste volksvertegenwoordigers van 1795 (Amsterdam 1993) 76. |
| Daniël Michiel Gijsbert Heldewier (1753 - 1822)                                     | 1795             | 01-03-1796       | Utrecht | | Repertorium Ambtsdragers en Ambtenaren 1428-1861, oorspronkelijke bron persoonsgegevens: Bruin, R.E. de, Burgers op het kussen. Volkssoevereiniteit en bestuurssamenstelling in de stad Utrecht, 1795-1813 (Utrecht, 1986) 360. |
| Hendrik Willink (1760 - 1842)                                                       | 25-11-1795       | 01-03-1796       | Gelderland                                                                                                  | | Repertorium Ambtsdragers en Ambtenaren 1428-1861, oorspronkelijke bron persoonsgegevens: Wissing, P.W. van, De eerste volksvertegenwoordigers van Gelderland in 1795 (Amsterdam, 1996) 198. |
| Johan Herman Geertsema (1755 - 1837)                                                | 07-08-1795       |                  | Groningen                                                                                                   | | Repertorium Ambtsdragers en Ambtenaren 1428-1861, oorspronkelijke bron persoonsgegevens: |
| Abraham van Doorn (1760 - 1814)                                                     | 20-04-1795       | 01-03-1796       | Zeeland | | Repertorium Ambtsdragers en Ambtenaren 1428-1861, oorspronkelijke bron persoonsgegevens: Elias, A.M. en P.C.M. Schölvinck, met medewerking van H. Boels, Volksrepresentanten en wetgevers. De politieke elite in de Bataafs-Franse tijd 1796-1810 (Amsterdam 1991) 75.                                                                      |
| Gerardus Wilhelmus Josephus baron van Lamsweerde (1758 - 1837)                      | 13-08-1795       | 01-03-1796       | Gelderland                                                                                                  | | Repertorium Ambtsdragers en Ambtenaren 1428-1861, oorspronkelijke bron persoonsgegevens: Elias, A.M. en P.C.M. Schölvinck, met medewerking van H. Boels, Volksrepresentanten en wetgevers. De politieke elite in de Bataafs-Franse tijd 1796-1810 (Amsterdam 1991) 146.                                                                     |
| Jan JDzn van Leeuwen (1770 - 1837)                                                  | 05-08-1795       | 01-03-1796       | Gelderland                                                                                                  | | Repertorium Ambtsdragers en Ambtenaren 1428-1861, oorspronkelijke bron persoonsgegevens: Wissing, P.W. van, De eerste volksvertegenwoordigers van Gelderland in 1795 (Amsterdam, 1996) 90. |
| Jacob Reepmaker (1748 - 1828)                                                       | 31-01-1795       | 01-03-1796       | Holland | | Repertorium Ambtsdragers en Ambtenaren 1428-1861, oorspronkelijke bron persoonsgegevens: Nederland's Patriciaat. Genealogieën van vooraanstaande geslachten ('s-Gravenhage 1910-) 1 (1910) 361. |
| David van Sittert (1754 - 1840)                                                     | 21-07-1795       | 01-03-1796       | Gelderland                                                                                                  | | Repertorium Ambtsdragers en Ambtenaren 1428-1861, oorspronkelijke bron persoonsgegevens: Wissing, P.W. van, De eerste volksvertegenwoordigers van Gelderland in 1795 (Amsterdam, 1996) 147. |
| Arij Lamme ( - )                                                                    | 06-11-1795       | 01-03-1796       | Holland | | Repertorium Ambtsdragers en Ambtenaren 1428-1861, oorspronkelijke bron persoonsgegevens: |
| Broërius van der Velden (1741 - 1800)                                               | 09-05-1795       | 01-03-1796       | Holland | | Repertorium Ambtsdragers en Ambtenaren 1428-1861, oorspronkelijke bron persoonsgegevens: |
| Abraham Jacques de la Pierre (1750 - 1837)                                          | 21-08-1795       | 01-03-1796       | Holland | | Repertorium Ambtsdragers en Ambtenaren 1428-1861, oorspronkelijke bron persoonsgegevens: Aa, A.J. van der, Biographisch woordenboek der Nederlanden (12 dln., Haarlem 1852-1878) IX, 86. |
| Franciscus Hendrikus Aloysius Philippus van Erckelens ( - 1848)                     | 10-08-1795       | 01-03-1796       | Gelderland                                                                                                  | | Repertorium Ambtsdragers en Ambtenaren 1428-1861, oorspronkelijke bron persoonsgegevens: Brood, P. e.a. ed., Homines novi. De eerste volksvertegenwoordigers van 1795 (Amsterdam 1993) 436. |
| Johan Petrus van Hylckama (1749 - 1816)                                             | 02-03-1795       |                  | Friesland                                                                                                   | | Repertorium Ambtsdragers en Ambtenaren 1428-1861, oorspronkelijke bron persoonsgegevens: Brood, P. e.a. ed., Homines novi. De eerste volksvertegenwoordigers van 1795 (Amsterdam 1993) 197. |
| Hendrik Knijpinga Cramer ( - 1815)                                                  | 17-04-1795       | 01-03-1796       | Overijssel                                                                                                  | | Repertorium Ambtsdragers en Ambtenaren 1428-1861, oorspronkelijke bron persoonsgegevens: Brood, P. e.a. ed., Homines novi. De eerste volksvertegenwoordigers van 1795 (Amsterdam 1993) 370. |
| Daniël van Laar (1752 - 1824)                                                       | 17-02-1795       | 01-03-1796       | Holland | | Repertorium Ambtsdragers en Ambtenaren 1428-1861, oorspronkelijke bron persoonsgegevens: |
| Cornelis Taay (1753 - 1799)                                                         | 04-02-1795       | 01-03-1796       | Gelderland                                                                                                  | | Repertorium Ambtsdragers en Ambtenaren 1428-1861, oorspronkelijke bron persoonsgegevens: Wissing, P.W. van, De eerste volksvertegenwoordigers van Gelderland in 1795 (Amsterdam, 1996) 95. |
| Alexander Willem Swart ( - )                                                        | 08-07-1795       |                  | Holland | | Repertorium Ambtsdragers en Ambtenaren 1428-1861, oorspronkelijke bron persoonsgegevens: |
| Gerrit van Olivier (1759 - 1827)                                                    | 10-07-1795       | 01-03-1796       | Holland | | Repertorium Ambtsdragers en Ambtenaren 1428-1861, oorspronkelijke bron persoonsgegevens: Aa, A.J. van der, Biographisch woordenboek der Nederlanden (12 dln., Haarlem 1852-1878) IX, 26. |
| Geert Janssen (1747 - 1804)                                                         | 11-05-1795       | 01-03-1796       | Gelderland                                                                                                  | | Repertorium Ambtsdragers en Ambtenaren 1428-1861, oorspronkelijke bron persoonsgegevens: |
| Jacob van Haeften (1751 - 1831)                                                     | 20-07-1795       | 01-03-1796       | Utrecht | | Repertorium Ambtsdragers en Ambtenaren 1428-1861, oorspronkelijke bron persoonsgegevens: Elias, A.M. en P.C.M. Schölvinck, met medewerking van H. Boels, Volksrepresentanten en wetgevers. De politieke elite in de Bataafs-Franse tijd 1796-1810 (Amsterdam 1991) 97.                                                                      |
| Paulus Bosveld (1731 - 1809)                                                        | 12-03-1795       | 01-03-1796       | Holland | | Repertorium Ambtsdragers en Ambtenaren 1428-1861, oorspronkelijke bron persoonsgegevens: Aa, A.J. van der, Biographisch woordenboek der Nederlanden (12 dln., Haarlem 1852-1878) II, 323. |
| Josias Eckhart (1750 - 1798)                                                        | 02-01-1795       | 01-03-1796       | Holland | | Repertorium Ambtsdragers en Ambtenaren 1428-1861, oorspronkelijke bron persoonsgegevens: Jaarboek Centraal Bureau voor Genealogie en het Iconographisch Bureau ('s-Gravenhage 1947-) 40 (1986) 217. |
| Casparus Meijer (1751 - 1824)                                                       | 27-02-1795       | 01-03-1796       | Holland | | Repertorium Ambtsdragers en Ambtenaren 1428-1861, oorspronkelijke bron persoonsgegevens: |
| Statius Georg Geertsema van Sjallema (1762 - 1822)                                  | 07-03-1795       |                  | | | Repertorium Ambtsdragers en Ambtenaren 1428-1861, oorspronkelijke bron persoonsgegevens: Nederland's Patriciaat. Genealogieën van vooraanstaande geslachten ('s-Gravenhage 1910-) 50 (1964) 167. |
| Pieter Marret (1742 - 1826)                                                         | 30-12-1795       | 01-03-1796       | Utrecht | | Repertorium Ambtsdragers en Ambtenaren 1428-1861, oorspronkelijke bron persoonsgegevens: Bruin, R.E. de, Burgers op het kussen. Volkssoevereiniteit en bestuurssamenstelling in de stad Utrecht, 1795-1813 (Utrecht, 1986) 360. |
| Gerardus Anthony Visscher (1762 - 1827)                                             | 14-10-1795       | 01-03-1796       | Utrecht | | Repertorium Ambtsdragers en Ambtenaren 1428-1861, oorspronkelijke bron persoonsgegevens: Bruin, R.E. de, Burgers op het kussen. Volkssoevereiniteit en bestuurssamenstelling in de stad Utrecht, 1795-1813 (Utrecht, 1986) 361. |
| Dirk Boellaard (1740 - 1826)                                                        | 08-07-1795       | 01-03-1796       | Holland | | Repertorium Ambtsdragers en Ambtenaren 1428-1861, oorspronkelijke bron persoonsgegevens: Elias, A.M. en P.C.M. Schölvinck, met medewerking van H. Boels, Volksrepresentanten en wetgevers. De politieke elite in de Bataafs-Franse tijd 1796-1810 (Amsterdam 1991) 42.                                                                      |
| Ocker Gevaerts van Geervliet (1735 - 1807)                                          | 08-05-1795       | 07-09-1796       | Holland | | Repertorium Ambtsdragers en Ambtenaren 1428-1861, oorspronkelijke bron persoonsgegevens: Nederland's Adelsboek ('s-Gravenhage 1903-) 83 (1993) 142. |
| Gerrit David Jordens (1734 - 1803)                                                  | 11-02-1795       |                  | Overijssel                                                                                                  | | Repertorium Ambtsdragers en Ambtenaren 1428-1861, oorspronkelijke bron persoonsgegevens: Aa, A.J. van der, Biographisch woordenboek der Nederlanden (12 dln., Haarlem 1852-1878) VII, 66. |
| W.J.N. van Iddekinge ( - )                                                          | 03-01-1795       |                  | | | Repertorium Ambtsdragers en Ambtenaren 1428-1861, oorspronkelijke bron persoonsgegevens: |
| Jacob George Hieronymus Hahn (1761 - 1822)                                          | 28-01-1795       | 1795             | Holland | | Repertorium Ambtsdragers en Ambtenaren 1428-1861, oorspronkelijke bron persoonsgegevens: Aa, A.J. van der, Biographisch woordenboek der Nederlanden (12 dln., Haarlem 1852-1878) VI, 27. |
| Samuel Iperusz. Wiselius ( - )                                                      | 29-05-1795       | 01-03-1796       | Holland | | Repertorium Ambtsdragers en Ambtenaren 1428-1861, oorspronkelijke bron persoonsgegevens: Aa, A.J. van der, Biographisch woordenboek der Nederlanden (12 dln., Haarlem 1852-1878) XII, 107. |
| Albert Johan de Sitter (1748 - 1814)                                                | 19-03-1795       | 01-03-1796       | Groningen                                                                                                   | | Repertorium Ambtsdragers en Ambtenaren 1428-1861, oorspronkelijke bron persoonsgegevens: Aa, A.J. van der, Biographisch woordenboek der Nederlanden (12 dln., Haarlem 1852-1878) X, 219. |
| Paulus Hubert Adriaan Jan Strick van Linschoten (1769 - 1819)                       | 02-02-1795       | 01-03-1796       | Utrecht | | Repertorium Ambtsdragers en Ambtenaren 1428-1861, oorspronkelijke bron persoonsgegevens: Bruin, R.E. de, Burgers op het kussen. Volkssoevereiniteit en bestuurssamenstelling in de stad Utrecht, 1795-1813 (Utrecht, 1986) 361. |
| Daniël Gerdes Manger (1763 - 1819)                                                  | 31-03-1795       | 01-03-1796       | Friesland                                                                                                   | | Repertorium Ambtsdragers en Ambtenaren 1428-1861, oorspronkelijke bron persoonsgegevens: Brood, P. e.a. ed., Homines novi. De eerste volksvertegenwoordigers van 1795 (Amsterdam 1993) 207. |
| Herman Jacob Dijckmeester (1771 - 1850)                                             | 21-05-1795       | 01-03-1796       | Gelderland                                                                                                  | | Repertorium Ambtsdragers en Ambtenaren 1428-1861, oorspronkelijke bron persoonsgegevens: Aa, A.J. van der, Biographisch woordenboek der Nederlanden (12 dln., Haarlem 1852-1878) IV, 141. |
| Hendrik Westra (1766 - 1831)                                                        | 14-09-1795       | 01-03-1796       | Friesland                                                                                                   | | Repertorium Ambtsdragers en Ambtenaren 1428-1861, oorspronkelijke bron persoonsgegevens: Brood, P. e.a. ed., Homines novi. De eerste volksvertegenwoordigers van 1795 (Amsterdam 1993) 232. |
| Adolf Werner Carel Willem van Pallandt tot Zuthem (1733 - 1813)                     | 11-02-1795       |                  | Gelderland                                                                                                  | | Repertorium Ambtsdragers en Ambtenaren 1428-1861, oorspronkelijke bron persoonsgegevens: Nederland's Adelsboek ('s-Gravenhage 1903-) 89 (2000/2001) 284. |
| Maximiliaan den Appel (1758 - 1822)                                                 | 23-03-1795       | 01-03-1796       | Holland | | Repertorium Ambtsdragers en Ambtenaren 1428-1861, oorspronkelijke bron persoonsgegevens: |
| Thomas Philippus Joha (1750 - 1812)                                                 | 30-03-1795       | 01-03-1796       | Friesland                                                                                                   | | Repertorium Ambtsdragers en Ambtenaren 1428-1861, oorspronkelijke bron persoonsgegevens: Brood, P. e.a. ed., Homines novi. De eerste volksvertegenwoordigers van 1795 (Amsterdam 1993) 199. |
| Willem Hofdijk (1748 - 1826)                                                        | 13-08-1795       | 01-03-1796       | Holland | | Repertorium Ambtsdragers en Ambtenaren 1428-1861, oorspronkelijke bron persoonsgegevens: Nieuw Nederlandsch Biografisch Woordenboek. P.C. Molhuysen en P.J. Blok ed. (10 dln., Leiden 1911-1937) I, 1132. |
| prof.Jean Henri van Swinden (1746 - 1823)                                           | 09-03-1795       | 01-03-1796       | Holland | | Repertorium Ambtsdragers en Ambtenaren 1428-1861, oorspronkelijke bron persoonsgegevens: Nieuw Nederlandsch Biografisch Woordenboek. P.C. Molhuysen en P.J. Blok ed. (10 dln., Leiden 1911-1937) IV, 1289. |
| Augustinus Geukama (1732 - 1801)                                                    | 04-02-1795       | 01-03-1796       | Gelderland                                                                                                  | | Repertorium Ambtsdragers en Ambtenaren 1428-1861, oorspronkelijke bron persoonsgegevens: Wissing, P.W. van, De eerste volksvertegenwoordigers van Gelderland in 1795 (Amsterdam, 1996) 98. |
| Simon Stijl (1731 - 1804)                                                           | 02-03-1795       | 01-03-1796       | Friesland                                                                                                   | | Repertorium Ambtsdragers en Ambtenaren 1428-1861, oorspronkelijke bron persoonsgegevens: Brood, P. e.a. ed., Homines novi. De eerste volksvertegenwoordigers van 1795 (Amsterdam 1993) 222. |
| Johannes Henricus van der Palm (1763 - 1840)                                        | 27-08-1795       | 01-03-1796       | Zeeland | | Repertorium Ambtsdragers en Ambtenaren 1428-1861, oorspronkelijke bron persoonsgegevens: Aa, A.J. van der, Biographisch woordenboek der Nederlanden (12 dln., Haarlem 1852-1878) IX, 18. |
| Willem Queysen (1754 - 1817)                                                        | 11-02-1795       | 01-03-1796       | Overijssel                                                                                                  | | Repertorium Ambtsdragers en Ambtenaren 1428-1861, oorspronkelijke bron persoonsgegevens: Aa, A.J. van der, Biographisch woordenboek der Nederlanden (12 dln., Haarlem 1852-1878) IX, 165. |
| J.L. van Swinden ( - )                                                              | 26-03-1795       |                  | Holland | | Repertorium Ambtsdragers en Ambtenaren 1428-1861, oorspronkelijke bron persoonsgegevens: |
| Reinhard Scherenburg (1769 - 1809)                                                  | 17-08-1795       | 01-03-1796       | Utrecht | | Repertorium Ambtsdragers en Ambtenaren 1428-1861, oorspronkelijke bron persoonsgegevens: |
| mr.Frédéric Auguste van Leyden (1768 - 1821)                                        | 10-03-1795       | 01-03-1796       | Holland | | Repertorium Ambtsdragers en Ambtenaren 1428-1861, oorspronkelijke bron persoonsgegevens: Aa, A.J. van der, Biographisch woordenboek der Nederlanden (12 dln., Haarlem 1852-1878) VIII, 121. |
| Adriaan van Scherpenzeel (1736 - 1806)                                              | 24-11-1795       | 01-03-1796       | Utrecht | | Repertorium Ambtsdragers en Ambtenaren 1428-1861, oorspronkelijke bron persoonsgegevens: Bruin, R.E. de, Burgers op het kussen. Volkssoevereiniteit en bestuurssamenstelling in de stad Utrecht, 1795-1813 (Utrecht, 1986) 363. |
| Allard Philip Reinier Carel baron van der Borch van Verwolde (1766 - 1836)          | 23-11-1795       | 01-03-1796       | Gelderland                                                                                                  | | Repertorium Ambtsdragers en Ambtenaren 1428-1861, oorspronkelijke bron persoonsgegevens: Aa, A.J. van der, Biographisch woordenboek der Nederlanden (12 dln., Haarlem 1852-1878) II, 278. |
| Nicolaas van Staphorst (1742 - 1801)                                                | 29-04-1795       | 01-03-1796       | Holland | | Repertorium Ambtsdragers en Ambtenaren 1428-1861, oorspronkelijke bron persoonsgegevens: Aa, A.J. van der, Biographisch woordenboek der Nederlanden (12 dln., Haarlem 1852-1878) X, 296. |
| Johan Richardt van Lidt de Jeude (1754 - 1803)                                      | 28-09-1795       |                  | Gelderland                                                                                                  | | Repertorium Ambtsdragers en Ambtenaren 1428-1861, oorspronkelijke bron persoonsgegevens: Nederland's Adelsboek ('s-Gravenhage 1903-) 87 (1998) 284. |
| Jean Henry Appelius (1767 - 1828)                                                   | 04-12-1795       |                  | Zeeland | | Repertorium Ambtsdragers en Ambtenaren 1428-1861, oorspronkelijke bron persoonsgegevens: Aa, A.J. van der, Biographisch woordenboek der Nederlanden (12 dln., Haarlem 1852-1878) I, 103. |
| Pieter Goedschalksz. Kops (1746 - 1803)                                             | 27-04-1795       | 01-03-1796       | Holland | | Repertorium Ambtsdragers en Ambtenaren 1428-1861, oorspronkelijke bron persoonsgegevens: Nederland's Patriciaat. Genealogieën van vooraanstaande geslachten ('s-Gravenhage 1910-) 40 (1954) 211. |
| Steven Camp (1753 - 1812)                                                           | 08-06-1795       | 01-03-1796       | Utrecht | | Repertorium Ambtsdragers en Ambtenaren 1428-1861, oorspronkelijke bron persoonsgegevens: Aa, A.J. van der, Biographisch woordenboek der Nederlanden (12 dln., Haarlem 1852-1878) III, 15. |
| Jacob van Vredenburch (1744 - 1814)                                                 | 31-01-1795       | 01-03-1796       | Holland | | Repertorium Ambtsdragers en Ambtenaren 1428-1861, oorspronkelijke bron persoonsgegevens: Elias, A.M. en P.C.M. Schölvinck, met medewerking van H. Boels, Volksrepresentanten en wetgevers. De politieke elite in de Bataafs-Franse tijd 1796-1810 (Amsterdam 1991) 251.                                                                     |
| Bastiaan Moerkerk (1750 - 1844)                                                     | 14-04-1795       | 01-03-1796       | Holland | | Repertorium Ambtsdragers en Ambtenaren 1428-1861, oorspronkelijke bron persoonsgegevens: Aa, A.J. van der, Biographisch woordenboek der Nederlanden (12 dln., Haarlem 1852-1878) VIII, 281. |
| Maurits Jacob Eijck (1764 - 1853)                                                   | 31-08-1795       | 01-03-1796       | Utrecht | | Repertorium Ambtsdragers en Ambtenaren 1428-1861, oorspronkelijke bron persoonsgegevens: Rosendaal, J., Bataven! Lijst van de Nederlandse vluchtelingen in Frankrijk 1787-1795 (cd-rom, 2003) no. 3653 |
| Jan Swerius Halffman (1743 - 1818)                                                  | 19-08-1795       | 01-03-1796       | Zeeland | | Repertorium Ambtsdragers en Ambtenaren 1428-1861, oorspronkelijke bron persoonsgegevens: Brood, P. e.a. ed., Homines novi. De eerste volksvertegenwoordigers van 1795 (Amsterdam 1993) 542. |
| Ludovicus Timon de Kempenaer (1752 - 1812)                                          | 10-03-1795       | 01-03-1796       | Holland | | Repertorium Ambtsdragers en Ambtenaren 1428-1861, oorspronkelijke bron persoonsgegevens: Elias, A.M. en P.C.M. Schölvinck, met medewerking van H. Boels, Volksrepresentanten en wetgevers. De politieke elite in de Bataafs-Franse tijd 1796-1810 (Amsterdam 1991) 139.                                                                     |
| Aelbert Bzn. van Eldik (1758 - )                                                    | 27-08-1795       | 01-03-1796       | Gelderland                                                                                                  | | Repertorium Ambtsdragers en Ambtenaren 1428-1861, oorspronkelijke bron persoonsgegevens: Wissing, P.W. van, De eerste volksvertegenwoordigers van Gelderland in 1795 (Amsterdam, 1996) 127. |
| Hendrik Ketjen (1764 - 1834)                                                        | 11-05-1795       | 01-03-1796       | Gelderland                                                                                                  | | Repertorium Ambtsdragers en Ambtenaren 1428-1861, oorspronkelijke bron persoonsgegevens: Nederland's Patriciaat. Genealogieën van vooraanstaande geslachten ('s-Gravenhage 1910-) 28 (1942) 123. |
| Godert Willem baron de Vos van Steenwijk (1747 - 1830)                              | 26-03-1795       | 01-03-1796       | Overijssel                                                                                                  | | Repertorium Ambtsdragers en Ambtenaren 1428-1861, oorspronkelijke bron persoonsgegevens: Nederland's Adelsboek ('s-Gravenhage 1903-) 46 (1953) 175. |
| Henricus van Royen (1760 - 1844)                                                    | 04-04-1795       | 01-03-1796       | Zeeland | | Repertorium Ambtsdragers en Ambtenaren 1428-1861, oorspronkelijke bron persoonsgegevens: Aa, A.J. van der, Biographisch woordenboek der Nederlanden (12 dln., Haarlem 1852-1878) X, 166. |
| Willem Berend Buys (1752 - 1832)                                                    | 25-11-1795       | 01-03-1796       | Holland | | Repertorium Ambtsdragers en Ambtenaren 1428-1861, oorspronkelijke bron persoonsgegevens: Aa, A.J. van der, Biographisch woordenboek der Nederlanden (12 dln., Haarlem 1852-1878) II, 514. |
| Jan Harmen Forsten (1755 - 1795)                                                    | 13-02-1795       | 09-08-1795       | Holland | Beëindigd door overlijden. | Repertorium Ambtsdragers en Ambtenaren 1428-1861, oorspronkelijke bron persoonsgegevens: |
| Joannes Matthias van Rhijn (1746 - 1801)                                            | 25-06-1795       | 01-03-1796       | Overijssel                                                                                                  | | Repertorium Ambtsdragers en Ambtenaren 1428-1861, oorspronkelijke bron persoonsgegevens: |
| Gijsbertus Hermannus Mulders (1752 - 1809)                                          | 1795             | 09-10-1795       | Utrecht | | Repertorium Ambtsdragers en Ambtenaren 1428-1861, oorspronkelijke bron persoonsgegevens: |
| Tonco Modderman (1745 - 1802)                                                       | 07-03-1795       | 01-03-1796       | Groningen                                                                                                   | | Repertorium Ambtsdragers en Ambtenaren 1428-1861, oorspronkelijke bron persoonsgegevens: Aa, A.J. van der, Biographisch woordenboek der Nederlanden (12 dln., Haarlem 1852-1878) VIII, 276. |
| Jan Hendrikse van Meerveld (1732 - 1804)                                            | 24-08-1795       | 01-03-1796       | Gelderland                                                                                                  | | Repertorium Ambtsdragers en Ambtenaren 1428-1861, oorspronkelijke bron persoonsgegevens: Brood, P. e.a. ed., Homines novi. De eerste volksvertegenwoordigers van 1795 (Amsterdam 1993) 453. |
| Jan de Witt ( - )                                                                   | 10-08-1795       | 01-03-1796       | Holland | | Repertorium Ambtsdragers en Ambtenaren 1428-1861, oorspronkelijke bron persoonsgegevens: |
| Anthonij Jan Menger (1739 - 1805)                                                   | 12-03-1795       | 06-05-1795       | Holland | | Repertorium Ambtsdragers en Ambtenaren 1428-1861, oorspronkelijke bron persoonsgegevens: |
| Cornelis Gijsbertsz. van der Hoop (1752 - 1817)                                     | 13-08-1795       | 01-03-1796       | Holland | | Repertorium Ambtsdragers en Ambtenaren 1428-1861, oorspronkelijke bron persoonsgegevens: Aa, A.J. van der, Biographisch woordenboek der Nederlanden (12 dln., Haarlem 1852-1878) VI, 368. |
| Herman Hendrik Vitringa (1757 - 1801)                                               | 30-03-1795       | 01-03-1796       | Gelderland                                                                                                  | | Repertorium Ambtsdragers en Ambtenaren 1428-1861, oorspronkelijke bron persoonsgegevens: Aa, A.J. van der, Biographisch woordenboek der Nederlanden (12 dln., Haarlem 1852-1878) XI, 80. |
| Carel de Vos van Steenwijk (1759-1830)                                              | 01-03-1796       | 01-03-1796       | Drenthe | Was, na de ondertekening van de Unie van Utrecht door Drenthe op 11 april 1580, de eerste en laatste Drentse gedeputeerde. | Repertorium Ambtsdragers en Ambtenaren 1428-1861, oorspronkelijke bron persoonsgegevens: |
| Adriaan de Koning (1763 - 1796)                                                     | 02-02-1796       | 01-03-1796       | Gelderland                                                                                                  | | Repertorium Ambtsdragers en Ambtenaren 1428-1861, oorspronkelijke bron persoonsgegevens: |
| Abraham Staal van Ingen (1755 - 1804)                                               | 04-02-1796       | 01-03-1796       | Friesland                                                                                                   | | Repertorium Ambtsdragers en Ambtenaren 1428-1861, oorspronkelijke bron persoonsgegevens: |
| Joannes Franciscus Rudolphus van Hooff (1755 - 1816)                                | 01-03-1796       | 01-03-1796       | Brabant | | Repertorium Ambtsdragers en Ambtenaren 1428-1861, oorspronkelijke bron persoonsgegevens: Elias, A.M. en P.C.M. Schölvinck, met medewerking van H. Boels, Volksrepresentanten en wetgevers. De politieke elite in de Bataafs-Franse tijd 1796-1810 (Amsterdam 1991) 116.                                                                     |
| Anthonie Pieter van Westervelt (1750 - 1823)                                        | 16-02-1796       | 01-03-1796       | Gelderland                                                                                                  | | Repertorium Ambtsdragers en Ambtenaren 1428-1861, oorspronkelijke bron persoonsgegevens: Aa, A.J. van der, Biographisch woordenboek der Nederlanden (12 dln., Haarlem 1852-1878) XII, 47. |
| Jacobus Adriaansz. van Manen (1752 - 1822)                                          | 22-02-1796       | 01-03-1796       | Utrecht | | Repertorium Ambtsdragers en Ambtenaren 1428-1861, oorspronkelijke bron persoonsgegevens: Elias, A.M. en P.C.M. Schölvinck, met medewerking van H. Boels, Volksrepresentanten en wetgevers. De politieke elite in de Bataafs-Franse tijd 1796-1810 (Amsterdam 1991) 163.                                                                     |
| Jacobus Adriaansz. van Maanen (1752 - 1822)                                         | 22-02-1796       | 01-03-1796       | | | Repertorium Ambtsdragers en Ambtenaren 1428-1861, oorspronkelijke bron persoonsgegevens: Nieuw Nederlandsch Biografisch Woordenboek. P.C. Molhuysen en P.J. Blok ed. (10 dln., Leiden 1911-1937) VIII, 1198. |
| Johan Valckenaer (1759 - 1821)                                                      | 23-02-1796       | 01-03-1796       | | | Repertorium Ambtsdragers en Ambtenaren 1428-1861, oorspronkelijke bron persoonsgegevens: Aa, A.J. van der, Biographisch woordenboek der Nederlanden (12 dln., Haarlem 1852-1878) XI, 2. |
| Joachim Nuhout van der Veen (1756 - 1833)                                           | 12-01-1796       | 01-03-1796       | Holland | | Repertorium Ambtsdragers en Ambtenaren 1428-1861, oorspronkelijke bron persoonsgegevens: Elias, A.M. en P.C.M. Schölvinck, met medewerking van H. Boels, Volksrepresentanten en wetgevers. De politieke elite in de Bataafs-Franse tijd 1796-1810 (Amsterdam 1991) 238.                                                                     |
| Wiltetus Bernardus Jelgersma (1755 - 1796)                                          | 19-01-1796       | 22-02-1796       | Friesland                                                                                                   | Beëindigd door overlijden. | Repertorium Ambtsdragers en Ambtenaren 1428-1861, oorspronkelijke bron persoonsgegevens: Aa, A.J. van der, Biographisch woordenboek der Nederlanden (12 dln., Haarlem 1852-1878) VII, 43. |
| Willem Pieter Hubert (1762 - 1820)                                                  | 01-01-1796       | 01-01-1796       | Brabant | | Repertorium Ambtsdragers en Ambtenaren 1428-1861, oorspronkelijke bron persoonsgegevens: Elias, A.M. en P.C.M. Schölvinck, met medewerking van H. Boels, Volksrepresentanten en wetgevers. De politieke elite in de Bataafs-Franse tijd 1796-1810 (Amsterdam 1991) 126.                                                                     |
| Wybo Fijnje (1750 - 1809)                                                           | 11 januari 1796  |                  | Holland | | Repertorium Ambtsdragers en Ambtenaren 1428-1861, oorspronkelijke bron persoonsgegevens: Aa, A.J. van der, Biographisch woordenboek der Nederlanden (12 dln., Haarlem 1852-1878) VI, 86. |
| Eduard Marius van Beyma (1755 - 1825)                                               | 04-02-1796       | 01-03-1796       | Friesland                                                                                                   | | Repertorium Ambtsdragers en Ambtenaren 1428-1861, oorspronkelijke bron persoonsgegevens: Aa, A.J. van der, Biographisch woordenboek der Nederlanden (12 dln., Haarlem 1852-1878) II, 157. |
| Jan Eykenbroek (1762 - )                                                            | 02-02-1796       | 01-03-1796       | | | Repertorium Ambtsdragers en Ambtenaren 1428-1861, oorspronkelijke bron persoonsgegevens: Rosendaal, J., Bataven! Lijst van de Nederlandse vluchtelingen in Frankrijk 1787-1795 (cd-rom, 2003) no. 0779 |
| Adriaan van der Jagt (1752 - 1830)                                                  | 12-01-1796       | 01-03-1796       | | | Repertorium Ambtsdragers en Ambtenaren 1428-1861, oorspronkelijke bron persoonsgegevens: Elias, A.M. en P.C.M. Schölvinck, met medewerking van H. Boels, Volksrepresentanten en wetgevers. De politieke elite in de Bataafs-Franse tijd 1796-1810 (Amsterdam 1991) 130.                                                                     |
| Dirk Cornelis Kuiken (1746 - 1804)                                                  | 28-02-1796       | 01-03-1796       | Friesland                                                                                                   | | Repertorium Ambtsdragers en Ambtenaren 1428-1861, oorspronkelijke bron persoonsgegevens: Brood, P. e.a. ed., Homines novi. De eerste volksvertegenwoordigers van 1795 (Amsterdam 1993) 204. |
| Jacob Doyer ( - 1805)                                                               | 20-01-1796       | 01-03-1796       | Overijssel                                                                                                  | | Repertorium Ambtsdragers en Ambtenaren 1428-1861, oorspronkelijke bron persoonsgegevens: Aa, A.J. van der, Biographisch woordenboek der Nederlanden (12 dln., Haarlem 1852-1878) IV, 96. |
| Johannes Bernardus van Loenen (1739 - 1810)                                         | 04-02-1796       | 01-03-1796       | Friesland                                                                                                   | | Repertorium Ambtsdragers en Ambtenaren 1428-1861, oorspronkelijke bron persoonsgegevens: Brood, P. e.a. ed., Homines novi. De eerste volksvertegenwoordigers van 1795 (Amsterdam 1993) 207. |
| Hendrik Verhees (1744 - 1813)                                                       | 01-03-1796       | 01-03-1796       | | | Repertorium Ambtsdragers en Ambtenaren 1428-1861, oorspronkelijke bron persoonsgegevens: Elias, A.M. en P.C.M. Schölvinck, met medewerking van H. Boels, Volksrepresentanten en wetgevers. De politieke elite in de Bataafs-Franse tijd 1796-1810 (Amsterdam 1991) 240.                                                                     |
| Lambert Christiaan Hendrik Strubberg ( - )                                          | 28-07-1798       | 01-03-1796       | Overijssel                                                                                                  | | Repertorium Ambtsdragers en Ambtenaren 1428-1861, oorspronkelijke bron persoonsgegevens: |
| Gerrit Jacob George Baert ( - )                                                     |                  | 01-03-1796       | | | Repertorium Ambtsdragers en Ambtenaren 1428-1861, oorspronkelijke bron persoonsgegevens: |
| François Jacob Gallé (1736 - 1809)                                                  |                  |                  | | Beëindigd door overlijden. | Repertorium Ambtsdragers en Ambtenaren 1428-1861, oorspronkelijke bron persoonsgegevens: |
| Hendrik Justus van Oldenbarneveld genaamd Witte Tullingh (1745 - 1795)              |                  | 04-1795          | | Beëindigd door overlijden. | Repertorium Ambtsdragers en Ambtenaren 1428-1861, oorspronkelijke bron persoonsgegevens: Mommers, A.R.M., Brabant van Generaliteitsland tot gewest. Bestuursinrichting en gezagsuitoefening in en over de landen en steden van Staats-Brabant en Bataafs Braband (Utrecht 1953) 480.                                                        |
| Johan Kien (1618 - 1670)                                                            |                  | 1668             | Zeeland, Veere                                                                                              | Beëindiging wegens benoeming in Gecommitteerde Raden van Zeeland. | Repertorium Ambtsdragers en Ambtenaren 1428-1861, oorspronkelijke bron persoonsgegevens: Lyst der edele mogende heeren gecommitteerde raaden van Zeeland, sedert de opregting van het collegie in het jaar 1578, en der ministers van die provintie (z.d., z.p.) 26.                                                                        |
| Lambertus Julius Vitringa (1753 - 1810)                                             |                  |                  | | | Repertorium Ambtsdragers en Ambtenaren 1428-1861, oorspronkelijke bron persoonsgegevens: Aa, A.J. van der, Biographisch woordenboek der Nederlanden (12 dln., Haarlem 1852-1878) XI, 80. |
| Alexander Willem Zwart (1770 - )                                                    |                  | 01-03-1796       | Holland | | Repertorium Ambtsdragers en Ambtenaren 1428-1861, oorspronkelijke bron persoonsgegevens: |